# Orden del Císter
La orden cisterciense (en latín: Ordo Cisterciensis, O.Cist.), igualmente conocida como orden del Císter o incluso como Santa orden del Císter (Sacer Ordo Cisterciensis, S.O.C.), es una orden monástica católica reformada. Tienen como regla la de san Benito, la cual aspiran seguir en forma estricta. Nacieron en 1098 como una reacción de la relajación que consideraban que tenía la Orden benedictina de Cluny (de 910), queriendo volver al espíritu original de la Orden de San Benito (de 529). Su origen se remonta a la fundación de la Abadía de Císter por Roberto de Molesmes.
La sede central de la Orden del Císter se encuentra ubicada donde se originó la antigua localidad romana Cistercium, próxima a Dijon, en la comuna de Saint-Nicolas-lès-Cîteaux, del departamento de Côte-d'Or de la región de la Borgoña (Francia). Esta abadía fue llamada Novum Monasterium por Roberto de Molesmes para diferenciarla del monasterio de Molesmes, de donde procedía.
La orden cisterciense desempeñó un papel protagonista en la historia religiosa del siglo XII. Su influencia fue particularmente importante en el este del río Elba donde la orden hizo «progresar al mismo tiempo el cristianismo, la civilización y el desarrollo de las tierras».
Como restauración de la regla benedictina inspirada en la reforma gregoriana, la orden cisterciense promueve el ascetismo, el rigor litúrgico dando importancia al trabajo manual. Además de la función social que ocupó hasta la Revolución francesa, la orden ejerció una influencia importante en los ámbitos intelectual o económico, así como en el ámbito de las artes y de la espiritualidad.
Debe su considerable desarrollo a Bernardo de Claraval (1090-1153), hombre de una personalidad y de un carisma excepcionales. Su influencia y su prestigio personal hicieron que se convirtiera en el cisterciense más importante del siglo xii, pues, aun no siendo el fundador, sigue siendo todavía hoy el maestro espiritual de la orden.
En nuestros días, la orden cisterciense está formada por dos órdenes diferentes. La orden de la «Común Observancia» contaba en 1988 con más de 1300 monjes y 1500 monjas, repartidos respectivamente en 62 y 64 monasterios. La Orden Cisterciense de la Estricta Observancia, también llamada OCSO, comprende hoy en día cerca de 2000 monjes y 1700 monjas, comúnmente llamados trapenses porque provienen de la reforma de la abadía de la Trapa, repartidos en 106 monasterios masculinos y 76 femeninos. Las dos órdenes cistercienses actualmente mantienen vínculos de colaboración entre ellas.
Su hábito es túnica blanca y escapulario negro, retenida por un cinturón que se lleva por debajo; el hábito de coro es la tradicional cogulla monástica, de color blanco. De hecho, se los llamó en la Edad Media «monjes blancos», en oposición a los «monjes negros» que eran los benedictinos. También es frecuente la denominación «monjes bernardos» o simplemente «bernardos», por el impulso que dio a la orden Bernardo de Fontaine. Pero no debe olvidarse que «aunque no se les aplique el nombre de “benedictinos”, los cistercienses son tan benedictinos como sus hermanos de hábito negro, que reciben el nombre de “benedictinos”, sin ninguna precisión más». Aunque siguen la regla de san Benito, los cistercienses no son propiamente aludidos cuando se habla de benedictinos como contraposición a ellos. Fue en el IV Concilio de Letrán en 1215 cuando la palabra «benedictino» apareció para designar expresamente a los monjes que no pertenecían a ninguna orden centralizada, por oposición a los cistercienses. El profesor Antonio Linage Conde apunta a un fenómeno de monopolio por momentos en la denominación dejando fuera otras ramas benedictinas como la camaldulense.

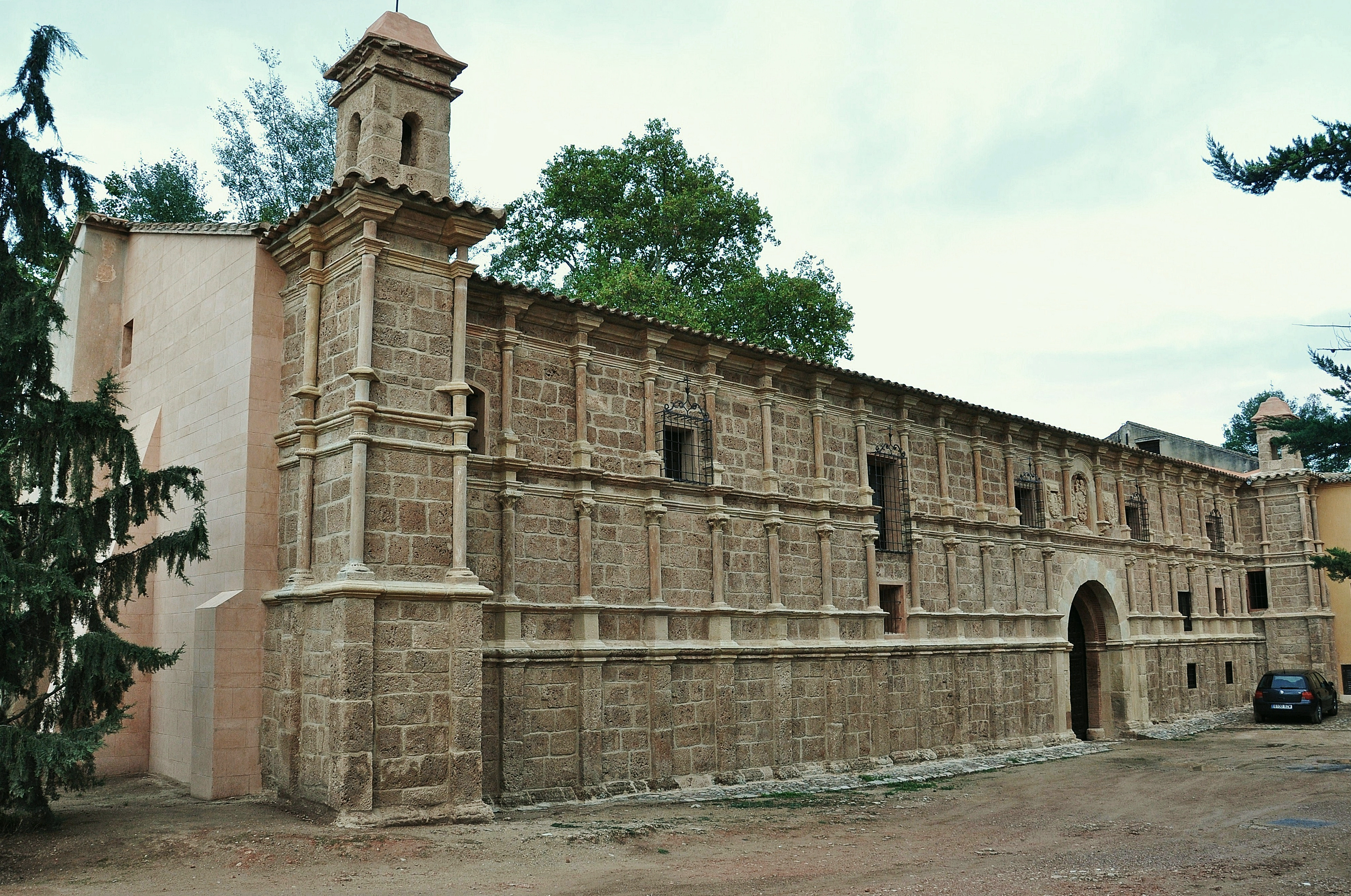
El monasterio de Piedra fundado en 1194 es un monasterio cisterciense.

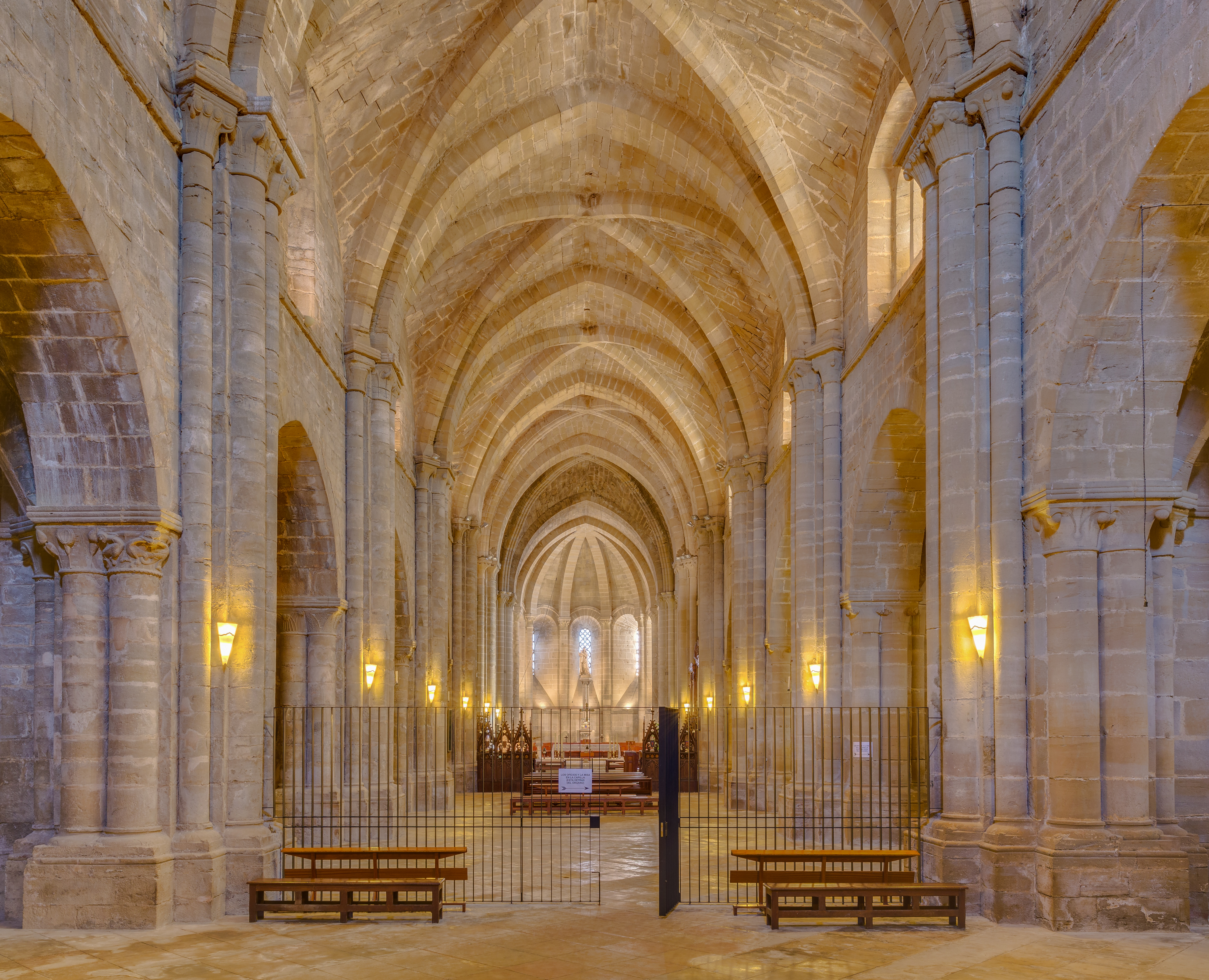
Monasterio de la Oliva (Carcastillo, Navarra) una de las primeras fundaciones en la península ibérica (1134).

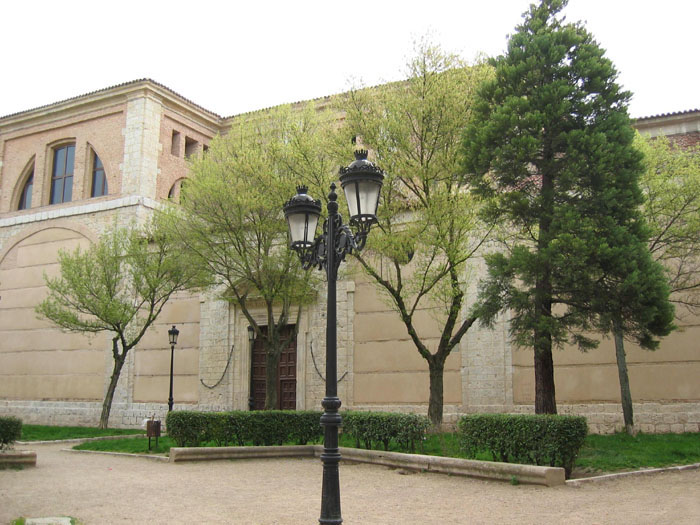
Abadía de las Huelgas Reales de Valladolid, fundación cisterciense de 1282. Este edificio data del siglo.

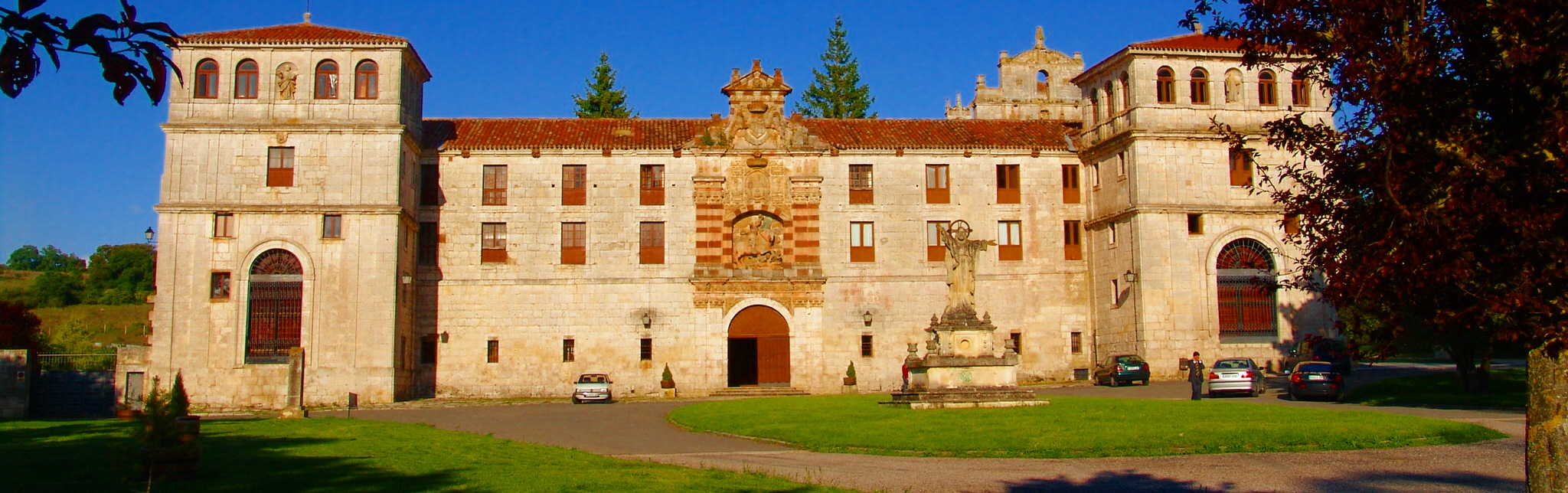
Abadía de San Pedro de Cardeña, fundada en el 899.

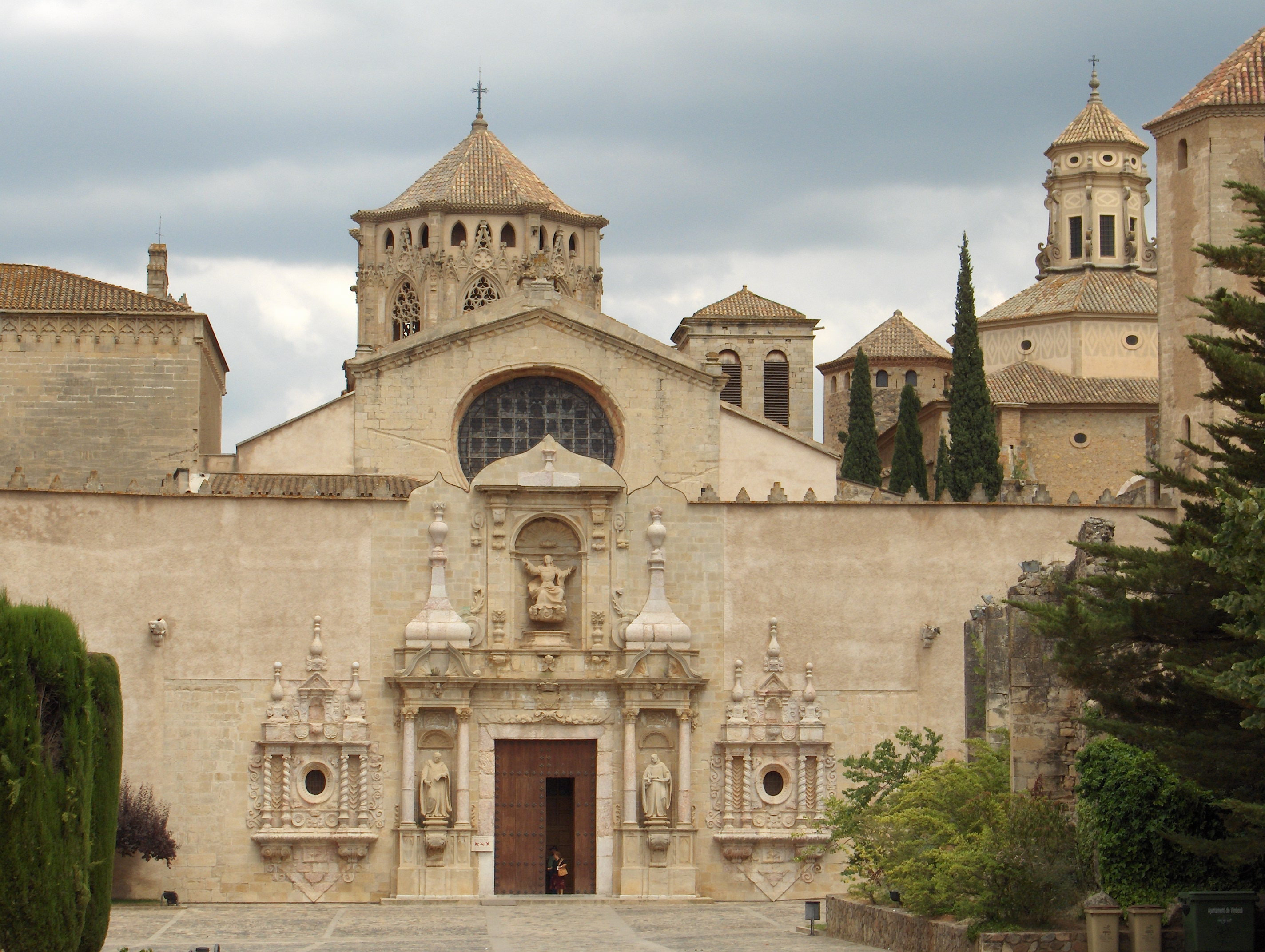
Monasterio de Poblet, fundado en 1149 por Ramón Berenguer IV, conde de Barcelona.

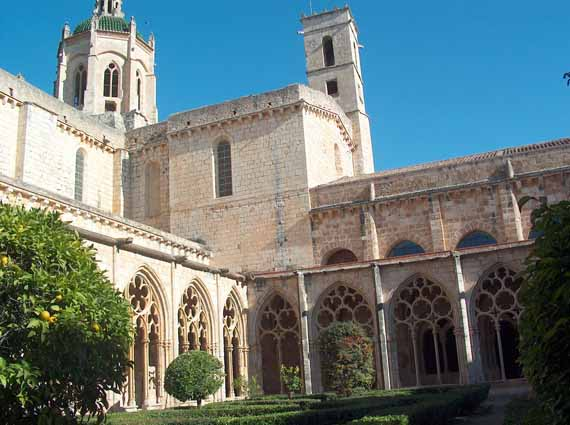
La abadía de Santes Creus, del siglo, declarada monumento nacional en 1921.

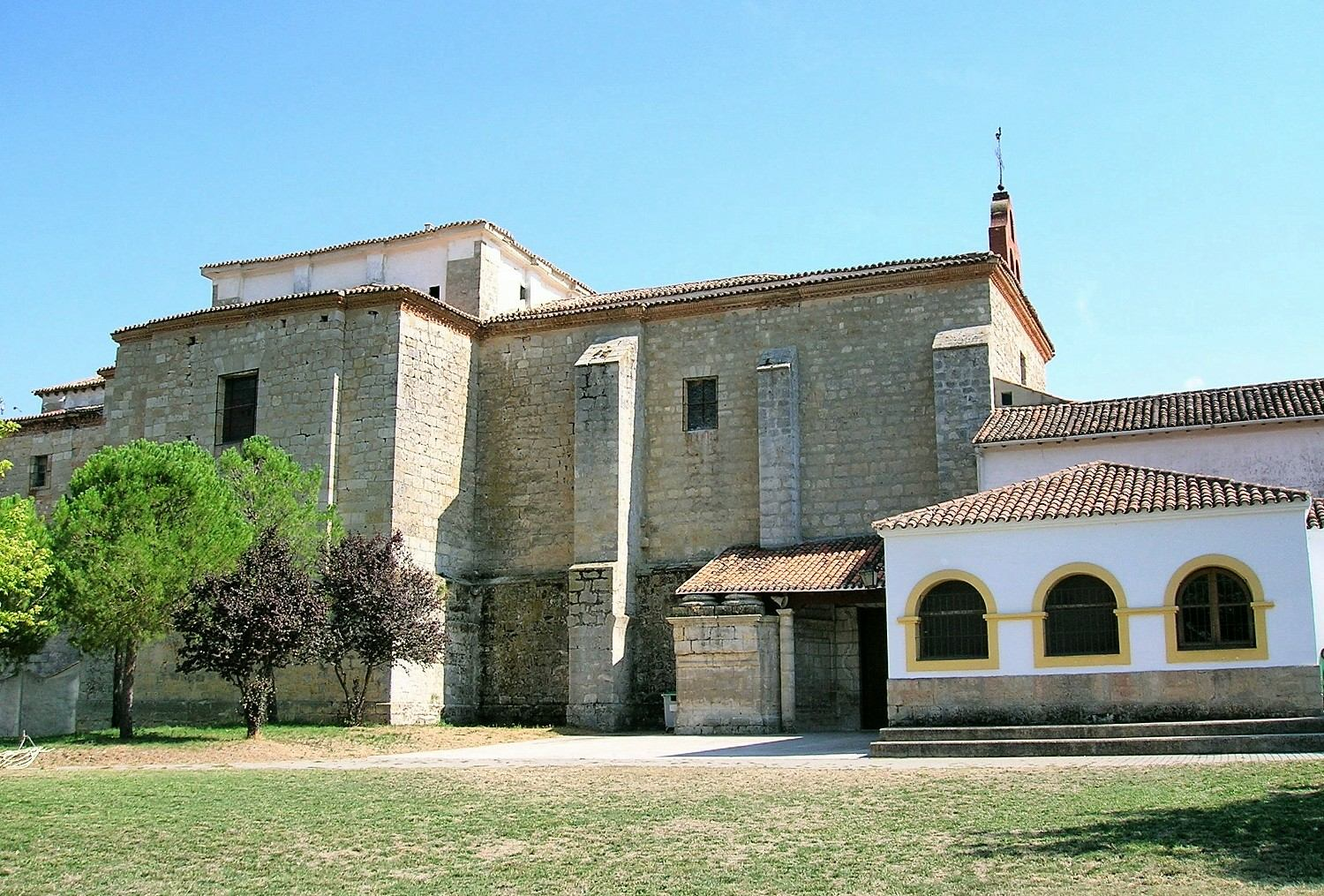
Monasterio de Nuestra Señora de Alconada en Ampudia.

## Historia

### Antecedentes de la orden cisterciense
En Occidente, en el cambio entre el siglo xi y el siglo xii, eran numerosos los cristianos que buscaban «nuevas vías de perfección» espiritual.
La Regula Sancti Benedicti fue también, a finales del siglo xi, una formidable fuente de inspiración para los movimientos que se esforzaban en buscar la perfección espiritual al conjugar el ascetismo y el rigor litúrgico rechazando la ociosidad en contraposición al trabajo manual. Como la Orden de Grandmont o la Orden Cartuja, fundada por San Bruno en 1084, la Orden Cisterciense estuvo marcada en su nacimiento por la necesidad de reforma y la inspiración evangélica, de la misma forma que la experiencia de Robert de Arbrissel, fundador de la Orden de Fontevraud en 1091, o la eclosión de los capítulos de canónigos basados en la regla de San Benito.

### Los padres fundadores
La forma de vida cisterciense comenzó a fraguarse con la fundación de la abadía de Notre-Dame de Molesmes por Roberto de Molesmes en 1075, en la región de Tonnerre. Roberto de Molesmes había nacido en Champaña y estaba emparentado con la familia Maligny, una de las más importantes de la región. Comenzó su noviciado a la edad de quince años en la abadía de Moutiers-la-Celle, en la diócesis de Troyes, donde llegó a ser prior. Imbuido del ideal de restauración de la vida monástica tal como fue instituida por san Benito, abandonó el monasterio en 1075 para ponerlo en práctica. Compartió la soledad, la pobreza, el ayuno y la oración con siete ermitaños, cuya vida espiritual dirigió. Se instalaron en el bosque de Collan, o Colán, cerca de Tonnerre. Gracias a los señores de Maligny, el grupo se estableció en el valle del Laignes, en la localidad de Molesmes. Adoptaron reglas similares a las de los camaldulenses, combinando la vida comunal de trabajo y el oficio benedictino con el eremitismo.
Esta fundación fue un éxito. La nueva abadía atrajo a numerosos visitantes y donantes, religiosos y laicos. «Quince años después de su fundación, Molesmes se asemejaba a cualquier abadía benedictina próspera de su época». Pero las exigencias de Roberto y de Albéric fueron mal aceptadas. Se produjeron divisiones en el seno de la comunidad. En 1090, Roberto, con algunos compañeros, decidió alejarse durante un tiempo de la abadía y sus disensiones, estableciéndose con algunos hermanos en Aulx para llevar una vida de ermitaño. Sin embargo, fue obligado a regresar a la abadía que dirigía en Molesmes.
Sabía que no conseguiría satisfacer su ideal de soledad y pobreza en Molesmes donde los partidarios de la tradición se oponían a los de la renovación. Por ello, Roberto obtuvo la autorización de Hugues de Die, legado del Papa, y aceptó un lugar solitario ubicado en el bosque pantanoso de la baja región de Dijon para retirarse y practicar, con la mayor austeridad, la regla de san Benito. El lugar se lo propusieron el duque de Borgoña, Eudes I, y sus primos lejanos los vizcondes de Beaune. Alberico y Esteban Harding, así como otros veintiún monjes fervorosos, lo acompañaban. Se instalaron el 21 de marzo de 1098 en el lugar conocido como La Forgeotte, alodio concedido por Renard, vizconde de Beaune, para fundar allí otra comunidad denominada durante un tiempo el novum monasterium.

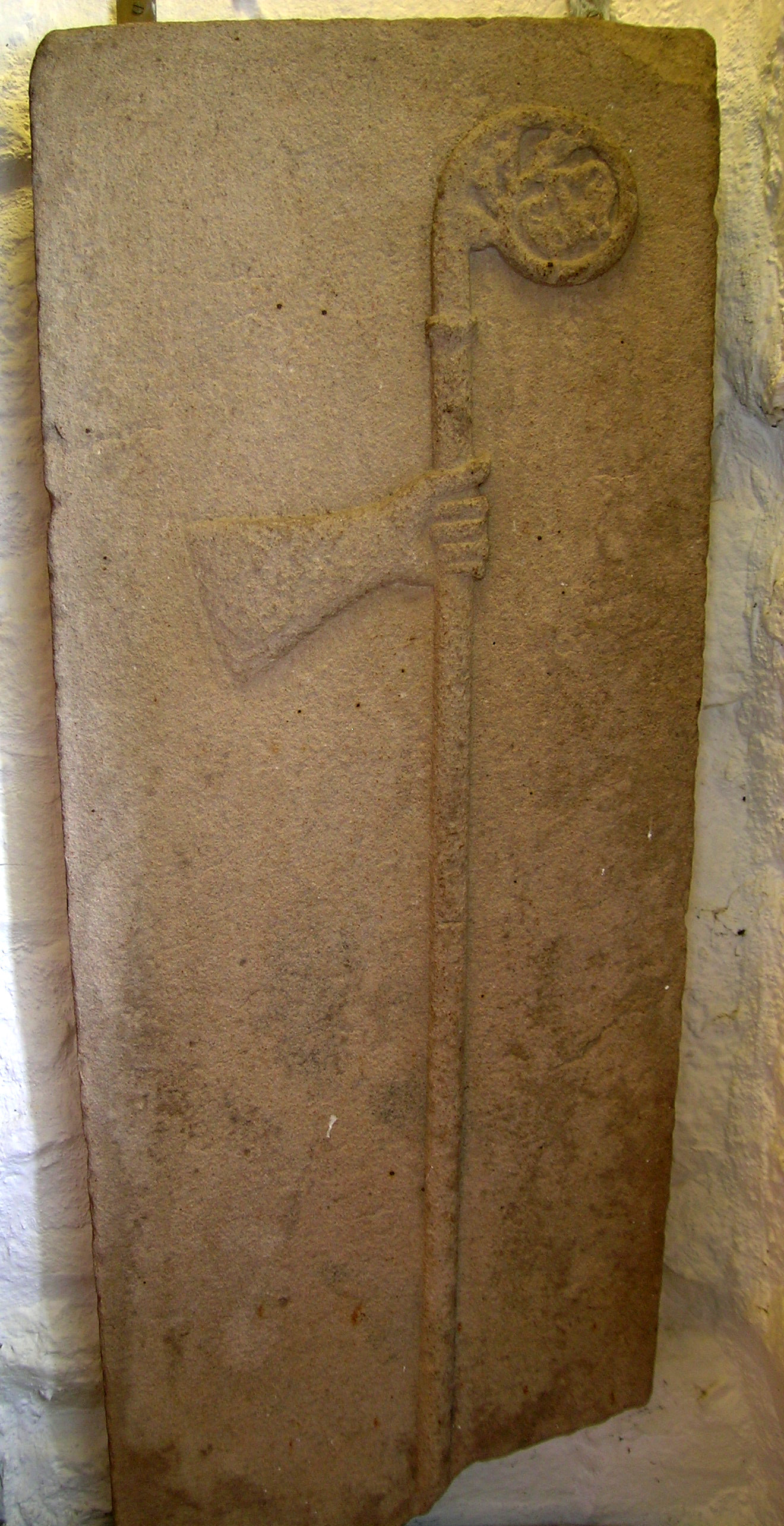
Brazo y báculo típico cisterciense en lápida funeraria de abad en la abadía de Boyle (Irlanda).

### El «nuevo monasterio»

#### El abadiado de Roberto

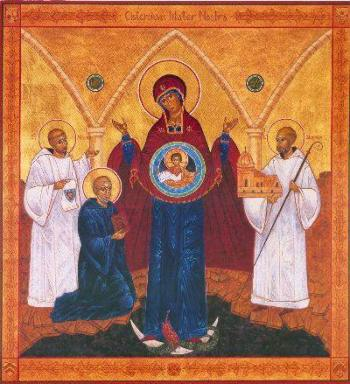
Los fundadores de Cîteaux: Roberto de Molesmes, Alberico y Esteban Harding venerando a la Virgen María.

Los inicios del novum monasterium, en edificios de madera rodeados de una naturaleza hostil, fueron difíciles para la comunidad. La nueva fundación se benefició, no obstante, del apoyo del obispo de Dijon. Eudes de Borgoña también dio muestras de generosidad; Renard de Beaune, su vasallo, cedió a la comunidad las tierras que lindaban con el monasterio. La benévola protección del arzobispo Hugues permitió la edificación de un monasterio de madera y de una humilde iglesia. Roberto tuvo el tiempo justo de recibir del duque de Borgoña una viña en Meursault, ya que, tras un sínodo celebrado en Port d’Anselle en 1099 que legitimó la fundación del novum monasterium, se vio obligado volver a Molesmes, donde encontraría la muerte en 1111.
La historiografía cisterciense censuró durante algún un tiempo la memoria de los monjes que regresaron a Molesmes. Así, los escritos de Guillermo de Malmesbury, y luego el Pequeño y el Gran Exordio, se hallan en el origen de la leyenda negra que, en el seno de la orden, persiguió a Roberto y a sus compañeros de Molesmes «a quienes no les gustaba el desierto».

#### El abadiado de Alberico
Roberto dejó la comunidad en manos de Alberico, uno de los más fervientes partidarios de la ruptura con Molesmes. Alberico, administrador eficaz y competente, obtuvo la protección del papa Pascual II (Privilegium Romanum) quien promulgó el 19 de octubre de 1100 la bula Desiderium quod. Alberico, enfrentado a numerosas dificultades materiales, desplazó su comunidad dos kilómetros más al sur, a orillas del Vouge, para encontrar un suministro suficiente de agua. Bajo sus órdenes se construyó una iglesia a unos centenares de metros del lugar inicial. El 16 de noviembre de 1106 Gauthier, obispo de Chalon, consagró en este nuevo lugar la primera iglesia construida en piedra. Alberico consiguió mantener el fervor espiritual en el seno de su comunidad, a la que sometió a una ascesis muy dura. Pero Cîteaux vegetaba, las vocaciones eran escasas y sus miembros envejecían. Los años parecían difíciles para la pequeña comunidad ya que «los hermanos de la Iglesia de Molesmes y otros monjes vecinos no dejaban de acosarlos y de perturbarlos».
Sin embargo, la protección del duque de Borgoña, la de su hijo Hugo II, con posterioridad a 1102, y los clérigos surgidos del valor de la comunidad, permitieron un primer desarrollo. A partir de 1100 el monasterio atrajo a algunos neófitos; algunos novicios se incorporaron al grupo. Durante su abadiado, Alberico hizo adoptar a los monjes el hábito de lana cruda distinto del hábito negro de los monjes de la orden de Cluny. Ello les valdría a los cistercienses los apodos de «monjes blancos», «benedictinos blancos» o «bernardinos», del nombre de san Bernardo, por oposición a los benedictinos o «monjes negros».
Alberico definió el estatuto de los hermanos conversos, religiosos que no eran ni clérigos ni monjes, pero sujetos a la obediencia y a la estabilidad y que llevaban a cabo el grueso de los trabajos manuales. También hizo emprender el trabajo de revisión de la Biblia que sería concluido bajo el abadiado de Esteban Harding.

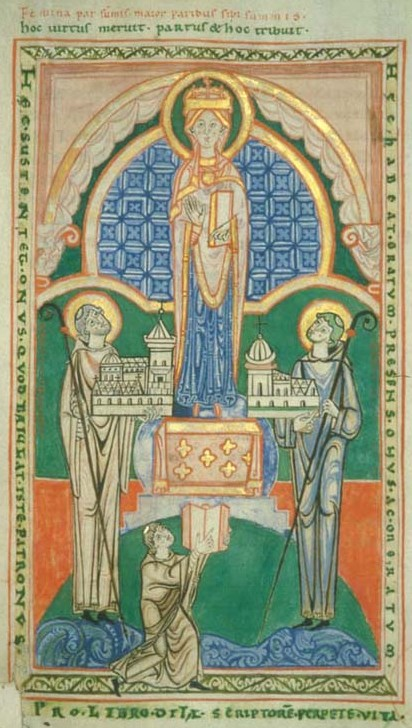
Esteban Harding y el abad de Saint-Vaast d'Arras depositando su abadía a los pies de la Virgen.

#### El abadiado de Esteban Harding
En 1109, Esteban Harding se hizo cargo de los destinos de Cîteaux, sucediendo a Alberico tras la muerte de este último. Esteban, noble anglosajón de sólida formación intelectual, era un monje formado en la escuela de Vallombreuse que ya había desempeñado un papel protagonista en los acontecimientos de 1098. Mantuvo excelentes relaciones con los señores locales. La benevolencia de la castellana de Vergy y del duque de Borgoña garantizaró el desarrollo material de la abadía. La revalorización de las tierras garantizó a la comunidad los recursos necesarios para su subsistencia. El fervor de los monjes confirió a la abadía un gran renombre. En abril de 1112 o mayo de 1113, el joven caballero Bernardo de Fontaine, junto a una treintena de compañeros, hizo su entrada en el monasterio cuyos destinos transformaría. Con la llegada de Bernardo, la abadía se engrandeció. Los postulantes fluyeron, los efectivos crecieron e impulsaron a Esteban Harding a fundar «abadías filiales».

##### La fundación de la orden
En 1113 se fundó la primera abadía filial en La Ferté, en la diócesis de Chalon-sur-Saône, seguida por la de Pontigny, en la diócesis de Auxerre, en 1114. En junio de 1115, Esteban Harding envió a Bernardo con doce camaradas a fundar la abadía de Claraval, en Champaña. El mismo día, una comunidad monástica partió de Cîteaux para fundar la abadía de Morimond.
Sobre este tronco de las cuatro filiales de Cîteaux, la orden se desarrolló y la familia cisterciense creció durante todo el siglo xii. A partir de 1120 la orden se estableció en el extranjero, en la Abadía de Santa María alla Croce, en Tiglieto (Italia). Finalmente, junto a los monasterios de hombres se crearían conventos de monjas. El primero se estableció en 1132 por iniciativa de Esteban Harding en Tart-l'Abbaye, siendo el de Port-Royal-des-Champs uno de los más célebres.
Para Esteban Harding, organizador de la orden y gran legislador, la obra que veía nacer era aún frágil y precisaba ser reforzada. Las abadías creadas por Cîteaux necesitaban el vínculo que sería la marca de su pertenencia a la aplicación estricta de la regla de san Benito y hacer solidarias a las comunidades monásticas. La Carta de caridad que él elaboró se convirtió en el cimiento que garantizaría la solidez del edificio cisterciense.

##### LaCarta de caridad
Entre 1114 y 1118, Esteban Harding redactó la Carta Caritatis o Carta de caridad, texto constitucional fundamental en el cual se basa la cohesión de la orden. En ella estableció la igualdad entre los monasterios de la orden. El cumplimiento de la unidad de observancia de la regla de san Benito tenía por objeto organizar la vida diaria e instaurar una disciplina uniforme en el conjunto de las abadías. El papa Calixto II la aprobó el 23 de diciembre de 1119 en Saulieu. La Carta fue objeto de diferentes actualizaciones.
Esteban Harding previó que cada abadía, aun conservando una gran autonomía ―en particular financiera―, dependiera de una abadía madre: la abadía que la fundó o aquella a la que estuviese vinculada. Sus abades, elegidos por la comunidad, controlarían la abadía a su criterio. Al mismo tiempo, supo prever sistemas eficaces de control, evitando la centralización. La abadía madre tenía derecho de fiscalización y su abad debía visitarla anualmente.
Esteban Harding instituyó el Capítulo general en la cumbre de la Orden como órgano supremo de control. El Capítulo general reunía, cada 14 de septiembre y bajo la presidencia del abad de Cîteaux que fijaba el programa, a todos los abades de la orden, que estaban obligados a asistir personalmente o, excepcionalmente, a estar representados. Todos tenían el mismo rango excepto los abades de las cuatro ramas principales.
Por otra parte, el Capítulo general decretaba estatutos y realizaba las adaptaciones necesarias en las normas que regían la orden. Las decisiones tomadas en estas asambleas se anotaban en registros llamados Statuta, instituta et capitula. Este sistema, como subraya Dom J. M. Canivez, permitió «una unión, una intensa circulación de vida y un verdadero espíritu de familia que agrupaba en un cuerpo compacto a las abadías surgidas de Cîteaux».

### Bernardo de Claraval y la expansión de la orden

#### Bernardo de Claraval
La orden debe el considerable desarrollo que conoció en la primera mitad del siglo xii a Bernardo de Claraval (1090-1153), el más célebre de los cistercienses y a quien se puede considerar como su maestro espiritual. Sus orígenes familiares y su formación, sus apoyos y sus relaciones, su propia personalidad, explican en gran parte el éxito cisterciense.
Su familia era conocida por su piedad; su madre le transmitió su inclinación por la soledad y la meditación. Decidió no abrazar el oficio de las armas e intentó retirarse del mundo. Sin embargo, durante su vida religiosa conservó un agudo sentido del combate. «Una vez convertido en monje, Bernardo sigue siendo un caballero que alienta a los que combaten por Dios». Persuasivo y carismático, animó a muchos de sus parientes a seguirlo a Cîteaux, abadía próxima a las tierras de su familia.
Solamente tres años después de su entrada en la orden cisterciense, Bernardo, consagrado abad por Guillermo de Champeaux, obispo de Châlons-sur-Marne, se puso a la cabeza de la abadía de Claraval el 25 de junio de 1115.

Durante diez años se entrega por entero a la comunidad de la que era [...] el padre. Después de Claraval, ya bien establecido y arraigado, a su vez prolífico, esparcida también su descendencia por todas partes, en Trois-Fontaines, en Fontenay, en Foigny, Bernardo habla solamente para los religiosos de su monasterio

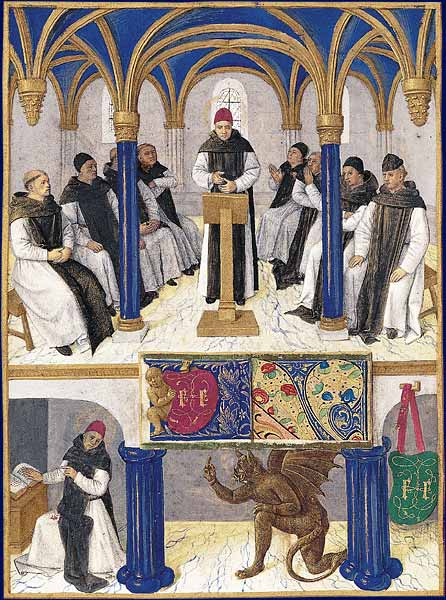
Bernardo de Claraval enseñando en la sala capitular, Heures d'Étienne Chevalier, ilustradas por Jean Fouquet, museo Condé, Chantilly.

Sin dejar de ocuparse de Claraval, de donde seguiría siendo abad toda su vida, Bernardo tuvo una influencia religiosa y política considerable fuera de su orden. Durante toda su vida se guio por la defensa de la orden cisterciense y sus ideales de reforma de la Iglesia. Se lo encontraba en todos los frentes y su vida fue rica en paradojas. Proclamó su deseo de retirarse del mundo y, sin embargo, no dejó de mezclarse en los asuntos del mundo. De buen grado impartía lecciones, pero, seguro de la superioridad del espíritu cisterciense, abrumaba con sus reproches a sus hermanos cluniacenses. Tuvo muy duras palabras para fustigar a los clérigos y a los prelados que sucumbían a las riquezas materiales y al lujo. No desdeñó la picardía, la astucia, la mala fe o las injurias para abatir a su adversario. El teólogo Pedro Abelardo sufrió en persona esta dura experiencia. Estuvo en el Languedoc intentando frenar los progresos de la herejía. Recorrió Francia y Alemania movilizando a las muchedumbres tras la predicación de Vézelay, el 31 de marzo de 1146, para predicar la Segunda Cruzada. Intervino en la controversia entre dos papas elegidos simultáneamente consiguiendo hacer triunfar la causa de Inocencio II sobre Anacleto II) y llegó a ser referencia de soberanos pontífices.
Las fundaciones prosiguieron a un ritmo constante. La orden, con su base borgoñona, se extendió por el Dauphiné y el Marne; luego, en poco tiempo, todo el Occidente cristiano. No ha habido una nación católica, desde Escocia a Tierra Santa, de Lituania y Hungría a Portugal, que no haya conocido a los cistercienses en alguno de sus setecientos sesenta y dos monasterios. De Claraval surgió, en suma, la mayor rama de la orden cisterciense: trescientas cuarenta y una casas, ochenta de ellas filiales directas, dispersas por toda Europa; aún más que Cluny, que solo contaba con alrededor de 300. Así pues, gracias al número de sus filiales, que sobrepasaba a las de Cîteaux, el peso de la abadía de Claraval no dejó de crecer, en particular en las decisiones tomadas en los Capítulos generales. Al morir, el 20 de agosto de 1153, honrado por todo el mundo cristiano, convirtió a Cîteaux en uno de los principales centros de la cristiandad.

#### La organización de la orden
Debemos ser unánimes, sin divisiones entre nosotros: todos juntos, un solo cuerpo en Cristo, siendo miembros los unos de los otros.
San Bernardo, Sermon pour la Saint-Michel, I, 8.

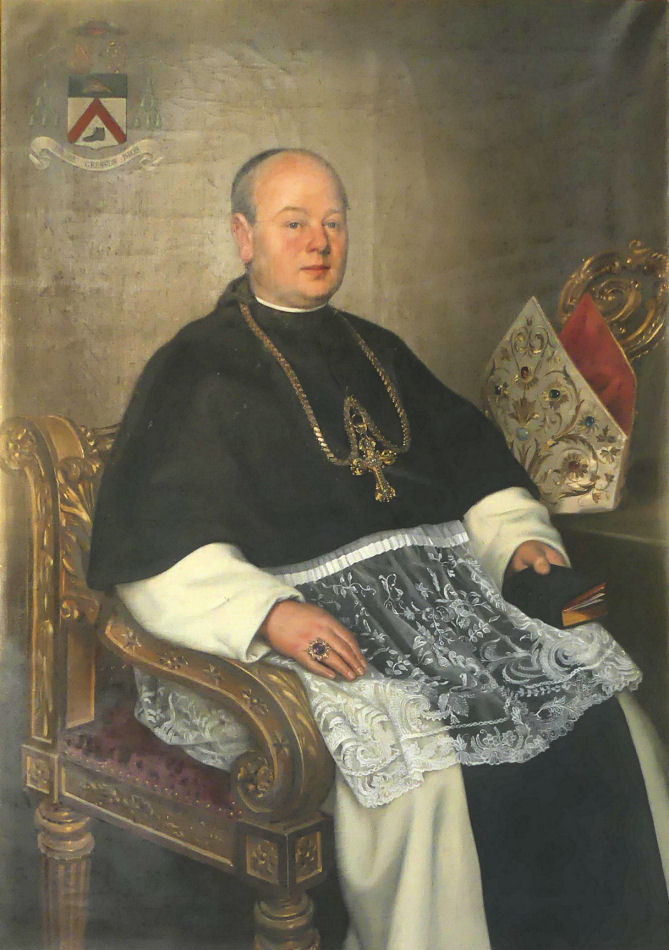
Thomas Schoen 1903, OCist.

La regla benedictina solicita una síntesis entre exigencias opuestas: independencia económica y actividad litúrgica, actividad apostólica y rechazo del mundo. Los Statuts des moines cisterciens venus de Molesme (Estatutos de los monjes cistercienses venidos de Molesmes), redactados en los años cuarenta del siglo xii, son una propuesta de normalización del ideal primitivo: estricta observancia de la regla benedictina, búsqueda del aislamiento, pobreza integral, rechazo de los beneficios eclesiásticos, trabajo manual y autarquía.
Los primeros abades de Cîteaux habían encontrado este equilibrio en la sencillez, en la ascesis y el gusto por el cultivo. Los siglos xii y xiii, marcados por los escritos de sus fundadores, debían permitir profundizar y apuntalar estos principios de organización. Pero a partir del abadiado de Esteban Harding, apareció una legislación bajo la forma La Charte de charité et d'unanimité (La Carta de caridad y de unanimidad) que regulaba las relaciones de las abadías madre, de sus filiales y pequeñas filiales. La multiplicación de las fundaciones y la extensión de este nuevo monacato exigían una nueva reflexión sobre su administración. Para Philippe Racinet, «la organización cisterciense es una obra maestra de construcción institucional medieval». La exención de la jurisdicción episcopal permitió a la orden de Cîteaux poner a punto dos instituciones que debían convertirse en su fuerza: el sistema de visitas de los abades-padres y el capítulo general anual. Al mismo tiempo, muy probablemente entre 1097 y 1099, el abad Esteban hacía poner por escrito el relato de las fundaciones.

##### La «abadía madre» y sus filiales

Primeras filiales de Cîteaux en 1115 y máxima expansión de la orden a finales del siglo.

Los recién llegados, integrados en establecimientos geográficamente distantes, recibían formación apropiada en la casa que los acogía. Para favorecer la cohesión, evitar discordias y fundar relaciones orgánicas entre los monasterios, en 1114 Esteban redactó una Carta de unanimidad y de caridad. Esta carta, en tanto que documento jurídico, «regula el control y la continuidad de la administración de cada casa, [...] define las relaciones de las casas entre ellas y asegura la unidad de la orden». No se completó hasta 1119; después, debido a nuevas dificultades, se modificó hacia 1170 para dar nacimiento a la Charte de charité postérieure (Carta de caridad posterior).
Por su espíritu, se separaba del modelo cluniacense de «familia» jerarquizada, ofreciendo amplia autonomía a cada monasterio. Cîteaux permanecía como autoridad espiritual guardiana de «la observancia de la santa regla» establecida en el «nuevo monasterio».
Cada monasterio, según el principio de caridad, tenía el deber de socorro a las fundaciones más desamparadas, mientras que las abadías madres garantizaban el control y la elección de los abades dentro de las abadías filiales. El abad de Cîteaux, por medio de sus consejos y en sus visitas, conservaba una autoridad superior. Cada abad debía ir a Cîteaux todos los años, en torno a la fiesta de la Santa Cruz, el 14 de septiembre, para el Capítulo general, como órgano supremo de gobierno y de justicia, a resultas del cual se promulgaban estatutos. Este procedimiento no era enteramente original puesto que se remontaba, también, a los orígenes de la orden de Vallombreuse, pero la inspiración procedía del convenio entre Molesmes y Aulps, firmado en 1097 bajo el abadiado de Roberto. Desde finales del siglo xii, el Capítulo estuvo asistido por un comité de definidores nombrados por el abad de Cîteaux; era el Définitoire (Definitorio). Los cistercienses aceptaron, sin embargo, el apoyo y el control del obispo del lugar en caso de conflicto en el seno de la orden. Así, a partir de 1120, en el plano jurídico y normativo, lo esencial de lo que constituía la orden reposaba sobre principios sólidos y coherentes.

##### Los lugares cistercienses

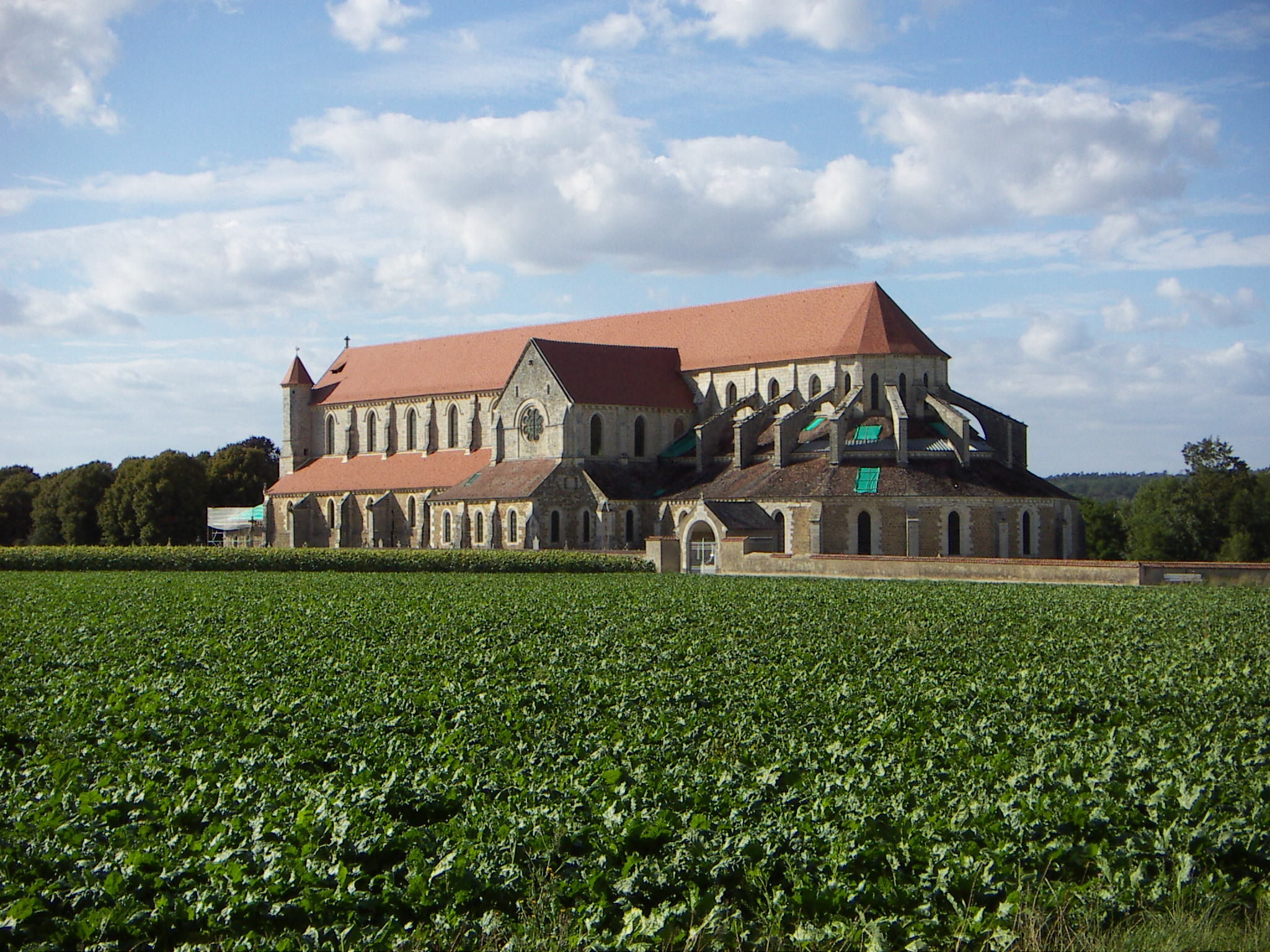
La abadía de Pontigny, establecida en el valle del Serein, en la frontera de los condados de Auxerre, Nevers y Tonnerre.

«Bernardus valles amabat», «Bernardo amaba los valles». La elección del lugar cisterciense respondía con frecuencia a este proverbio, como prueba la toponimia cisterciense: abadía de Císter, Clairvaux, Bellevaux, Clairefontaine, Droiteval. El valle arbolado debía contener, en extensiones amplias, todos los ingredientes que respondiesen a las necesidades de la vida monástica, sin encontrarse demasiado lejos de los ejes de circulación.
El lugar debía permitir el aislamiento, conforme a una vida fuera del mundo; además, debían tenerse en cuenta las posibles relaciones con los señores locales. En opinión de Terryl N. Kinder, los valles «delimitaban un territorio “neutral” donde los nobles belicosos de las dos orillas estaban en tregua, pero que, por su posición estratégica, no servían para uso doméstico». Pero, sobre todo, los valles estaban disponibles, por lo que debían de ser poco atractivos.

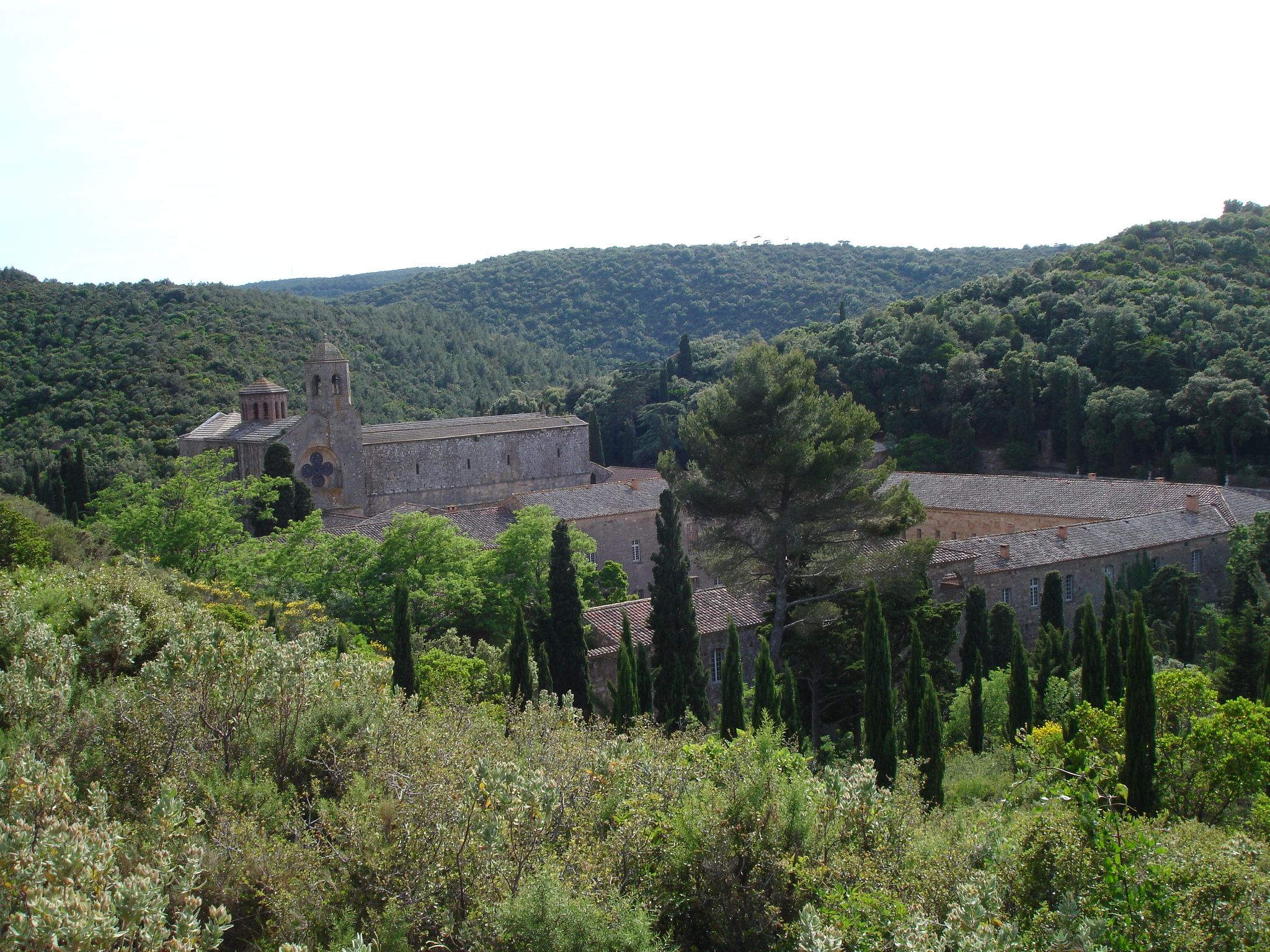
Emplazamiento de la abadía de Fontfroide.

Sin embargo, no conviene exagerar el carácter malsano de estos lugares; los cistercienses no buscaban deliberadamente pantanos insalubres. Las numerosas referencias a «lugares de horror» en los documentos primitivos remiten a topoi bíblicos. El lugar debía presentar ventajas y recursos suficientes y, a menudo, la elección inicial no presentaba todas las características requeridas. Por ello, las fundaciones fueron a menudo largas y peligrosas y la nueva abadía solo se consagraba a condición de que el oratorio, el refectorio, el dormitorio, el alojamiento y la portería estuviesen bien situados.
Según Kinder, si la elección de una fundación dependía de «una sabia mezcla hecha de piedad, política y pragmatismo, [...] el paisaje quizá desempeñó un papel en la formación de la espiritualidad de la nueva orden».

##### Cîteaux, vanguardia de la Iglesia
La espiritualidad cisterciense, de acuerdo con el ideal de pobreza en boga en aquella época, atrajo numerosas vocaciones, en particular gracias a la energía y al carisma de Bernardo de Claraval. La orden recibió también numerosas donaciones tanto de gente humilde como de los poderosos. Entre estos donantes se cuentan personalidades de primer orden, como los reyes de Francia, Inglaterra, Navarra, Aragón, Castilla, luego de España, o Portugal, el duque de Borgoña, el conde de Champaña, obispos y arzobispos.
Esta evolución sostuvo el desarrollo de las filiales de la orden que, a la muerte de Bernardo, contaba con trescientos cincuenta monasterios, sesenta y ocho de ellos establecidos por Claraval. La expansión se produjo por diáspora, por sustitución o por incorporación.
La línea de Claraval llegó a contar con hasta 350 monasterios, la de Morimond más de 200, la de Cîteaux un centenar, solamente una cuarentena la de Pontigny y menos de veinte la de La Ferté. A partir de 1113, las primeras monjas se instalaron en el castillo de Jully. Se instituyeron en 1128 en la abadía de Tart, en la diócesis de Langres, y adoptaron el nombre de «Bernardines». Los monasterios del suburbio de Saint-Antoine, en París, y de Port-Royal-des-Champs eran los más famosos de los que las monjas ocuparon posteriormente.
El desarrollo cisterciense en los siglos XII y XIII
| Periodos  | Número de establecimientos integrados en la orden | En territorio francés |
| --------- | ------------------------------------------------- | --------------------- |
| 1151-1200 | 209                                               | 59 / (28%)            |
| 1201-1250 | 120                                               | 13 / (11%)            |
| 1251-1300 | 46                                                | 3 / (6,5 %)           |
| 1151-1300 | 375                                               | 75                    |

Como consecuencia del crecimiento de la orden con la fundación de centenares de abadías y la incorporación de varias congregaciones ―las de Savigny, que contaba con treinta monasterios, y la de Obazine en vida de san Bernardo―, la uniformidad de las costumbres se alteró. En 1354 la orden contaba con 690 casas de hombres y se extendía de Portugal a Suecia, de Irlanda a Estonia y de Escocia hasta Sicilia. No obstante, la mayor concentración se dio en tierras francesas y más concretamente en Borgoña y Champaña.

#### Las monjas cistercienses
Hacia 1125 algunas monjas benedictinas abandonaron su priorato de Jully-les-Nonnains y se instalaron en la abadía de Tart, solicitando la protección del abad de Císter, Esteban Harding, que se la concedió en 1132. Luego se crearon otros monasterios y se incorporaron a la orden. El de Tart, la abadía madre, albergaba cada año el capítulo general de las abadesas. Hacia 1200 se contabilizaban dieciocho monasterios de monjas cistercienses en Francia. En el siglo xii, las monjas crearon abadías en Bélgica, Alemania, Inglaterra, Dinamarca y España. Algunas de estas fundaciones españolas aún existen, como la primera del Monasterio de Santa María de la Caridad de Tulebras (Navarra), fundado hacia 1147 por García Ramírez el Restaurador, o como el Monasterio Real de las Huelgas de Burgos, creado en 1187 por Alfonso VIII de Castilla, y que siguen estando afiliados a la orden de Císter.

### El apogeo de los siglosXIIyXIII
Con san Bernardo interviniendo de manera más o menos directa como árbitro, consejero o guía espiritual en las grandes cuestiones del siglo, la orden cisterciense adoptó el papel de guardián de la paz religiosa. Con el apoyo del papado, de reyes y de obispos, la orden prosperó y creció. Las autoridades laicas y eclesiásticas deseaban que insuflase su espíritu en la Iglesia regular y secular. Por ejemplo, Pedro, abad de La Ferté, fue elevado a la dignidad episcopal hacia 1125. La orden parecía destinada a desempeñar un nuevo papel en la sociedad, papel que había rehusado asumir hasta entonces a lo largo del siglo.
En el siglo XII la orden cisterciense ejercía una gran influencia política. Bernardo de Claraval influyó decisivamente en la elección del papa Inocencio II en 1130, y luego en la de Eugenio III en 1145. Este antiguo abad cisterciense predicó, a petición de la orden, la Segunda Cruzada que llevó a Tierra Santa a Luis VII y a Conrado II. Bernardo fue quien hizo reconocer la Orden del Temple. En el siglo XII la orden proporcionó a la iglesia noventa y cuatro obispos y el papa Eugenio III.

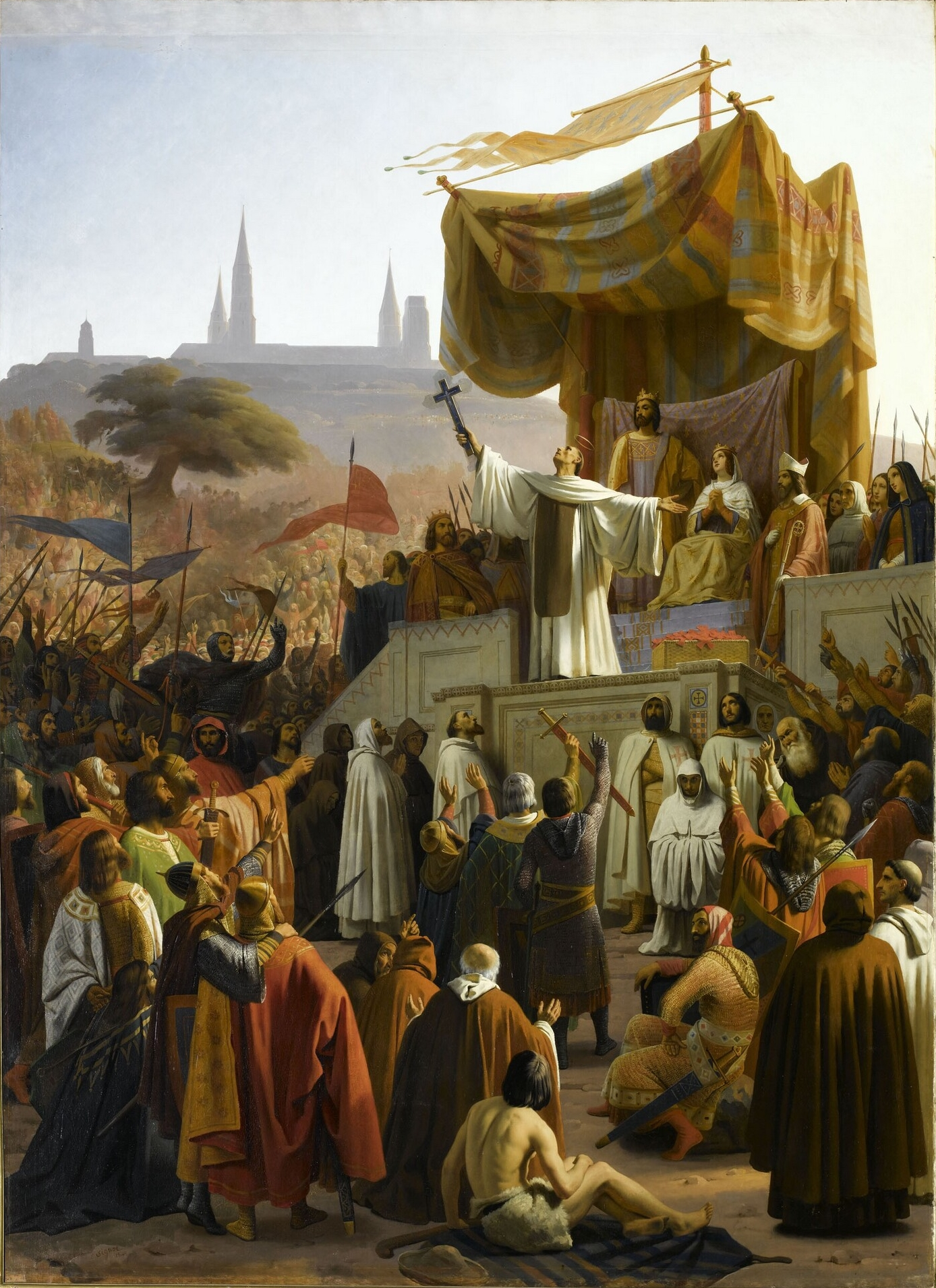
San Bernardo predicando la 2.ª Cruzada, en Vézelay, en 1147. Cuadro del siglo.

Esta expansión garantizó a los cistercienses un lugar preponderante no solo en el seno del monacato europeo sino también en la vida cultural, política y económica. Bernardo, líder del pensamiento de la Cristiandad, llamó a los señores a la reconquista de Tierra Santa el 16 de febrero de 1147; los cistercienses predicaron durante la Tercera Cruzada (1188-1192) y algunos hermanos participaron en ella personalmente. La orden se manifestó durante la evangelización de la región francesa de Midi y en la lucha contra los cátaros, cuya doctrina era condenada y combatida por la Iglesia. Arnaud Amaury, abad de Cîteaux, fue designado Legado por el papa y organizó la cruzada contra los Albigenses. Los cistercienses precedieron a los dominicos en estos territorios, en los que garantizaron la predicación y organizaron la represión de la herejía. Se les encargaron misiones de cristianización y, protegidos por el brazo secular, penetraron en Prusia y en las provincias bálticas.
Defensores de los intereses de la Santa Sede, tomaron partido en la querella entre el Papa y el Emperador, donde los cistercienses apoyaron los objetivos teocráticos del pontífice. En el plano institucional, esta crisis reforzó a la orden que trataba de ganar coherencia. Con el favor de estas nuevas prerrogativas, «nace una nueva comunidad [...] que se aleja del modelo creado por los padres fundadores, pero que ni se pervierte ni es pervertida [...]; se trata de lo que podríamos llamar el segundo orden cisterciense».
En 1334, un cisterciense, antiguo abad de la Abadía de Fontfroide, accedió a la dignidad papal bajo el nombre de Benedicto XII. Bajo su pontificado, la orden ganó en coherencia y trazó una nueva organización en 1336, bajo la forma de la Constitución «Benedictina». El Capítulo general ejercería en lo sucesivo un control más estrecho sobre la gestión de las finanzas y bienes inmobiliarios de las abadías, función que hasta ese momento dependía únicamente del poder del abad. De este modo, en la primera mitad del siglo xiv, y fiel al espíritu de los primeros tiempos, la orden gozó de un ascendiente sobre el conjunto de la cristiandad. La Constitución subrayó la importancia de su acción en el seno de la Iglesia.

Brillante como la estrella de la mañana en un cielo cargado de nubes, la Santa Orden cisterciense, por sus buenas obras y su edificante ejemplo, comparte el combate de la Iglesia militante. Por la dulzura de la santa contemplación y los méritos de una vida pura, se esfuerza en escalar con María la montaña de Dios, mientras que, por una encomiable actividad y piadosos servicios, intenta imitar los diligentes cuidados de Marta [...] esta orden ha merecido extenderse de un extremo a otro de Europa».
Benedicto XII, Constitución benedictina, 1335.

### A partir delsigloXIV: declive, encomiendas y congregaciones

Hábito cisterciense

Debido a las numerosas adhesiones y donaciones, y también a una perfecta organización y un gran dominio técnico y comercial en una Europa en plena expansión económica, la orden se convirtió rápidamente en protagonista de todos los sectores. Pero el extraordinario éxito económico de la orden en el siglo xiii acabaría por volverse contra ella. Las abadías aceptaron numerosas donaciones que, a veces, eran participaciones en molinos o en censos. Las abadías recurrían, pues, de hecho, al arrendamiento rústico o a la aparcería, mientras que originariamente la orden explotaba sus tierras mediante el trabajo manual de los conversos. El desarrollo económico era poco compatible con la vocación inicial de pobreza que dio lugar al éxito de la orden en el siglo xii. Por ello, la disminución de las vocaciones hizo cada vez más difícil reclutar conversos. Los cistercienses recurrieron entonces de manera creciente a mano de obra asalariada, en contradicción con los preceptos originales de la orden.
Si bien la orden conservaba en el siglo xiv un verdadero poder económico, se enfrentaba a la crisis económica que comenzaba y que empeoró con la guerra de los Cien Años (1337-1453). Muchas abadías se empobrecieron. Aunque durante la guerra de los Cien Años algunos monasterios cistercienses se beneficiaron de su relativa autonomía, el conflicto dañó a numerosos establecimientos. En particular, el reino de Francia fue explotado por las compañías de mercenarios, muy presentes en Borgoña y en sus grandes ejes comerciales. En 1360, los hermanos de Cîteaux se vieron obligados a refugiarse en Dijon. El monasterio fue presa del pillaje en 1438. Golpeada por el desafecto y el hundimiento demográfico consecuencia de la guerra y de la Gran peste que causó la muerte de la tercera parte de la población del continente en el año 1348, la orden se enfrentó a la disminución de sus comunidades.
También desde el siglo xiii con el desarrollo de las ciudades y de las universidades, los cistercienses, instalados principalmente en lugares remotos, perdieron su influencia intelectual en favor de las órdenes mendicantes que predicaban en las ciudades y que proporcionaban a las universidades sus más grandes maestros.
El Gran Cisma de Occidente (1378–1417) asestó un gran golpe a la unidad de la orden. Por una parte, la exacerbación de los particularismos nacionales perjudicó la unidad; por otra parte, los dos papas competían en generosidad para garantizarse el apoyo de los monasterios, lo que supuso «un perjuicio considerable a la uniformidad de la observancia». Las consecuencias del Cisma y las guerras husitas fueron especialmente dolorosas para los monasterios situados en los confines orientales de Europa. Las abadías de Hungría, Grecia y Siria fueron destruidas durante las conquistas otomanas. La celebración de un Capítulo general plenario en estas condiciones se hacía cada vez más difícil a causa de los conflictos armados pero, también, de las distancias que separaban a las distintas comunidades.
Pero según Lekai el sistema que impuso el Papa Gregorio XI (1370–1378) con la encomienda «infligió más daños materiales y morales que las guerras, los desastres y la Reforma juntos». Este Papa con el pretexto de ser el tutor de las órdenes monásticas impuso su derecho a nombrar a los abades. Los reyes reclamaron también en sus concordatos sus derechos feudales de nombrar a los abades. Para Lekai «a partir de ese momento, el sistema de elección libre, obra maestra de las reformas monásticas de la Edad Media, fue sustituido por el nombramiento, prevaleciendo la política sobre el interés vital de la religión». Desde entonces la elección de abades de personal de la corte real o de laicos fue habitual y pocos residían en el monasterio. Se preocupaban principalmente de los ingresos monetarios del monasterio que se repartían entre el abad (la mayor parte) y la comunidad según un reparto por ley. Así en Francia en 1789 de los 228 monasterios que sobrevivían, 194 estaban en encomienda. Los resultados más negativos de las encomiendas se dieron en Italia. Así el visitador de la Orden dijo que en 1551 de las 35 abadías que estaban en régimen de encomienda, 16 no tenían ningún monje en sus abadías y las otras 19 tenían un total de 86 monjes con una media de 4 por monasterio.
En las regiones orientales de occidente y de la península ibérica no se dio la misma situación. En los edificios de Bohemia, Polonia, Baviera, España y Portugal se instauró un movimiento de reconstrucción de inspiración barroca.
No obstante, algunas voluntades de reforma aparecieron en el reino de Francia. El Capítulo general de 1422 se pronunció claramente sobre la cuestión: «Nuestra Orden, en las distintas partes del mundo donde se encuentra extendida, parece deformada y decaída en lo que afecta a la disciplina regular y a la vida monástica». Se restauró el sistema de visitas. La urgencia de la reforma se reveló pronto en toda la orden. En 1439 se promulgó una Rúbrica de definidores para recordar las exigencias de la vida monástica, las distintas prohibiciones de indumentaria y alimentarias y la necesidad de denunciar las prácticas abusivas.
En ese contexto, un movimiento de reafirmación de la disciplina y las exigencias espirituales se desarrolló en los Países Bajos, en Bohemia y luego en Polonia, antes de conquistar toda Europa. Algunos monasterios se reunían localmente, bajo el impulso de las comunidades o del poder pontificio, para formar congregaciones cada vez más autónomas respecto al Capítulo general. No obstante, aprovechando la reconquista de Borgoña por Luis XI, Jean de Cirey, abad de Cîteaux, recuperó su papel de jefe de la orden, papel que había perdido desde el Gran Cisma. En 1494 reunió a los abades más influyentes en el colegio de los Bernardinos donde se promulgaron los artículos reformadores llamados «de París». Aunque fueron bien acogidos, la reforma fue sin embargo poco perceptible y se debió a menudo a iniciativas individuales efímeras.
El movimiento de reforma protestante conmocionó profundamente la situación. Un gran movimiento de deserción afectó a las comunidades del norte de Europa y los príncipes ganados para la Reforma confiscaron los bienes de la orden. Los monasterios ingleses, luego los escoceses y finalmente los irlandeses lo fueron entre 1536 y 1580. Más de doscientos establecimientos desaparecieron antes del final del siglo xvii.
El precedente del gran cisma de Occidente donde los cardenales divididos eligieron dos papas provocó grandes divisiones en la Orden. Así el Papa de Roma cesó al abad de Císter por aceptar las directrices de Aviñón. Los abades fueron obligados a reunirse en Capítulos nacionales y cada Papa favoreció a las abadías que le eran leales. Cuando el cisma acabó no cesaron los intentos de separatismo. La celebración regular del Capítulo general instituido por la Carta de caridad había sido la base para preservar la unidad. La imposibilidad para los abades de mantener el viaje anual por las guerras, los cismas y la relajación impidieron mantener la unidad. Así después de la Reforma Protestante y con el crecimiento de los nacionalismos, los monasterios de la Orden se fueron fragmentando por toda Europa en grupos nacionales independientes del Capítulo general. Las congregaciones que surgieron desde el siglo xv intentaron recrear individualmente el espíritu cisterciense adecuándolo a los distintos movimientos reformistas que iban surgiendo. Las congregaciones más importantes que surgieron fueron: en 1425 la Congregación de Castilla; en 1497 la Congregación de San Bernardo en Italia; en 1567 la Congregación de Portugal; en 1616 la Congregación de la Corona de Aragón; en 1623 la Congregación Romana y también la Congregación de la Alta Alemania; en 1806 la Congregación Helvética y en 1894 la Congregación Suizo Alemana.

### La orden durante la Contrarreforma
Con el movimiento de reforma católico, la orden cisterciense se enfrentó a profundas modificaciones a nivel constitucional. La organización se hizo provincial y se introdujeron algunas modificaciones en la administración central. Algunas congregaciones con vínculos tenues o inexistentes con la casa matriz y el Capítulo general florecieron en toda Europa.
En Francia nació una reforma con un carácter original bajo el impulso del abad Jean de la Barrière (1544-1600). El antiguo comendador del monasterio de los Feuillants, en Alto Garona, fundó las congregaciones de los «feuillants», aprobada por Sixto V desde de 1586. Estableció en su comunidad una tradición de una particular austeridad, basada en una vuelta al primitivo ideal cisterciense, encontrando imitadores en Italia y Luxemburgo. En estas condiciones, el Capítulo general se convirtió en una institución caduca. No produjo más que una reunión de 1699 a 1738. En definitiva, este estado de cosas benefició al abad de Cîteaux, única autoridad que ofrecía a los ojos del mundo una prueba de visibilidad y a quien algunas fuentes describen a menudo como «abad general». En 1601, se impuso un noviciado común para mantener una disciplina única y para paliar las dificultades de reclutamiento.

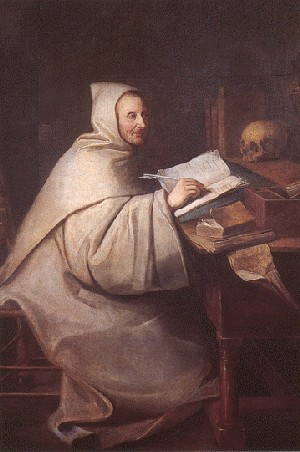
Retrato del abad Armand Jean Le Bouthillier de Rancé, por Hyacinthe Rigaud. Museo Duplessis, Carpentras, Francia.

En el siglo xvii, la historia de la orden se vio perturbada por un conflicto que la historiografía recuerda bajo el nombre de «guerra de las observancias» y que se extendió desde 1618 hasta los primeros años del siglo xviii, suscitando numerosas y ásperas polémicas en el seno de la familia cisterciense. Este conflicto concernía, al menos en apariencia, al respeto a las obligaciones regulares, en particular la abstinencia del consumo de carne. Más allá de esta cuestión, lo que estaba en juego no era sino la aceptación o el rechazo del ascetismo. La controversia aumentó con los conflictos locales entre monasterios rivales. Al principio, siguiendo el ejemplo de Octave Arnolfini, abad de Châtillon, y de Étienne Maugier, Denis Largentier introdujo en Claraval y en sus filiales una reforma de una gran austeridad entre 1615 y 1618. Luego, ante el Capítulo general de 1618 se presentó una propuesta de generalización que fue adoptada.
Esta fue la partida de nacimiento de la Estricta Observancia. Gregorio XV apoyó la iniciativa de los reformadores. Pero, tras le celebración de una asamblea, la congregación provocó el descontento del abad de Cîteaux, Pierre de Nivelle, que se empeñó en denunciar «a una pretendida congregación que tiende a la división, a la separación y al cisma, [y] que no puede ser tolerada de ninguna manera». En 1635, el cardenal Richelieu convocó un capítulo «nacional» en Cîteaux, a resultas del cual Pierre de Nivelle fue obligado a abdicar. Las dos partes terminaron por disponer de estructuras administrativas propias; pero, aunque la Estricta Observancia conservó el derecho de enviar a diez abades al Definitorio, permaneció sujeta a Cîteaux y al Capítulo general.
Por su influencia, la experiencia de Armand Jean le Bouthillier de Rancé en el monasterio de la Trapa siguió siendo emblemática de la exigencia de la estricta observancia y de las aspiraciones reformadoras. Su influencia, tanto en el seno de su monasterio como en el mundo, constituye un modelo de la vida monástica del «Gran Siglo».

### Supresión de la Orden en varios países a partir de 1782
Ya se ha señalado que en Alemania la Reforma Protestante de Lutero y en Inglaterra e Irlanda la Reforma Anglicana de Enrique VIII terminaron con la orden. Así en Alemania desde 1520 los príncipes convertidos al protestantismo confiscaron las abadías. En Inglaterra Enrique VIII suprimió las órdenes religiosas católicas que pasaron al tesoro real entre 1536 y 1539. En Irlanda fueron las demoliciones sistemáticas de Cromwell a que sometió la isla en 1649 las que acabaron con los cistercienses.
En 1782 en el Imperio de los Habsburgo, José II, partidario de la Ilustración, declaró inútiles las órdenes contemplativas, disolviéndolas y confiscando sus bienes. La mayoría de las abadías cistercienses desaparecieron con el decreto imperial.
La Revolución francesa declaró la libertad religiosa el 23 de agosto de 1789, confiscando los bienes religiosos en noviembre de 1789 y poniéndolos en venta el 17 de marzo de 1790. Después la revolución se extendió a toda Europa y la mayoría de los países de Europa imitó la medida francesa de venta de los bienes religiosos. Los compradores transformaron los monasterios en canteras de extracción de piedra, fábricas o almacenes. En general, la mayoría acabó en ruina.
En España la venta de los bienes religiosos, se produjo con la ley de 1835, conocida con el nombre de Desamortización de Mendizábal. En Italia la supresión de la orden y la venta de sus propiedades estuvo ligada a la Revolución francesa en 1798, a procesos revolucionarios en varias repúblicas como la de República Cisalpina de 1799 y a un edicto de Napoleón en 1818. En Portugal la supresión y venta de sus bienes sucedió en 1854.

### SigloXIX: restauración y separación de la Estricta Observancia

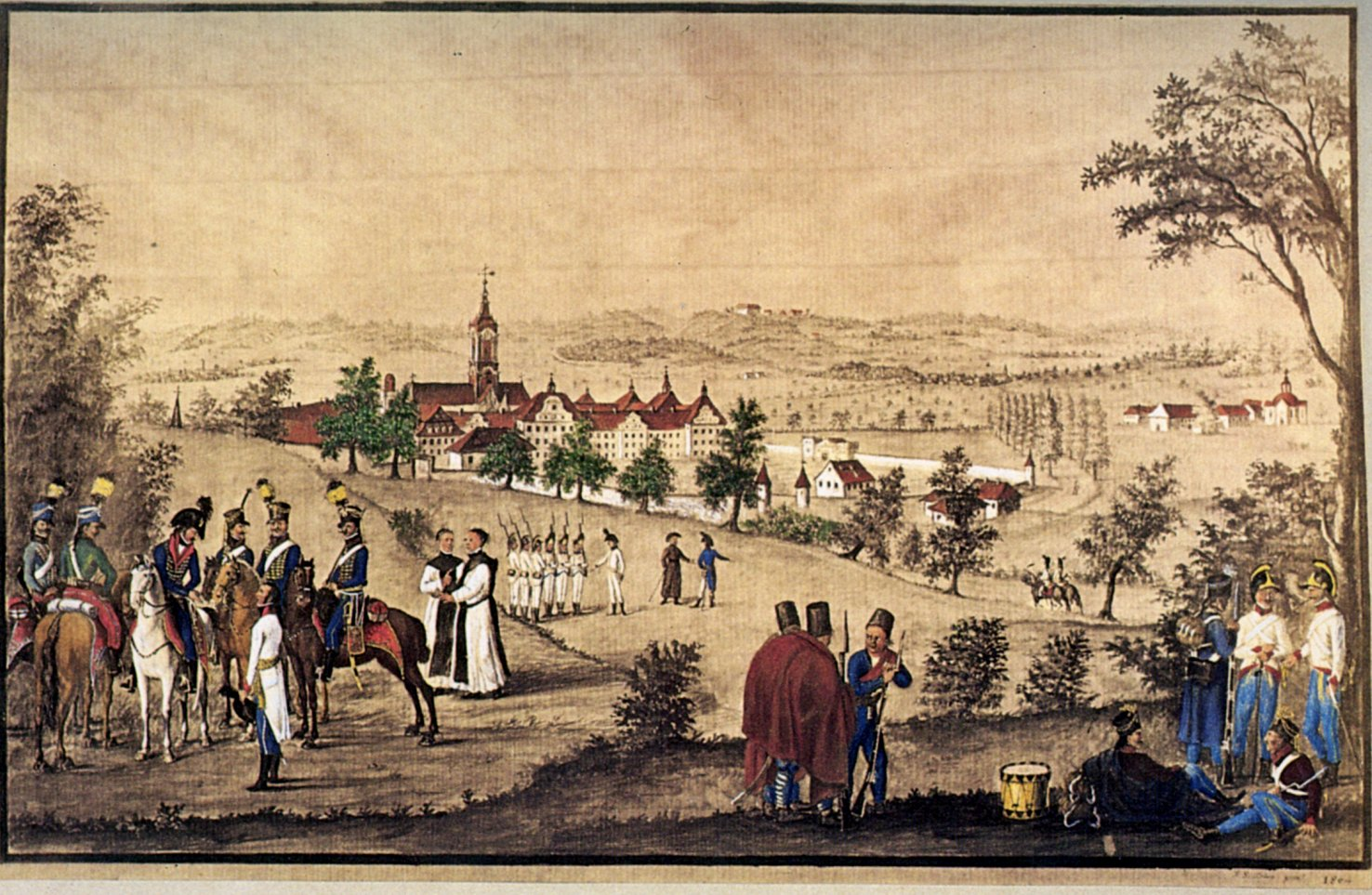
Monjes y ejército austríaco en Salem, 1804, por Johann Sebastian Dirr. Fotografía coloreada de un original desaparecido.

La Revolución Francesa y sus consecuencias acabaron casi totalmente con los monasterios en Europa y las pocas comunidades que sobrevivieron estaban aisladas. También la desaparición de Cister y de su último abad general, la no celebración de capítulos generales, dejaron la Orden desorganizada y sin dirección, lo que hizo aún muy difícil la restauración de la Orden que precisaba de una dirección que aportara uniformidad. Además después de la Revolución Francesa, el mundo había cambiado radicalmente. Los monasterios sobrevivientes de comienzos del siglo xix ya no podían ser simples continuadores de las tradiciones monásticas anteriores. La nueva posición humilde que los cistercienses ocuparon contrastaba con los privilegios que la Orden tenía antes.
Para Leroux-Dhuys después de la Revolución Francesa ya nada podía ser como antes y la Iglesia había perdido a sus aliados políticos tradicionales. Los nuevos nacionalismos tampoco podían permitir en el interior de sus fronteras unas órdenes religiosas con vocación internacional. Para Leroux el renacimiento de las abadías cistercienses en el siglo xix se debió a iniciativas aisladas y poco coordinadas persistiendo los viejos enfrentamientos entre ambas observancias. Así cuando casi terminado el siglo xix los monjes rehicieron sus estatutos su única motivación era la religiosa desligada de los anteriores intereses políticos o económicos que en los siglos precedentes habían acompañado su compromiso espiritual.
Antes de la Revolución francesa muy pocas abadías seguían la observancia que en la Trapa había establecido el abad Rancé. Durante la Revolución Francesa, el maestro de novicios de La Trapa, Agustín de Lestrange había huido con varios monjes a Suiza estableciéndose en una cartuja abandonada en Valsainte,. Allí Lestrange elaboró para sus monjes un nuevo reglamento mucho más severo que el de Rancé. Después de la caída de Napoleón Lestrange y sus monjes trapenses volvieron a Francia en 1815 restableciendo el monasterio de La Trapa. Al poco tiempo abrieron otros cinco monasterios.
Durante la restauración trapense surgieron problemas entre ellos por las observancias. Algunos monasterios volvieron a los antiguos reglamentos de Rancé al estimar que las nuevas normas que Lestrange estableció en Valsainte eran extremadas y no reflejaban las tradiciones cistercienses. En 1825 seis abadías francesas seguía las reglamentaciones de Lestrange, mientras que cinco habían vuelto a las reglamentaciones de Rancé.
Pío IX en 1847 aceptó la existencia de dos congregaciones trapenses independientes con normas disciplinares distintas. Las abadías que seguían los reglamentos de Lestrange formaron la Nueva Reforma mientras que a los que seguían las reglamentaciones de Rancé se les llamó la Antigua Reforma. En 1864 la Nueva Reforma trapense se seguía en quince abadías y mil doscientos veintinueve monjes, mientras la Antigua Reforma trapense disponía de ocho abadías con cuatrocientos ochenta y tres monjes.
Paralelamente en Italia el inicio de la restauración de la Orden Cisterciense se produjo en Roma por indicación del Papa. Pío VII restableció Casamari en 1814 y tres años después otros dos antiguos monasterios en Roma. En 1820, siendo ya seis establecimientos, sus representantes se reunieron en un capítulo. Decidieron llamarse Congregación Italiana de san Bernardo, se impusieron la constitución de la desaparecida Congregación de Lombardía y Toscana, reuniéndose a partir de entonces cada cinco años en capítulos congregacionales y eligiendo un Presidente general.
La restauración de la Común Observancia en Francia se produjo gracias a León Barnouin en la antigua abadía cisterciense de Sénanque. La nueva Congregación se afilió a la Congregación de San Bernardo de Italia. Luego se independizó y decidió formar la Congregación de Sénanque en 1867. En unos años pudo establecerse en otros tres monasterios abandonados. Esta fue la única congregación de la Común Observancia que mantuvo un tipo de vida contemplativo aunque con una disciplina no tan severa como la que seguían los trapenses.
En el Imperio Austro-Húngaro trece abadías sobrevivieron a la disolución del emperador José II: ocho en Austria, dos en Bohemia, dos en Polonia y una en Hungría. Conservaban la mayoría de sus propiedades del siglo xviii. Estas comunidades monásticas fueron toleradas por el gobierno pero debían ejercer la labor pastoral, o dedicarse a la enseñanza o realizar otros trabajos. Se les prohibió relacionarse con el Papa u otros superiores extranjeros y eran supervisados por los obispos diocesanos. En 1854 en las trece comunidades había cuatrocientos treinta y tres monjes. Las tareas pastorales impidieron a los monjes dedicarse a la contemplación.
Se vio la necesidad de la independencia trapense en 1869 cuando Teobaldo Cesari, abad de San Bernardo en Roma y Presidente General de su congregación convocó un primer Capítulo General cisterciense desde 1786, al que solo llamó a abades de la Común Observancia. Ese Capítulo General eligió un Abad General de la Común Observancia y le dio jurisdicción sobre los trapenses.
En 1876, el capítulo trapense solicitó al Papa les concediera un abad general trapense independiente. León XIII convocó un capítulo extraordinario en Roma en 1892 en el que participaron representantes de todas las congregaciones trapenses. Esta asamblea trató de la fusión de las congregaciones trapenses, de la elección de un único superior general independiente y acordaron observancias comunes. El establecimiento de una rama totalmente independiente de la familia cisterciense recibió la aprobación de León XIII en un Breve en 1893. La nueva constitución trapense basada en la Carta de Caridad y las tradiciones cistercienses, según la interpretación de Rancé, fue publicada en 1894. En 1902 León XIII emitió una nueva constitución apostólica donde llamó a la nueva rama «Orden de los cistercienses reformados, o de la Estricta Observancia».
La expansión trapense en el siglo xix siguió la siguiente cronología: en 1815 volvieron a Francia y diez años más tarde habían fundado once casas para monjes y cinco para monjas. En 1855, los monjes disponían de veintitrés abadías de monjes y ocho casas de monjas, incluyendo cuatro en Bélgica, dos en los Estados Unidos, una en Irlanda, una en Inglaterra y una en Argelia. En 1894 los trapenses se habían extendido también a Alemania, Italia, Austria, Hungría, Holanda, España, Canadá, Australia, Siria, Jordania, Sudáfrica y China, tenían cincuenta y seis monasterios con un total de tres mil monjes.

### La orden en los siglosXXyXXI

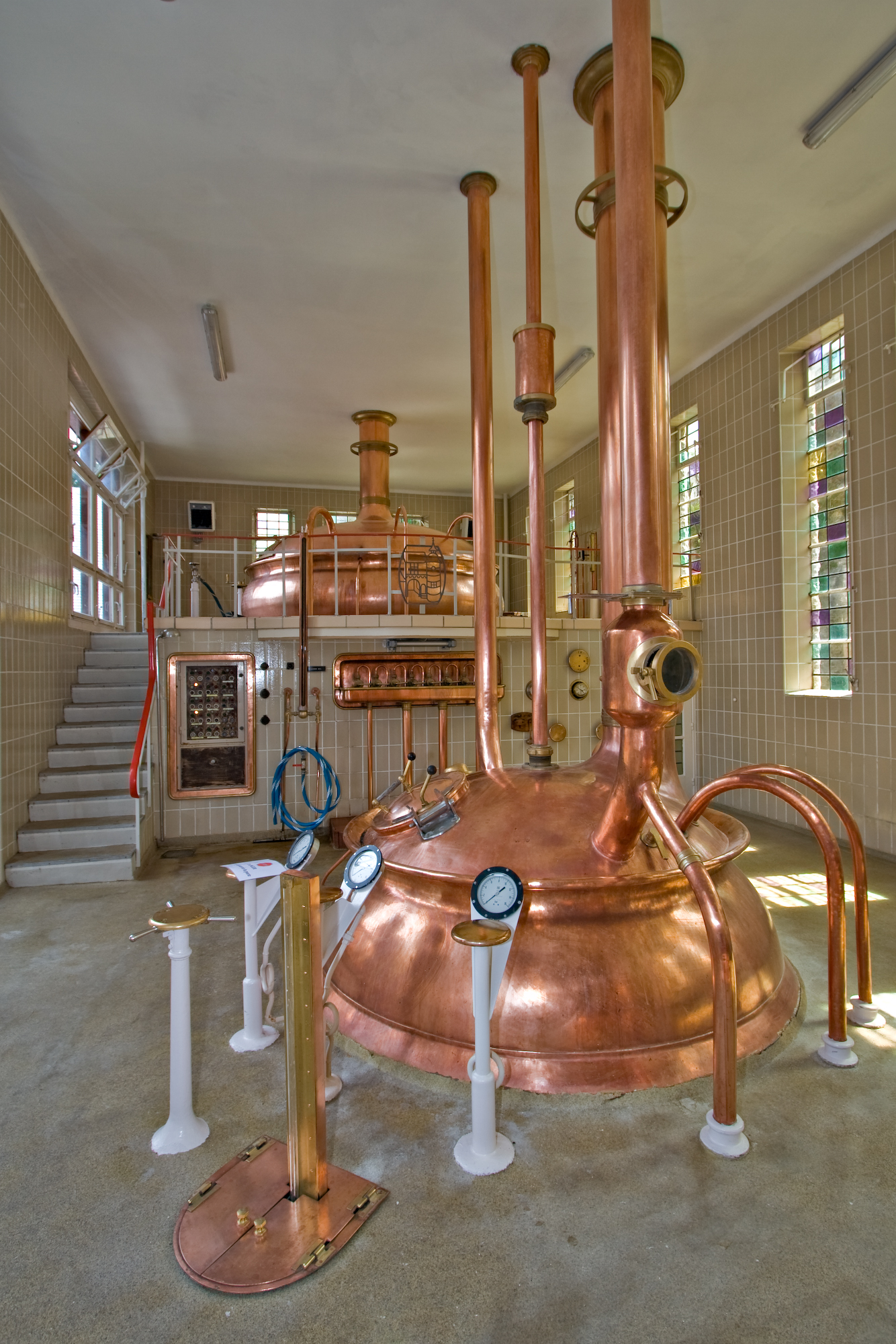
Fábrica de cerveza de la abadía de Saint-Rémy de Rochefort, donde los monjes producen cerveza trapense.

En las dos primeras décadas continuó la expansión pero la Primera Guerra Mundial afectó a muchas abadías y la Segunda Guerra Mundial fue una época muchísimo más destructiva para la Orden.
Desde las décadas de los cincuenta y los sesenta se produjo en la Orden un fuerte cuestionamiento de las normas y tradiciones recibidas y también se ha producido una importante disminución y envejecimiento de sus miembros.
Junto a los cistercienses incorporados oficialmente a cualquiera de las dos ramas, son numerosas las comunidades de mujeres que viven en una esfera de influencia espiritual cisterciense, ya sea en una orden o en una congregación, como las bernardinas de Esquermes, las de Oudenaarde y las de Suiza romanda.

#### La Estricta Observancia
Después de la Segunda Guerra Mundial, los trapenses consiguieron restablecerse con prontitud mostrando una importante vitalidad. Así, en 1947 tenían sesenta y cuatro casas y cuatro mil monjes.
Las consecuencias del Concilio Vaticano II llevaron consigo una importante renovación en todos los aspectos: nuevas formas litúrgicas, un replanteamiento de la disciplina y del gobierno de las abadías que produjeron divisiones entre las comunidades monásticas. Las abadías europeas no consideraban necesarias reformas radicales pero los monjes americanos más progresistas encabezaron cambios profundos. En cuatro Capítulos Generales sucesivos (de 1967 a 1974) se afrontó la renovación, decidiéndose abandonar el gobierno centralizado, la uniformidad en las observancias y cambios importantes en la Liturgia. El latín y el canto gregoriano se convirtieron en opcionales manteniéndose en pocas comunidades.
Se ha comenzado a revisar las Constituciones antiguas. Así al principio de autoridad ha cambiado y la comunidad debe ser consultada antes de la toma de decisiones. La duración del abadiato ya no es vitalicia y los abades, incluso el Abad General, son elegidos por un periodo determinado que se renueva si se estima conveniente. Sobre las costumbres y observancias se ha eliminado el capítulo de faltas, se flexibilizaron la comida y el vestido, se abolió la obligación de dormir en dormitorios comunes y se ha permitido dormir en celdas individuales. Las normas relativas al silencio y separación del mundo se han suavizado.

#### La Común Observancia
La Común Observancia comenzó el siglo xx expandiéndose. En 1925 se unieron al programa de misiones del Papa Pío XI para difundir el catolicismo en otros países. Los cistercienses ya no ocuparon misiones aisladas y establecieron centros de enseñanza en varios países.
Durante la Segunda Guerra Mundial la Orden sufrió en varios países europeos. Lo peor sucedió en la postguerra en los países que cayeron en la órbita comunista. Las comunidades de Checoslovaquia y Hungría fueron secularizadas. En Polonia aunque estuvieron bajo control estatal consiguieron sobrevivir.
En la Común Observancia, la renovación no supuso una revolución como en la Estricta Observancia. La idea de pluralidad o autonomía local ya era habitual en la mayoría de las Congregaciones. El Capítulo General se ocupó de la renovación en 1968 y 1969 estableciendo una nueva Constitución para el gobierno de la Orden. Esta nueva constitución considera la Orden como una unión de congregaciones gobernadas por un Capítulo General con la presidencia de un Abad General. El Abad General es elegido por el Capítulo General por diez años y es asesorado por cuatro miembros elegidos por el Capítulo. La reglamentación y el ordenamiento de la vida en el monasterio es asunto interno de cada congregación dirigida por su propio Abad Presidente y un Capítulo congregacional.
La crisis vocacional que se inició en la década del 60 fue muy negativa para varias comunidades. En 1974 eran mil quinientos cuarenta y siete con una disminución del 10% respecto a 1950.

## El Císter en España
La Orden del Císter llegó a España en el año 1140 con la fundación del monasterio de Niencebas por el monje francés Raymond de Saint Gaudens, que posteriormente sería conocido como san Raimundo de Fitero. Posteriormente este monasterio se trasladaría a la localidad de Fitero donde se fundó el Monasterio de Santa María la Real de Fitero. Desde ese momento la orden no paró de extenderse por toda la península.
En España existen dos «provincias» o «congregaciones»: la Congregación de San Bernardo de Castilla y la Congregación de Aragón.

### Congregación de San Bernardo de Castilla
El siglo xvii fue la época de plata de la Congregación de Castilla, con cuarenta y cinco abadías.
- Abadía de Nuestra Señora de la Anunciación (Abbatia Annuntiationis B.M.V.) en Santo Domingo de la Calzada, La Rioja.
- Monasterio de Santa María de San Salvador en Cañas (La Rioja).
- Monasterio de Nuestra Señora de Vico en Arnedo (La Rioja).
- Monasterio de Santa María de las Bernardas en Herce (La Rioja).
- Monasterio de San Prudencio del Monte Laturce en Clavijo (La Rioja).
- Abadía de Santa Ana de Recoletas Bernardas del Císter (Prioratus simplex B.M.V. et S. Annæ) en Málaga.
- Monasterio Cisterciense de la Inmaculada Concepción o del Císter en Córdoba.
- Monasterio Cisterciense de la Encarnación en Córdoba.
- Monasterio de la Asunción de Nuestra Señora "El Atabal" (Abbatia B.M.V. ab Assumptione) en Puerto de la Torre, Málaga.
- Monasterio de la Santa Cruz (Abbatia B.M.V. et Sanctæ Crucis) en Casarrubios del Monte, Toledo.
- Monasterio de Nuestra Señora de Alconada (Residentia B.M.V. de Alconada) en Ampudia de Campos (Palencia).
- Monasterio de Nuestra Señora de la Piedad Bernarda (Abbatia B.M.V. a Pietate) en Madrid.
- Monasterio de San Benito (Abbatia B.M.V. et S. Benedicti) en Talavera de la Reina, Toledo.
- Monasterio de San Clemente en Sevilla.
- Monasterio de San Miguel de las Dueñas en León.
- Monasterio de San Quirce y Santa Julita en Valladolid.
- Monasterio de San Vicente el Real (Abbatia B.M.V. et S. Vincentii Segobiensis) en San Vicente, Segovia.
- Monasterio de Santa Ana (Abbatia B.M.V. et S. Annæ) en Lazcano, Guipúzcoa.
- Monasterio de Santa Ana (Abbatia B.M.V. et S. Annæ in Brihuega) en Brihuega, Guadalajara.
- Monasterio de Santa María de Barria (Abbatia B.M.V. de Barría) en Oyón, Álava.
- Monasterio de Santa María de Buenafuente del Sistal en La Buenafuente del Sistal, Guadalajara.
- Monasterio de Santa María la Real de las Huelgas (Abbatia B.M.V. Huelguensis Vallisoletani) en Valladolid.
- Monasterio de Santa María la Real de Osera en el Ayuntamiento de Cea provincia de Orense.
- Monasterio de Santa María y San Andrés (Abbatia B.M.V. et S. Andreæ) en San Andrés de Arroyo, Palencia.
- Monasterio del Santísimo Sacramento (Abbatia B.M.V. et SS. Sacramenti) en Boadilla del Monte, Madrid.
- Monasterio de Santo Domingo de Silos (el Antiguo) (Abbatia B.M.V. et S. Dominici de Silos) en Toledo.

### Congregación de Aragón
Actualmente pertenecen a la Congregación de Aragón tres monasterios masculinos y otros seis femeninos.
Monasterios masculinos:
- Monasterio de Santa María de Poblet (Abbatia B.M.V. de Populeto) en Abadía de Poblet, Tarragona.
- Monasterio de Santes Creus en Santes Creus, Aiguamurcia, Tarragona.
- Monasterio de Santa María de Solius (Prioratus conventualis B.M.V. de Solius) en Santa Cristina de Aro, Gerona.

Monasterios femeninos:
- Monasterio de Santa María de Vallbona (Abbatia B.M.V. de Vallbona) en Vallbona de les Monges, Lérida.
- Monasterio de Santa María de Valldonzella (Abbatia B.M.V. de Valledomicella) en Barcelona.
- Monasterio de Santa María de Casbas en Casbas de Huesca. El monasterio perteneció a la congregación hasta su cierre en el año 2004.
- Monasterio de Nuestra Señora de Rueda
- Monasterio de Veruela
- Monasterio de Piedra

### Presente
En España los trapenses, después de la secularización, se expandieron en la década de 1920 en La Oliva, Huerta y Osera, y a continuación se vieron afectados por la guerra civil de 1936-1939. Así Viaceli, en Santander, fue bombardeada por los republicanos y algunos de sus miembros asesinados.
La Común Observancia abrió en 1940 la primera casa española en la abadía medieval de Poblet a través de la Congregación de san Bernardo de Italia. En 1967 Poblet fundó una segunda casa en Solius.

## La espiritualidad cisterciense
Los cistercienses marcaron la historia con su espiritualidad, hasta irradiar a todos los sectores de la sociedad. Son orantes que buscan observar la regla de San Benito y guiar a los fieles hacia «la contemplación de Cristo encarnado y de su madre, María». Esta espiritualidad se basa en una teología que exige ascesis, paz interior y búsqueda de Dios.

### La paz interior

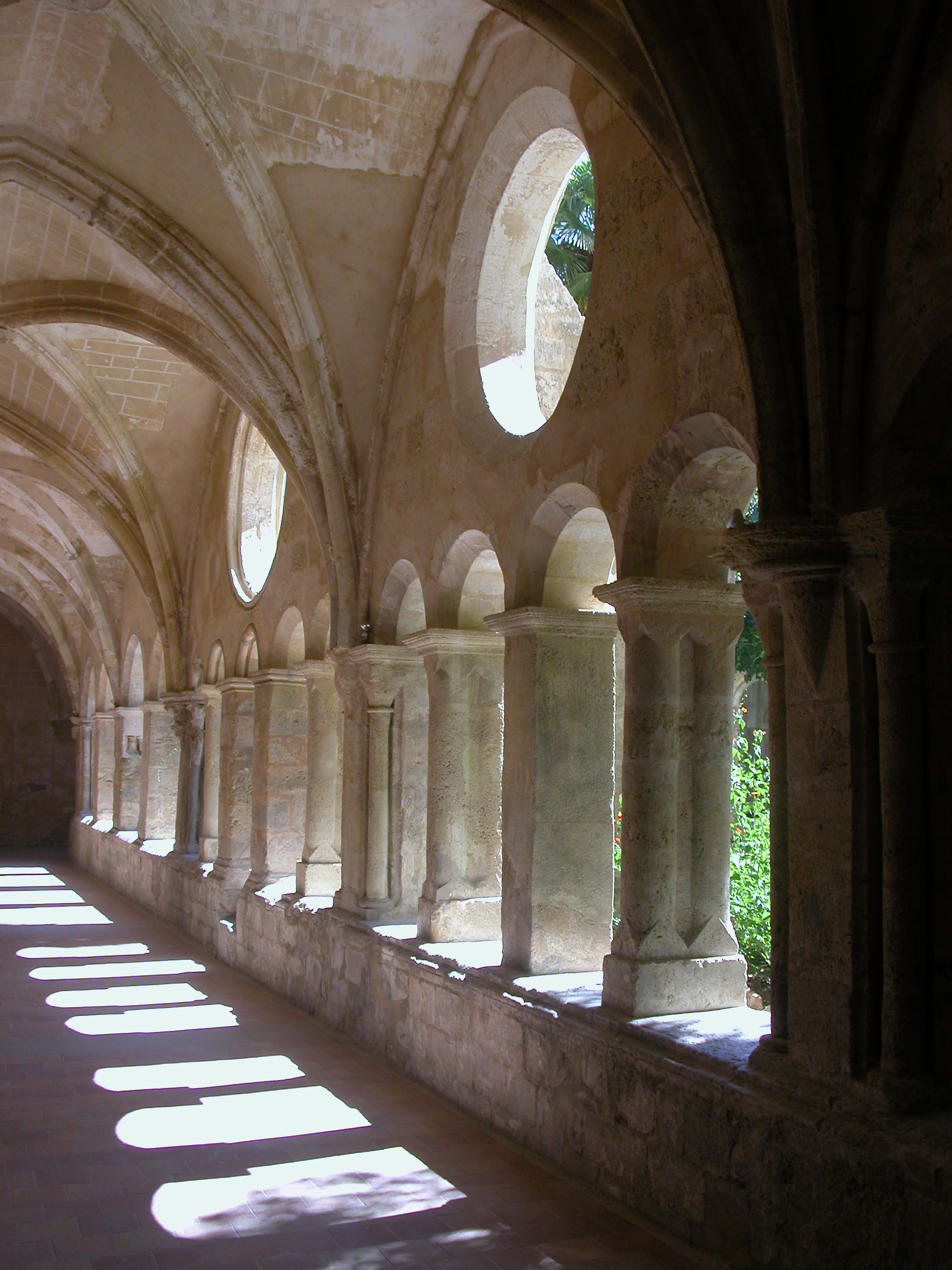
Claustro de la abadía de Valmagne.

El objetivo de la espiritualidad cisterciense es estar atento a la palabra de Dios e impregnarse de ella. Al entrar en el monasterio el monje lo deja todo. Su vida está regida por la liturgia. Nada debe perturbarlo en su vida interior. El monasterio tiene como función favorecer este aspecto de la espiritualidad cisterciense. Los rituales cistercienses están codificados con precisión en los Ecclesiastica officia. La arquitectura de los conventos debía responder a esa función siguiendo las instrucciones precisas de Bernardo de Claraval. La vida cotidiana del monje, desarrollada de modo mecánico, es la condición para su paz interior y el silencio, propiciando la relación con Dios. «Todo debe llevar a ello y no distraer de ello».
Así, los trapenses miden el tiempo que conceden a la palabra. Si bien no hacen voto de silencio reservan la palabra a la comunicación necesaria para el trabajo, diálogos comunitarios y las entrevistas personales con el supervisor y el guía espiritual. La conversación espontánea se reserva para ocasiones especiales. Los trapenses, siguiendo a los Padres del Desierto y a San Benito, consideran que hablar poco permite profundizar la vida interior; el silencio es parte de su espiritualidad. Lo importante para ellos es no dispersarse en palabras que alteren la disposición del hombre a hablar, dentro de su corazón, con Dios y, también, consideran que aquello importante que el monje tiene que decir debe ser dicho y escuchado: de ahí la importancia de la llamada de los hermanos en consejo.

### El camino hacia Dios
Buscando un mejor conocimiento del hombre y su relación con Dios, los cistercienses desarrollaron una nueva teología de la vida mística alimentada por las Sagradas Escrituras y las aportaciones de los Padres de la Iglesia y del monacato, especialmente de San Agustín y San Gregorio Magno. Bernardo de Claraval, en su tratado De amore Dei (Sobre el amor a Dios), o Guillermo de Saint Thierry, primero abad benedictino y luego monje cisterciense del siglo xii, fueron las fuentes de esta escuela espiritual y desarrollaron una literatura descriptiva sobre los estados místicos.
Para Bernardo de Claraval «la humildad es una virtud por la cual el hombre se hace despreciable ante sus propios ojos, por la razón de que él se conoce mejor». Este conocimiento de sí mismo debe lograrse a través del retorno a uno mismo. Por el conocimiento de su propensión al pecado, el monje debe ejercer, como Dios, la misericordia y la caridad para con todos los hombres. Aceptándose tal como es gracias a esa conducta de humildad y trabajo interior, el hombre, que conoce su propia miseria, es capaz de compartir la del prójimo.
Según Bernardo de Claraval, debemos llegar a amar a Dios por amor a uno mismo y no solamente a Él. La toma de consciencia de que uno es un don de Dios abre al amor de todo lo que es de Él. Para San Bernardo, este amor es el único camino para amar al prójimo, porque permite amarlo en Dios. Finalmente, después de este viaje interior, se llega al último grado del amor, que es amar a Dios por Dios mismo y no por uno.

### El libre albedrío

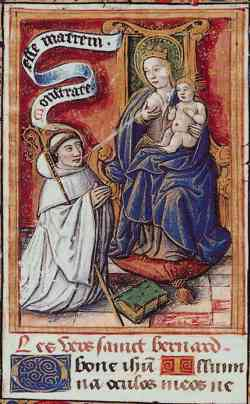
San Bernardo recibiendo la leche del pecho de la Virgen María. La escena ilustra una leyenda que supuestamente tuvo lugar en la catedral de Espira en 1146.

Para Bernardo de Claraval, el hombre, debido a su libre albedrío, tiene la posibilidad de elegir, sin coacción, pecar o seguir el camino que conduce a la unión con Dios. Por el amor de Dios le es posible no pecar y alcanzar la cima de la vida mística, no queriendo ya otra cosa más que a Dios.
El pensamiento de Guillermo de Saint-Thierry está en concordancia con el de San Bernardo al considerar que el amor es la única manera de superar la repugnancia que experimentamos por nosotros mismos. Llegado al final del viaje interior, el hombre se halla reformado a imagen de Dios, es decir, tal como era querido antes de la separación provocada por el pecado original.
Lo que mueve el deseo de los cistercienses de abandonar el mundo y entrar en el monasterio es la posibilidad de unión en el amor con el Creador. Unión vivida por la Virgen María, que es el modelo de la vida espiritual cisterciense. Esta es la razón de que los monjes cistercienses le profesan una especial devoción.

### Los cistercienses y el trabajo manual
La espiritualidad cisterciense es una espiritualidad benedictina con una observancia más rigurosa en algunos puntos. El trabajo manual se revaloriza mediante la explotación directa de la tierra y las propiedades. Esta elección no se debe a consideraciones económicas, sino a razones espirituales y teológicas: las Escrituras promueven la subsistencia de cada uno mediante su trabajo; los Padres del desierto trabajaban con sus manos, e insiste San Benito: «entonces serán verdaderamente monjes, cuando vivan del trabajo de sus manos, siguiendo el ejemplo de nuestros padres y de los Apóstoles». Para el legislador de la vida monástica en Occidente, San Benito, «la ociosidad es enemiga del alma y los hermanos deben ocuparse en algunos momentos en el trabajo manual»...y en otros momentos, en la lectura de las cosas divinas. A este carácter central, según los cistercienses, del trabajo manual en el monacato se añade un problema: la gran riqueza de varias abadías de la época convertía a sus monjes en pudientes y, a veces, incluso en auténticos señores feudales bastante alejados de la pobreza evangélica que parecía necesaria a los primeros monjes para buscar a Dios con un corazón puro. Para los primeros cistercienses, se trataba no solo de una insistencia en la pobreza individual, sino también, según Louis Bouyer, en un rechazo de la fortuna colectiva. Pero la orden no pudo o no supo permanecer mucho tiempo apartada del sistema feudal y de sus riquezas. Por ello, aquella carta de los primeros cistercienses que es el Petit Exorde define al monje, por oposición a quien cobra diezmos, como aquel que posee tierras y obtiene de ella su sustento y el de su ganado. Los cistercienses se las ingeniaban para mejorar continuamente los resultados de su trabajo, y como gozaban de facilidades que aún no tenían los demás campesinos de la época, tales como mano de obra y capital para realizar las grandes obras de drenaje e irrigación, libertad de circulación, posibilidad de tener almacenes de venta en las grandes ciudades y de construir caminos y fortificaciones, etc., adquirieron con bastante rapidez una gran dominio técnico y tecnológico, lo cual tuvo mucho que ver con sus éxitos económicos durante el siglo xii. Los trapenses intentan perpetuar sus conocimientos técnicos permaneciendo alerta en cuanto a los efectos nefastos que a lo largo de la historia ha tenido el éxito económico de los cistercienses. Por esa razón, los beneficios de las cervezas trapistas, por ejemplo, se reinvierten en obras de caridad.
Según ellos, el trabajo manual mantiene el corazón y el espíritu libres para Dios: el cisterciense trata de ser un orante en todo momento. Además, los trabajos al aire libre son predominantes y el contacto con la naturaleza acerca al Creador. Así san Bernardo decía: «Se aprenden muchas más cosas en los bosques que en los libros; los árboles y las rocas os enseñarán cosas que no podríais oír en otro sitio».

### Los autores que desarrollaron su espiritualidad
La espiritualidad cisterciense fue desarrollada por varios autores. Si bien San Bernardo es el más célebre, también es muy conocido Guillaume de Saint Thierry, cuya Lettre aux chartreux du Mont-Dieu ―la Lettre d’Or― es un destacado documento de la espiritualidad medieval. Sus Oraisons Méditatives presentan también sus reflexiones y oraciones cuando, siendo abad benedictino de Saint-Thierry, aspiraba a renunciar a su cargo, lo que no era frecuente en aquella época, para convertirse en simple cisterciense y estar así más disponible para ocuparse de lo único que contaba para él: la búsqueda de Dios, lo cual acabó haciendo, contra el consejo de su amigo Bernardo de Claraval. En la misma época, Elredo, abad de Rievaulx, Inglaterra, escribió su obra sobre la Amistad espiritual; la preocupación por el amor fraterno se adivina también en su Miroir de la charité. Después de Bernardo de Claraval, Gilbert de Hoyland continuó sus Sermons sur le Cantique, descripción del itinerario del alma hacia Dios. Bauduin de Forde, Guerric d’Igny e Isaac de l'Etoile siguieron la misma huella. En Sajonia, Gertrudis de Helfta, monasterio que seguía las costumbres cistercienses sin estar jurídicamente afiliado a la orden, fue una de las primeras monjas en transmitir por escrito sus experiencias en el Héraut de l’amour divin.

## Los votos y la vida cotidiana en el monasterio

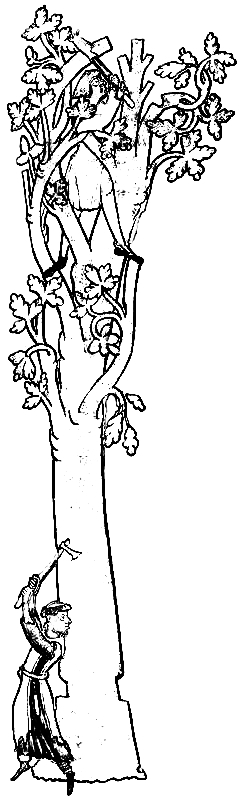
Monje leñador y un obrero. Dibujo a partir de un manuscrito ilustrado. Biblioteca Municipal de Dijon.

En el seno de la comunidad cisterciense se distinguían varios grupos de hermanos según su dignidad y función, unidos por la oración común y la autoridad del abad:
- los hermanos clérigos, es decir, los que saben leer latín. Entre los clérigos algunos son ordenados sacerdotes, diáconos, subdiáconos o acólitos,
- Los monjes llamados «laicos», que no saben leer (illiterati),
- los conversos, a menudo aislados geográficamente de los otros hermanos, y que llevan barba,
- los novicios, ya que la orden no acepta oblatos,
- los inválidos,
- los familiares agregados al monasterio.[89]

Tras un año de noviciado bajo la guía de un monje profeso capacitado y elegido por el abad, en el curso del cual los novatos eran iniciados en la vida en común según la Regla de San Benito, si lo solicitan expresamente y la comunidad los aceptaba, eran admitidos en la «profesión» de los votos monásticos: estabilidad en el monasterio, obediencia según la Regla y conversión de vida. Desde ese momento, toda la vida del monje está organizada de acuerdo con la regla, observada tan al pie de la letra como sea posible. Silencio, obediencia y frugalidad marcan la vida de los hermanos. Se adoptan formas de comunicación no verbal, en particular un lenguaje de signos.
A partir de los primeros decenios del siglo xii, la vida comunitaria estuvo marcada por la organización de las tareas manuales, que emanaba de una nueva concepción de la unidad territorial y del papel del trabajo agrícola. La acumulación y la tenencia feudal, características de las explotaciones benedictinas, fueron sustituidas por las tierras legadas por los señores locales, revalorizadas directamente por los hermanos. A menudo, las tierras estaban alejadas del monasterio y subdivididas en parcelas autónomas: los graneros incluían no solo el conjunto de los edificios agrícolas, sino también las tierras y puntos de agua adyacentes. Su explotación se confiaba a hermanos conversos, con el apoyo de trabajadores agrícolas y finalmente algunos monjes de coro, además de un grangier, encargado del granero, y un capellán para que estos hermanos alejados de la abadía no estuviesen privados de los sacramentos. Pero, de acuerdo con la Regla, el conjunto de los monjes de coro solo participaba en el trabajo del campo en la medida en que no entorpeciera la celebración del oficio divino. En la temporada de siega podía ocurrir que toda la comunidad estuviera ocupada en la cosecha y que durante unos días ni siquiera se celebrasen oficios, ni siquiera la misa, como revela el propio san Bernardo en una de sus homilías.

### La liturgia cisterciense
Parece oportuno […] [que todos los hermanos] tengan el mismo modo de vida, el canto y todos los libros necesarios para las horas diurnas y nocturnas [...] de suerte que no haya ninguna diferencia en nuestros actos, sino que vivamos en una sola caridad, bajo una sola regla y según un modo de vida semejante.
Charte de Charité.

El horarium benedictino entró en vigor en Cîteaux, regulando la vida de los hermanos desde el amanecer hasta la puesta del sol: es el Opus Dei, al que «nada será preferido». Un hermano se encargaba de la tarea de despertar a los monjes para el oficio nocturno. A las obligaciones litúrgicas se añadían el trabajo manual y la Lectio Divina. Esta lectura, en voz alta como toda lectura en la Antigüedad y la Edad Media, se presentaba como una verdadera ascesis que debía transformar al monje y alimentarlo.
La distribución de los oficios ―siete diurnos y uno nocturno― obedecía las estaciones, pero también a las latitudes, y se adaptaba a la condición de los hermanos conversos. Campanas, cymbalum o mazo llamaban a los hermanos a la oración. La vida cisterciense aparecía, así, como «una vida ritualizada, rítmica [...] en la que cada acción obedecía a reglas formales muy precisas y estaba acompañada por gestos rituales [...] o, cuando estaba permitida la palabra, por frases rituales».

### El canto
El canto gregoriano, componente importante del oficio monástico, no era ajeno a la búsqueda cisterciense de la autenticidad de la tradición monástica y el desposeimiento de las formas.
Los padres fundadores de Cîteaux llevaron consigo los libros litúrgicos en uso en la abadía de Molesmes, el canto gregoriano de la tradición benedictina. Esteban Harding que buscaba el texto más exacto posible de la Biblia, en aras de la autenticidad, del respeto a la regla, pero también de la posteridad y la unidad de la naciente orden cisterciense, envió a sus copistas a Metz, sede de la tradición del canto carolingio, y a Milán para copiar las más antiguas fuentes conocidas de los himnos de san Ambrosio.
En el capítulo III de la Charte de Charité se precisa: «Todos tendrán los mismos libros litúrgicos y las mismas costumbres. Y puesto que acogemos en nuestro claustro a todos los monjes que vienen a nosotros, y que ellos mismos, igualmente, acogen a los nuestros en sus claustros, nos parece oportuno, y esa es nuestra voluntad, que tengan el modo de vida, el canto y todos los libros necesarios para las horas diurnas y nocturnas así como para las misas, conformes con el modo de vida y los libros del Nuevo Monasterio, de suerte que no haya discordancia alguna en nuestros actos».
No obstante, estas directivas no encontraron adhesión por parte de los monjes y especialmente de los monjes de coro, los cantores. De hecho, las versiones melódicas de esas fuentes antiguas, entre san Ambrosio y Carlomagno, parecían arcaicas a estos monjes cantores, eruditos de principios del siglo xii. Por ello, a partir de la muerte de Esteban Harding en 1134, se pidió a Bernardo de Claraval que emprendiese la reforma del canto. Se rodeó entonces de varios monjes y cantores para que adaptasen todo el repertorio existente a los cánones y la teoría de la música de su tiempo.
Las recomendaciones de Bernardo de Claraval sobre el canto están llenas de una exigencia de armonía y equilibrio propia del arte cisterciense. «Que esté lleno de gravedad, ni lascivo ni rudo. Que sea dulce, sin ser ligero, que encante al oído a fin de emocionar el corazón, que consuele la tristeza, que calme la ira, que no vacíe al texto de su sentido sino que lo fecunde». Dentro del espíritu de desposeimiento, las fórmulas salmódicas, cantadas a lo largo de los siete oficios del día y de la noche, se reducían a las fórmulas más simples, sin entonación ornamentada. Pero para los nuevos oficios y las nuevas fiestas, las piezas que se compusieron estaban muy adornadas y muy próximas al lenguaje poético y florido de san Bernardo o de Hildegarde von Bingen, contemporánea en estos inicios cistercienses.
Debido a la propia Charte de Charité y a la fuerte estructuración de la orden, todo ese repertorio adaptado o compuesto en el siglo xii existe en muchos manuscritos diseminados por toda Europa, y su lectura no plantea dificultad alguna. Esa es la razón de que los trabajos de reedición de la abadía de Westmalle, desde finales del siglo xix hasta mediados del siglo xx, sean muy fieles a las fuentes manuscritas. Así pues, es este repertorio cisterciense que se puede escuchar hoy en abadías como las de Hauterive (OCist) o Aiguebelle (Orden Cisterciense de la Estrecha Observancia) el que ha conservado la tradición del canto gregoriano.

## Los cistercienses y la cultura

### Los manuscritos

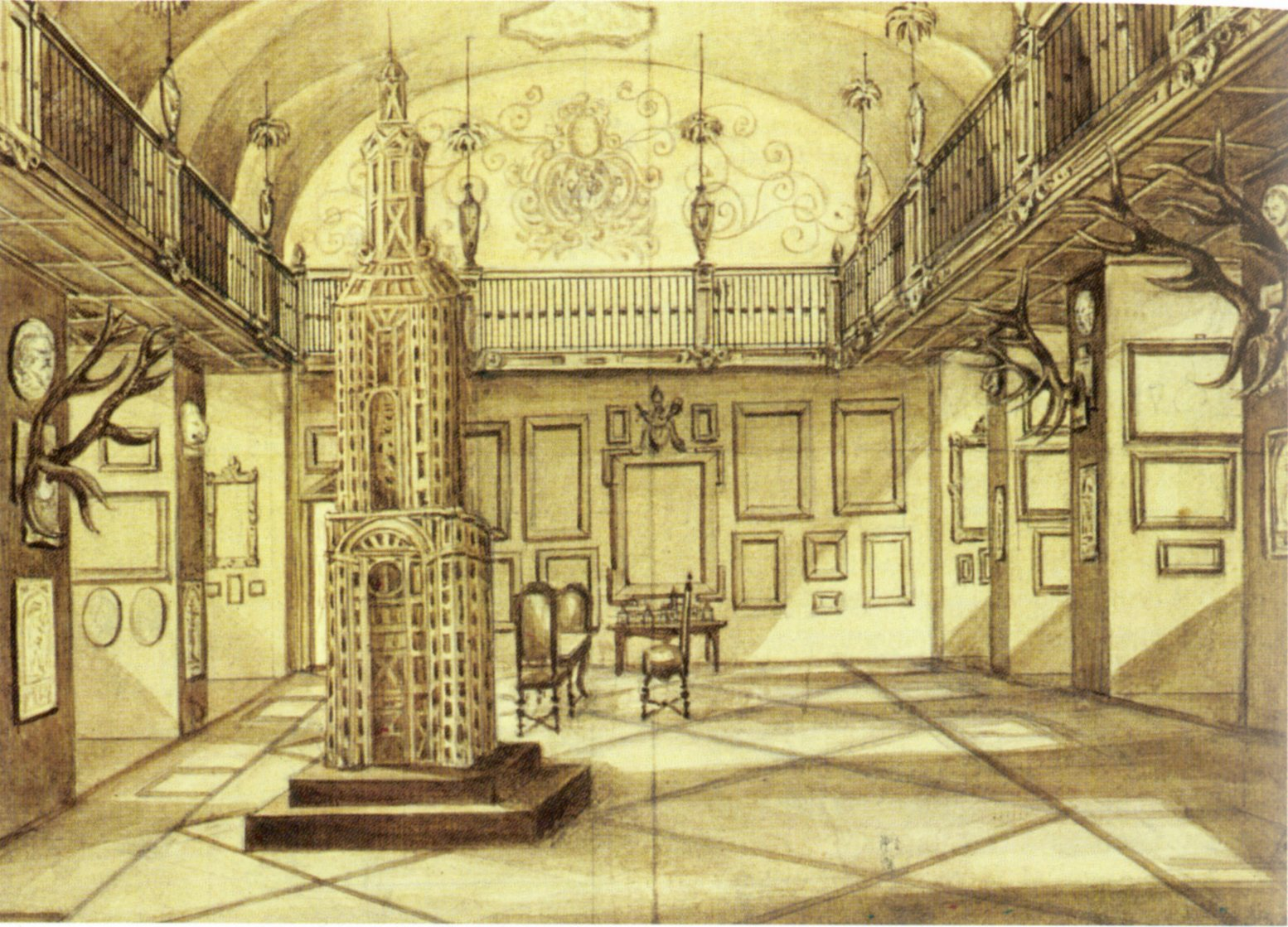
Biblioteca de la abadía de Salem, 1880.

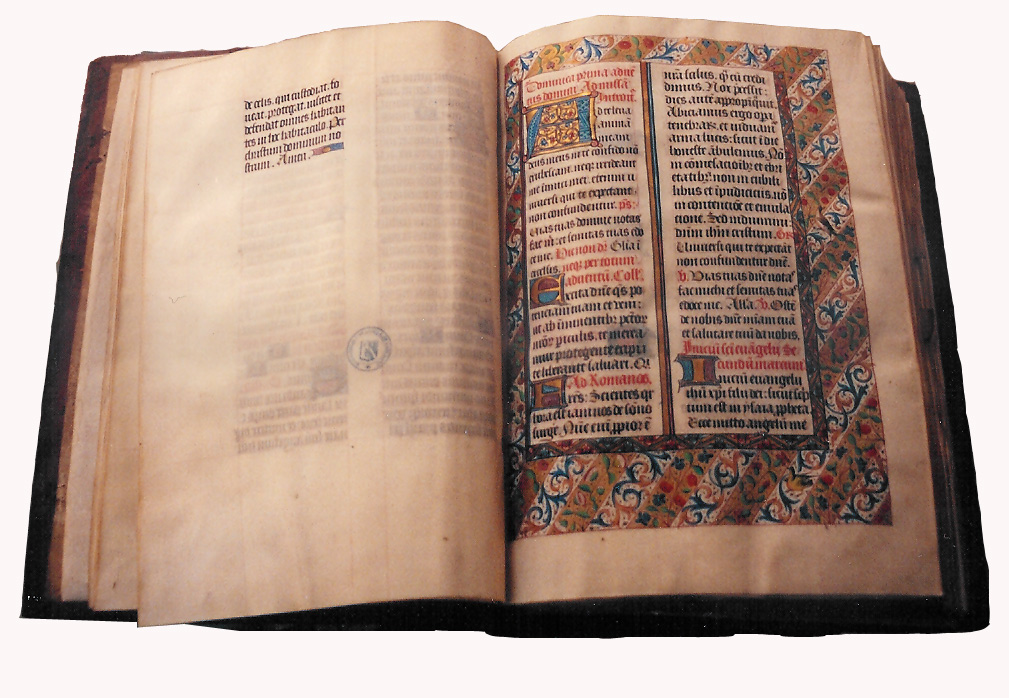
Manuscrito de la abadía de Morimond.

Una de las principales actividades de las abadías era la copia de manuscritos. La monjes blancos no eran una excepción. Existía una auténtica red de intercambio que permitía a las abadías obtener los textos que necesitaban para copiarlos. En las grandes bibliotecas cistercienses de Cîteaux, Claraval o Pontigny se encuentran Biblias, textos de los padres fundadores de la Iglesia, de escritores de finales de la Edad Antigua o de principios de la Edad Media como Boecio, Isidoro de Sevilla o Alcuino y de algunos historiadores como Flavio Josefo. Se encuentran más raramente textos de autores clásicos.
Los monjes cistercienses desarrollaron una caligrafía redonda, regular y muy legible. Inicialmente, los manuscritos se decoraban con motivos florales, escenas de la vida cotidiana o del trabajo en el campo, alegorías sobre el combate de la fe o sobre el misterio divino. La Virgen está especialmente representada. Pero bajo el impulso de Bernardo de Claraval, movido por un ideal de austeridad, hacia 1140 apareció un estilo más depurado. Se caracterizaba por grandes iniciales pintadas en claroscuro de un solo color, sin representación humana o animal ni uso del oro. Los cistercienses desarrollaron a partir de entonces un estilo sobrio, aunque permaneció un cuidado por la estética. Por otra parte, fueron a menudo muy exigentes en lo referente a la calidad de los soportes utilizados, como el pergamino, y los colores, obtenidos frecuentemente a partir de piedras preciosas, como el lapislázuli.
En los siglos xiv y xv, con el desarrollo de la imprenta de tipografía móvil, los libros se hicieron omnipresentes dentro de las abadías y las colecciones de obras aumentaron considerablemente. En el siglo xvi, la biblioteca de Claraval contaba con 18 000 y 15 000 impresos.

### Una cultura dirigida hacia Dios
La orden primitiva nunca dio la espalda al estudio, pero se integró, al principio, en una corriente de oposición a las ciudades, principales centros del saber. De hecho, el intercambio intelectual en el seno de las ciudades permitía una abundancia de ideas, algunas de las cuales también eran provocaciones para el austero Bernardo de Claraval. Los goliardos, por ejemplo, criticaban abiertamente la sociedad tripartita y especialmente a los religiosos; no dudaban en poner en cuestión el matrimonio, pregonando el amor libre en el cual la mujer ya no es una mera posesión del hombre o una máquina de hacer niños.
San Bernardo, al igual que Pierre de Celles, otro pensador cisterciense, se opuso firmemente a las nacientes universidades; la vida intelectual urbana podía distraer de la glorificación de Dios. San Bernardo y San Norberto fueron, por otra parte, los principales perseguidores de Abelardo.

Huid de en medio de Babilonia, huid y salvad vuestras almas. Volad todos juntos hacia las ciudades de refugio (los monasterios), donde podréis arrepentiros del pasado, vivir en gracia para el presente y aguardar con confianza el futuro. Encontrarás mucho más en el bosque que en los libros. El bosque y las piedras te enseñarán más que cualquier otro maestro.

― Bernardo de Claraval.

A finales del siglo xii, a causa del compromiso pastoral y predicador, algunas instituciones volvieron su mirada hacia el estudio de las cuestiones de la época. Los cistercienses, sin embargo, siguieron siendo a los ojos de las demás órdenes, incluyendo los dominicos, gente «simple» poco versada en los estudios especulativos. Frente a estos ataques, algunas abadías se aventuraron más en las ciencias teológicas y surgieron bibliotecas cistercienses respetables, tales como la de la abadía de Signy y la de Claraval. Se establecieron contactos fructíferos con los medios universitarios parisienses y algunos hermanos se instalaron en París para seguir cursos de teología.

### Las universidades

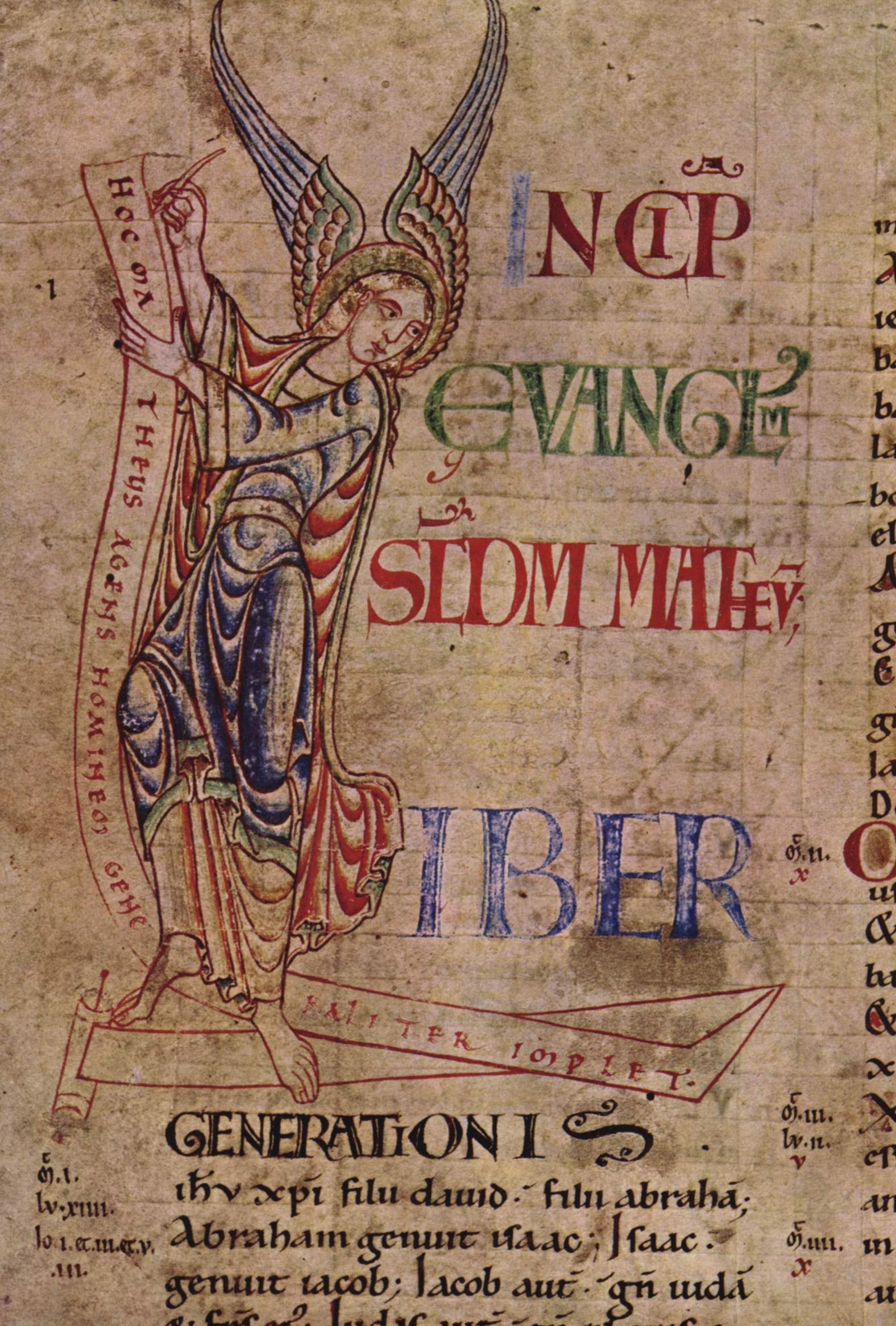
Biblia de Esteban Harding.

Con el desarrollo de las universidades, creció el nivel cultural y los cistercienses tuvieron que implicarse en la formación de sus jóvenes monjes. También se hizo necesario alojarlos en las ciudades universitarias. Los monjes blancos fundaron, entonces, colegios en París, Toulouse, Metz y Montpellier.
En 1237, la abadía de Claraval fue la primera en enviar hermanos jóvenes a estudiar a París. Inicialmente se alojaban en una casa del Bourg Saint-Landry, pero su número fue en aumento. En 1247 se establecieron en el barrio de Chardonnet y dos años más tarde emprendieron la construcción de un colegio. Gracias al apoyo papal, se compraron las tierras insalubres próximas al Bièvre y en ellas se erigió un colegio. Se recompró en 1320 por el Capítulo general de la orden. Este Collège des Bernardins estaba abierto a los estudiantes del conjunto de la orden. Originalmente planeado para dar cabida a veinte alumnos, el Collège des Bernardins formó, entre los siglos xii y xv, a varios miles de jóvenes monjes cistercienses, la élite de su orden, venidos del norte de Francia, de Flandes, de Alemania y de Europa central, para estudiar teología y filosofía.
En 1334, Jacques Fournier, antiguo alumno del Collège Saint-Bernard, doctorado en teología hacia 1314, se convirtió en papa en Aviñón bajo el nombre de Benedicto XII. El antiguo abad de Fontfroide promulgó en 1355 la Constitución Fulgens sicut Stella Matutina o Benedictina que regulaba las relaciones que mantenía la orden con los estudios intelectuales. Los monasterios de más de cuarenta hermanos debían enviar a dos de sus miembros a los colegios de París, Oxford, Toulouse, Montpellier, Bolonia o Metz. Los cistercienses se integraron en las exigencias del reino de la escolástica.
En la época moderna, la cultura humanista conquistó los monasterios, lo que provocó la oposición de los principales defensores de la reforma del siglo xvii. Así, en el siglo xviii, «numerosos novicios y monjes van a estudiar a las universidades y, de manera general, los religiosos se entregan a la lectura».

## Publicaciones
En 1945 se creó Analecta Sacri Ordinis Cisterciensis, revista científica y multilingüe dedicado a asuntos relacionados con la orden. En 1964 cambió su título a Analecta Cisterciensia (abreviado como ACi).

## El arte cisterciense
El arte cisterciense está en concordancia con su espiritualidad: debe ser una ayuda para el camino interior de los monjes. En 1134, con ocasión de una reunión del Capítulo general de la orden, Bernardo de Claraval, que se hallaba en la cima de su influencia, recomendó la sencillez en todas las expresiones del arte. Desde ese momento, los cistercienses desarrollaron un arte sobrio y a menudo monocromo.
En el Exordio del Císter y resumen de la Carta de caridad que regulaba la vida de los monjes se ordenaba:
- Capítulo XXV: Lo permitido y lo prohibido respecto al oro, la plata, las joyas y la seda.

Los paños de los altares y los vestidos de los ministros no serán de seda, excepto la estola y el manípulo. La casulla será de un solo color. Todos los ornamentos del monasterio, los vasos sagrados y demás cosas que se usen, no tendrán oro, plata o joyas; pero el cáliz y la cánula, y solo estas dos cosas, podrán ser de plata o doradas, pero de ningún modo de oro.
- Capítulo XXVI: Esculturas, pinturas y cruces de madera.

No está permitido tener esculturas en ningún sitio, y pinturas sólo en las cruces, que ellas mismas serán únicamente de madera.

## La arquitectura cisterciense

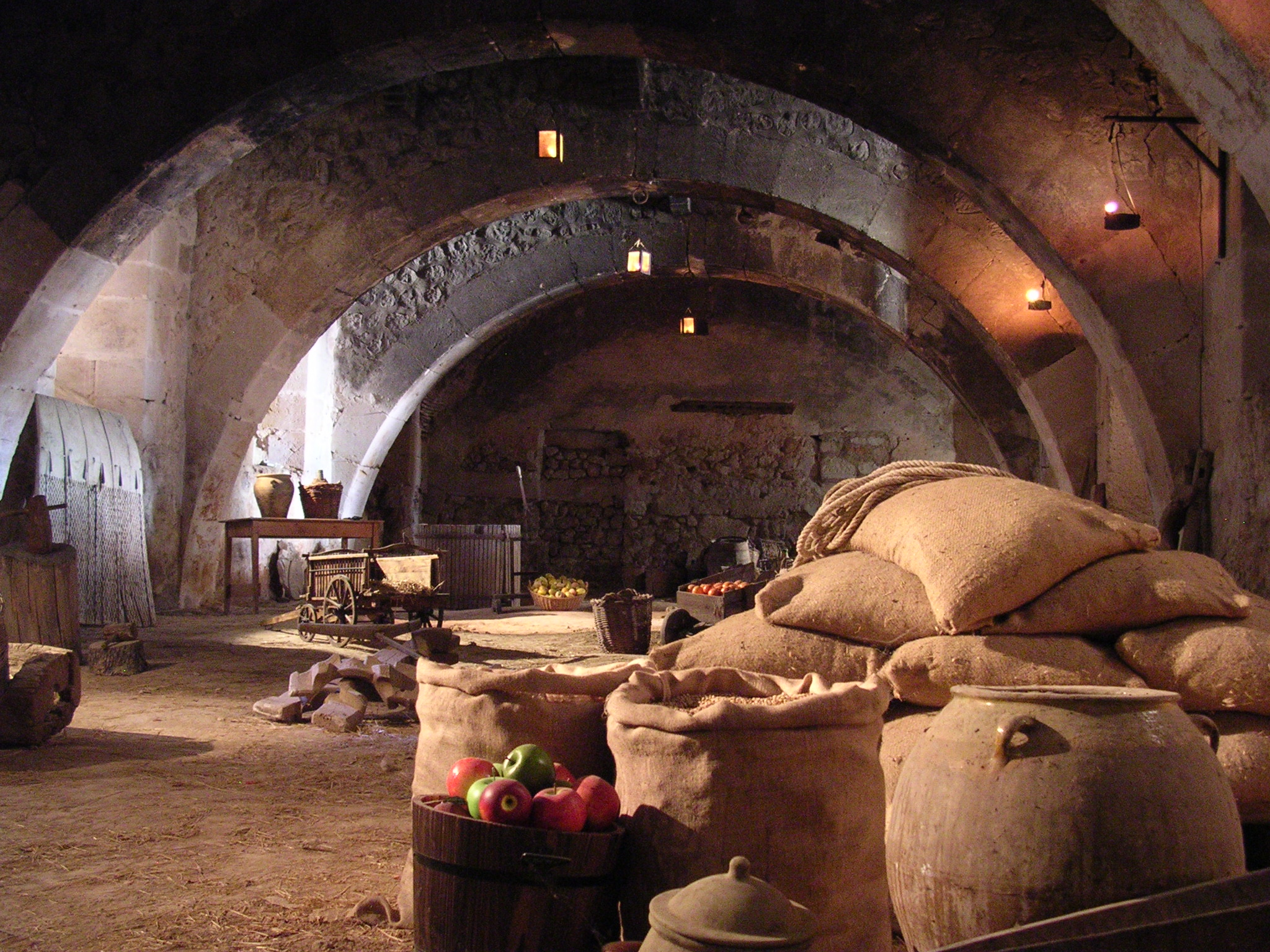
Almacén del monasterio de Santa María de Huerta en la provincia de Soria, España.

El estilo constructivo cisterciense era austero. Precisamente en el origen de la orden estaba la denuncia de la suntuosidad de Cluny y, por oposición a ella, la adopción de la sencillez y la sobriedad en todos los aspectos de la vida monástica; también en las edificaciones abaciales. En un principio las construcciones que componían las dependencias monacales, iglesia incluida, solían ser de madera, adobe o un humilde mampuesto. Las grandes realizaciones en sillería pétrea formando recios muros y amplias bóvedas que han llegado hasta nosotros son obras de la época más magnificente y, por ser más robustas son más duraderas. Aún en estas se advierte la falta de ornamentación, la carencia de elementos superfluos y la adusta desnudez de los paramentos; nada debía haber que pudiera distraer a los monjes; ni pinturas, ni esculturas, ni cromáticas vidrieras.
Las abadías cistercienses respondían a un vasto programa constructivo que comprendía instalaciones tan diversas como la hospedería, la enfermería, el molino, la fragua, el palomar, la granja, los talleres y todo aquello que prestara servicio a una comunidad autosubsistente. El núcleo monacal propiamente dicho lo componían las dependencias residenciales y la iglesia. Formaban todas ellas lo que denominaban el «cuadrado monástico» que solía estar integrado por:

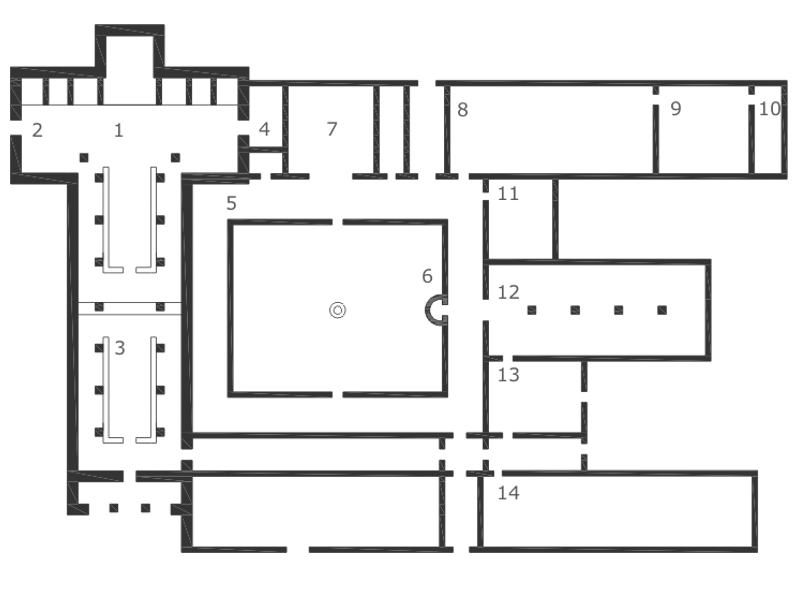
Planta tipo cisterciense:
1―Iglesia
2―Puerta del cementerio
3―Coro de conversos
4―Sacristía
5―Claustro
6―Fuente
7―Sala Capitular
8―Dormitorio de monjes
9―Dormitorio de novicios
10―Letrinas
11―Calefactor
12―Refectorio de los monjes
13―Cocina
14―Refectorio de los conversos.

- La iglesia: de una o tres naves con planta de cruz latina, cubierta con bóveda de cañón u ojival; cabecera manifiesta al exterior y orientada al este, formando un espacio rectangular liso o, más adelante, un ábside circular; ancho transepto con capillas en el lado oriental de los brazos; santuario o presbiterio elevado algunos peldaños para realzar la posición del altar; coro de los monjes ocupando los primeros tramos de la nave central y, a veces, parte del crucero; coro de conversos o legos, ocupando los tramos más occidentales, es decir, los más alejados del santuario; pórtico o nártex al pie de la nave para dar entrada ocasional a la iglesia a visitantes ajenos a la comunidad.
- El claustro: galería de cuatro lados formando normalmente un cuadrado de entre 25 y 35 metros. Se adosaba siempre a la iglesia con la que tenía comunicación directa; preferentemente se disponía junto al lateral sur de la nave, aunque no es infrecuente encontrarlo anexo al lateral norte. Abarcaba en su interior un patio al que se abría por arquerías de medio punto u ojivales, según la época de su construcción.
- La sala capitular: espacio generalmente cuadrado en el que se celebraban las reuniones monacales bajo la presidencia del abad. Una puerta central y dos ventanales dispuestos a uno y otro de los lados de aquella proporcionaban acceso a las personas y a la luz desde la galería oriental del claustro. En el perímetro interior de la sala se situaban los asientos de los monjes y en posición presidencial el del abad. La cubierta se resolvía con bóveda de arista o crucería sobre columnas exentas en el interior. En este recinto se expresaba la solemnidad de su dedicación.
- El dormitorio de los monjes: se solía ubicar en segunda planta y no era sino una prolongada nave con separaciones de tabiquería baja. Dos escaleras proporcionaban el acceso: la «escalera de día», que comunicaba con el claustro, y la «escalera de maitines» que lo hacía con el transepto de la iglesia para acudir directamente a la oración nocturna.
- La sala de los monjes: dotada de amplios ventanales se utilizaba no solo como estancia sino como scriptorium o lugar donde se escribían y copiaban los libros y documentos. Solía ser el único lugar calefactado por una chimenea, por lo que también recibía la denominación de «calefactorium».
- El dormitorio de los conversos: similar al de los monjes pero sin acceso a la iglesia.
- El refectorio: comedor de los monjes en el que se disponía un púlpito para la lectura de obras piadosas durante la comida. Se encontraba en planta baja con acceso desde el claustro y en comunicación con la cocina.

### Las vidrieras

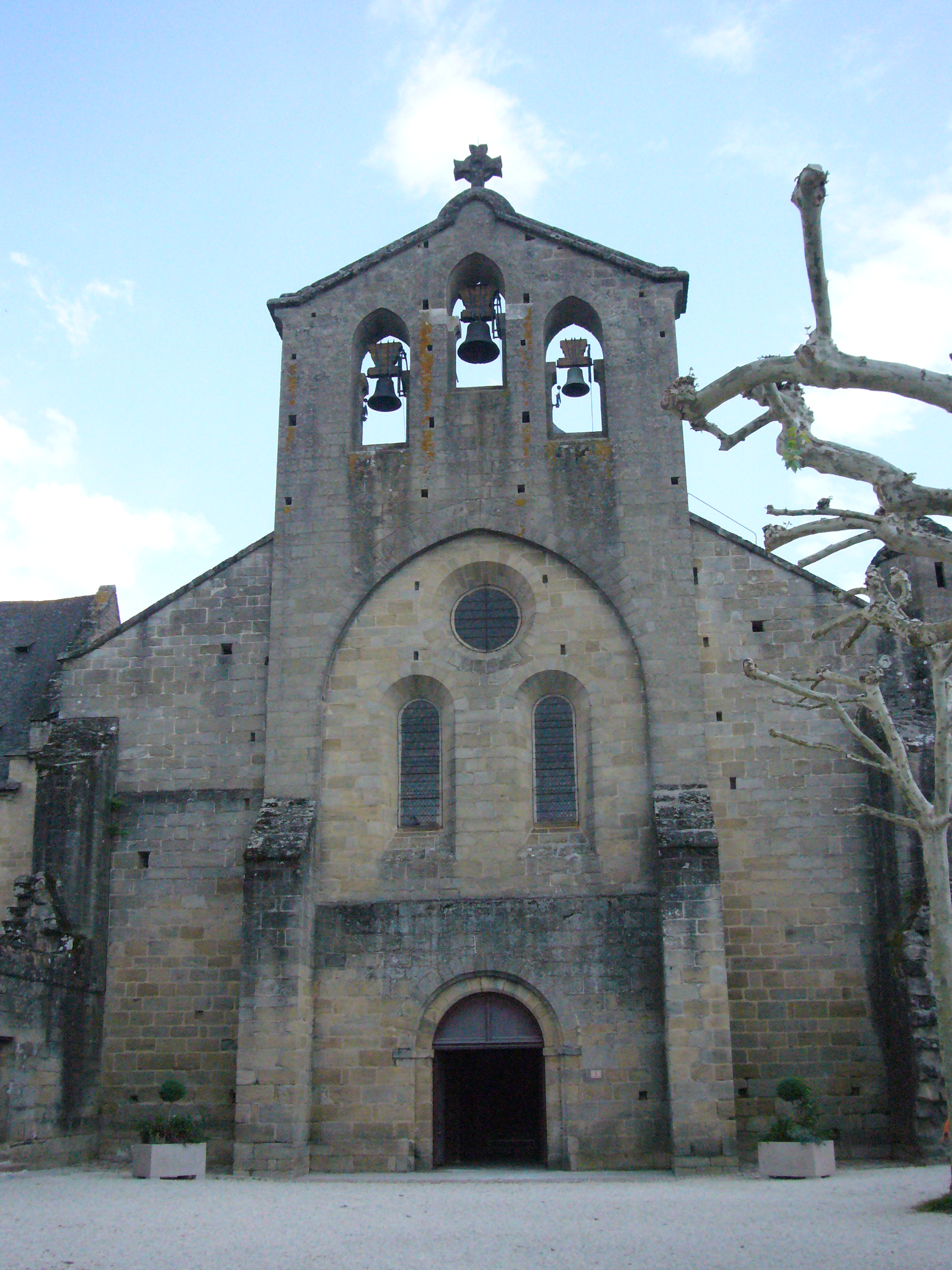
Iglesia abacial de Aubazines, Corrèze, Francia.

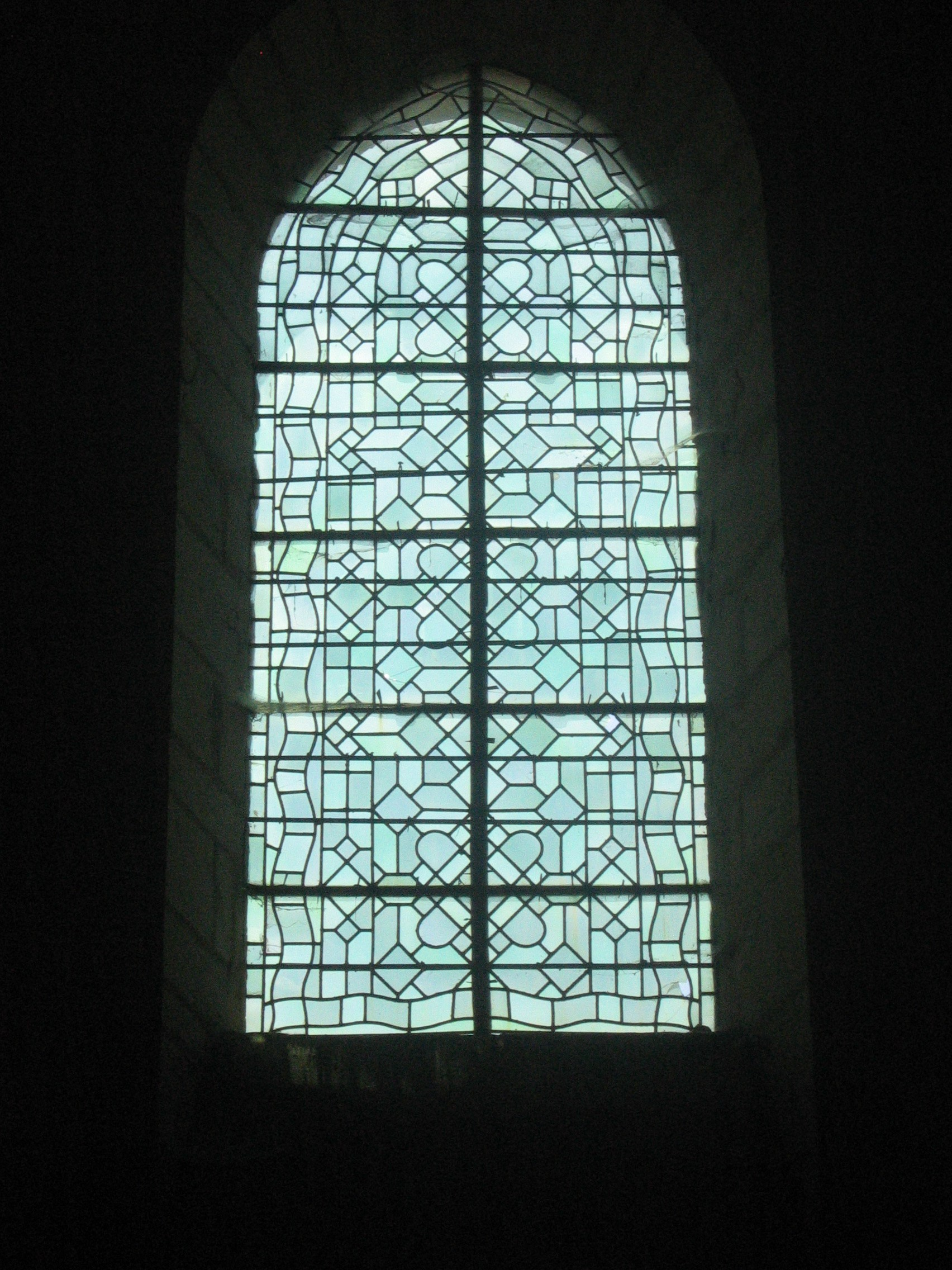
Vidriera. Abadía de Pontigny, Yonne, Francia.

En 1150, una ordenanza estipuló que las vidrieras debían ser «albae fiant, et sine crucibus et pricturis», blancas, sin cruces ni representaciones. Las únicas representaciones eran motivos geométricos y plantas: hojas de palma, rejillas y entrelazados que pueden recordar la exigencia de regularidad preconizada por san Bernardo. Así, hasta mediados del siglo xiii las vidrieras cistercienses fueron exclusivamente las llamadas «en grisalla», cuyos diseños se inspiran en los enlosados romanos. Dominan las vidrieras blancas; al ser menos costosas, se corresponden también con un uso metafórico, como algunos ornamentos vegetales. Las abadías de La Bénisson-Dieu (Loira), Obazine (hoy Aubazines, en Corrèze), Santes Creus (Cataluña), Pontigny y Bonlieu son representativas de este estilo y estas técnicas. Existen hornos de vidrio entre las posesiones de los cistercienses del siglo xiii.
La aparición del vidrio decorativo figurativo en las iglesias cistercienses coincide con el desarrollo del mecenazgo y las donaciones de la aristocracia. En el siglo xv, la vidriera cisterciense perdió su especificidad y confluyó, por su aspecto, con la mayor parte de los edificios religiosos contemporáneos.

### Las baldosas

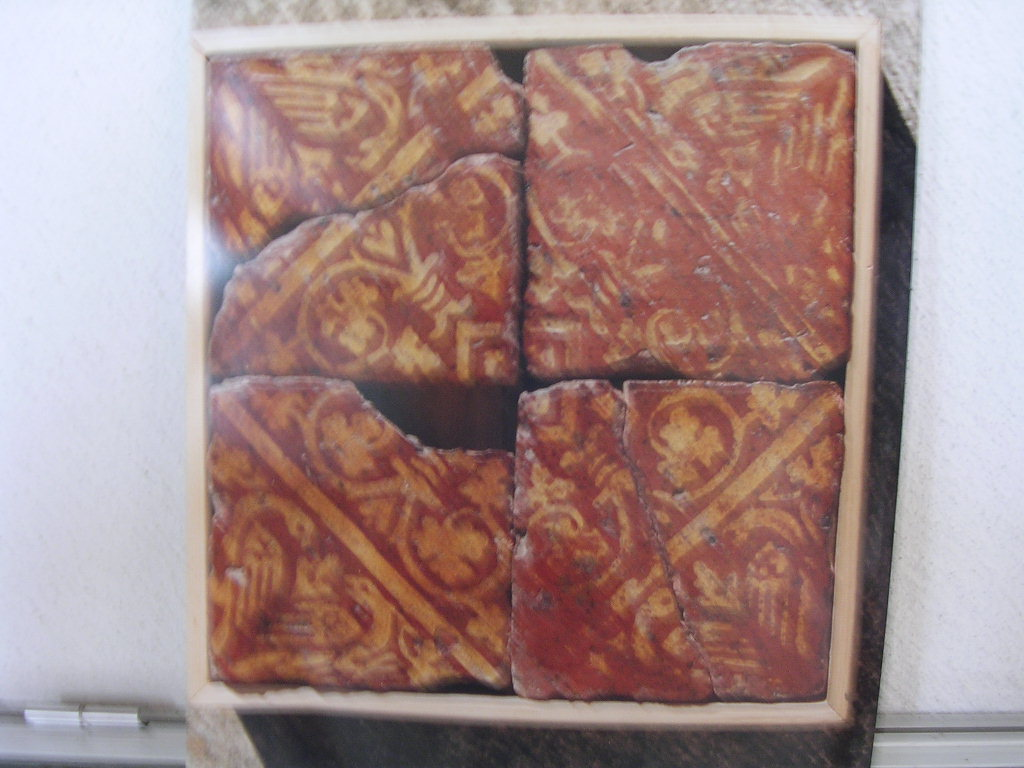
Baldosa decorada procedente de los restos de la abadía de Tart (Côte-d'Or).

En los monasterios cistercienses, que vivían en una relativa autarquía, se impuso el uso de baldosas de arcilla, en lugar de un pavimento de piedra o de mármol. Los monjes blancos desarrollaron un gran dominio de este proceso, en la medida en que fueron capaces de fabricarlas en masa gracias a sus hornos. A finales del siglo xii aparecieron baldosas con motivos geométricos. La decoración se obtenía mediante estampado: en la arcilla aún maleable se fijaba un tampón de madera que imprimía el motivo en hueco. El relieve hueco se rellenaba con una pasta de arcilla blanca y la baldosa se sometía a una primera cocción. A continuación, se le colocaba un revestimiento vitrificable. Este protegía la baldosa y realzaba los colores.
El ensamblaje de las baldosas permitía combinaciones complejas de motivos geométricos. A veces, estos fueron juzgados como demasiado estéticos en relación con los preceptos de sencillez y desposeimiento de la orden. En 1205, el abad de Pontigny fue condenado por el Capítulo general por haber hecho paredes demasiado suntuosas. En 1210, al abad de Beauclerc se le reprochó haber permitido a sus monjes que perdieran el tiempo en hacer un enlosado «revelando un grado inconveniente de descuido y un curioso interés».

## La orden cisterciense, motor de las evoluciones técnicas

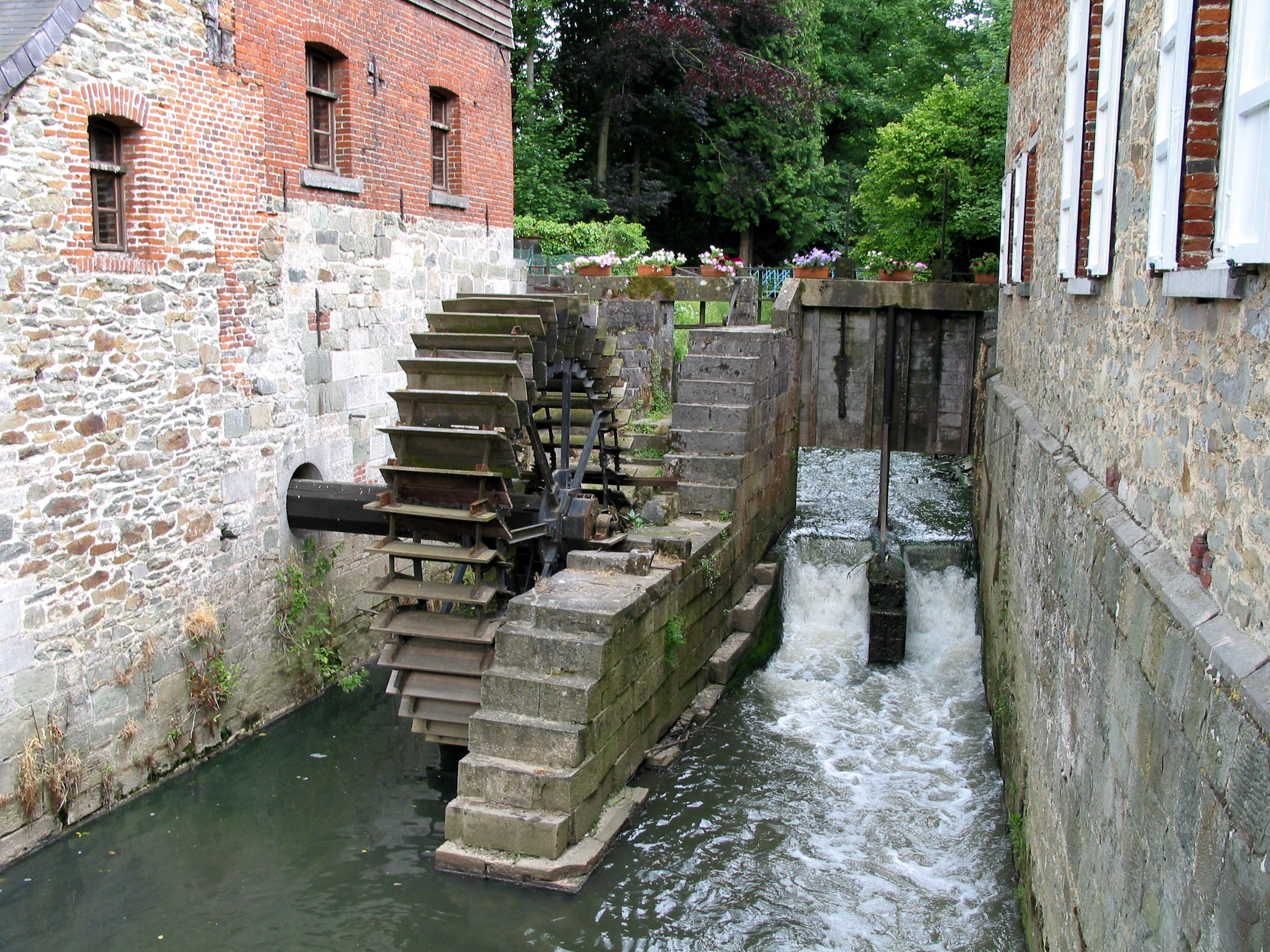
Molino hidráulico de Braine-le-Château, siglo.

Desde el siglo xi al siglo xiii tuvo lugar una verdadera revolución industrial en el Occidente medieval. Se produjo por la creciente monetarización de la economía desde la introducción del dinar de plata por los carolingios en el siglo viii, que permitió la introducción de millones de productores y consumidores en el circuito comercial. Los campesinos empezaron a poder vender sus excedentes, por lo que, desde entonces, les interesaba producir más de lo necesario para su subsistencia y el pago de los derechos señoriales. Desde ese momento, resultó más rentable para los propietarios, clérigos o laicos, imponer un canon a los campesinos a quienes habían confiado la tierra que hacer cultivar esas tierras por esclavos o siervos, que desaparecieron en Occidente. Para aumentar aun más esa productividad invirtieron en equipamientos que la mejoraban, proporcionando arados, construyendo molinos de agua para sustituir a los molinos de sangre y prensas de aceite o de vino para reemplazar la pisa. Este fenómeno lo atestigua la proliferación de molinos, carreteras, mercados y talleres de acuñación de moneda en todo Occidente desde el siglo ix.
Las abadías fueron, a menudo, la punta de lanza de esta revolución económica, pero para los cluniacenses el trabajo manual era degradante y se consagraban lo más posible a actividades espirituales. Por el contrario, en el espíritu de los cistercienses, que se negaban a convertirse en rentistas de tierras, el trabajo manual estaba valorado. En lugar de confiar sus tierras a arrendatarios, ellos mismos participaban en trabajarlas. Por supuesto, sus funciones litúrgicas ocupaban gran parte de su tiempo, pero los suplían los hermanos conversos que se encargaban específicamente de las tareas materiales. En 1200, una abadía como Pontigny contaban con 200 monjes y 500 conversos; en Claraval, los monjes disponían de 162 sillas de coro y los conversos de 328. Dado que ellos mismos estaban implicados en el trabajo manual y que tenían como ideal hacer la tierra más fértil, los cistercienses se las ingeniaron para mejorar las técnicas en la medida de lo posible.
Los progresos se transmitieron entre abadías por medio de manuscritos o a través del desplazamiento de los monjes. Los hermanos conversos, una parte de los cuales vivía en los graneros, fuera de la abadía, participaron en la difusión de las mejoras técnicas entre las poblaciones locales: los cistercienses fueron vectores de importancia fundamental en la revolución industrial de la Edad Media. La orden se convirtió en una verdadera potencia económica. El verdadero despegue se produjo entre 1129 y 1139, y un dinamismo tal suscitó muchos problemas: la incorporación de monasterios que conservaban costumbres que todavía no eran conformes con el espíritu de la Carta de Caridad, la elección de lugares de implantación difíciles, las dificultades de las abadías matrices para poder efectuar las visitas anuales, el peligro de traslado demasiado frecuente de monjes que agotaban a las abadías matrices.
Si bien los cistercienses fueron innovadores, también utilizaron a veces técnicas muy antiguas. Numerosas iglesias cistercienses gozan de una excelente acústica que no es casual: algunas, como Melleray, Loc-Dieu, Orval, utilizan la técnica de los vasos acústicos descrita por Vitruvio, ingeniero romano del siglo I a. C.; estudios contemporáneos han demostrado que estos vasos, repartidos en los muros y bóvedas, amplifican el sonido en la gama de frecuencias de las voces de los monjes, y otros procesos reducen el eco.

### Los progresos agrícolas

#### La mejora de los recursos agrícolas

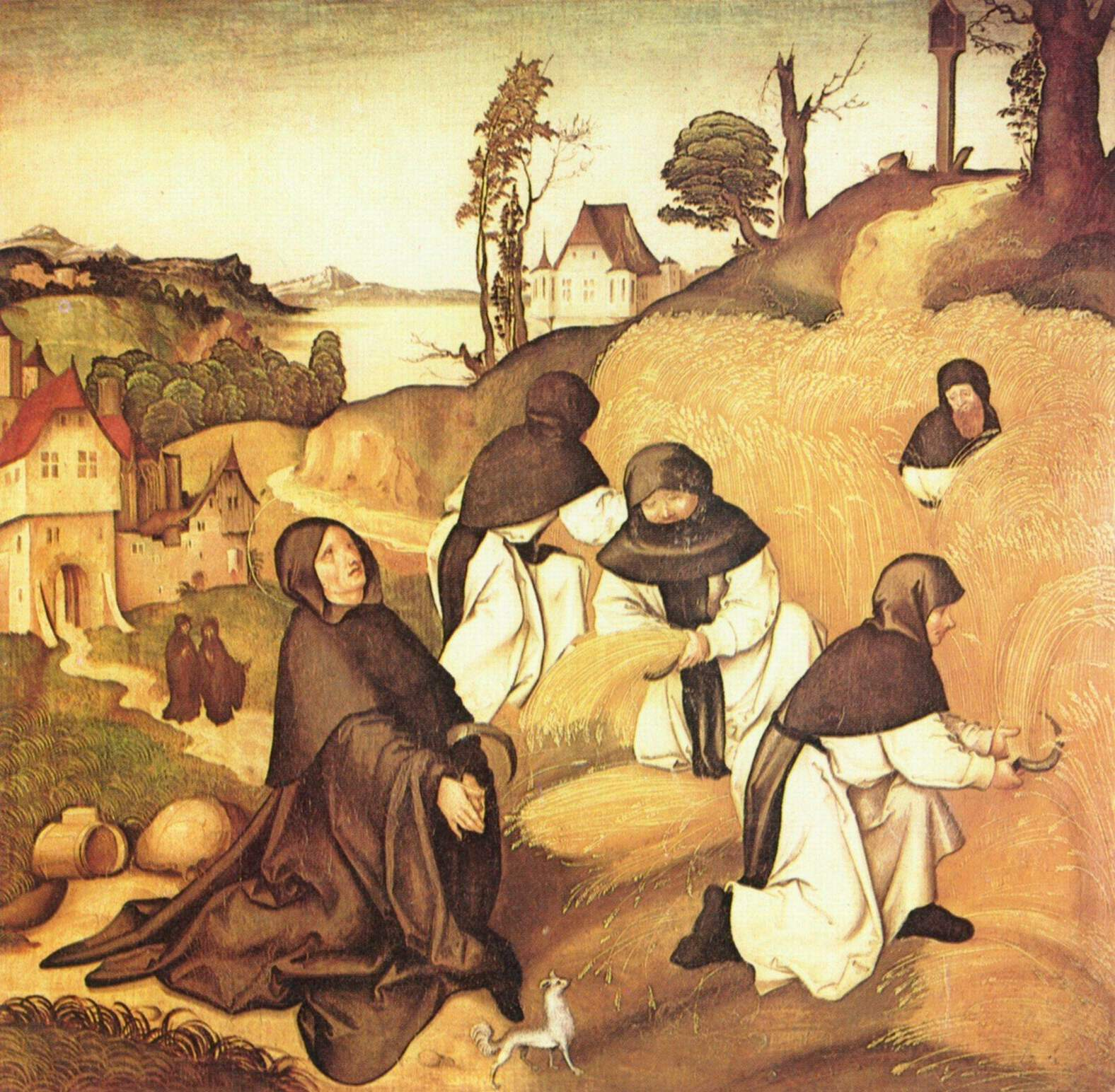
Monjes cistercienses trabajando en el campo.

Los cistercienses ocupan solo una moderada cuota en los cambios que marcaron el crecimiento económico y demográfico medieval. Se afanaban más en dar valor a las tierras apartadas de las grandes aglomeraciones nacientes, haciéndose cargo de antiguas propiedades sin herederos. No dudaban en comprar las aldeas preexistentes, incluso expulsando a sus ocupantes, para reorganizarlas de manera diferente según sus propias reglas explotación.
En general, explotaron mejor los recursos locales, dando valor a los bosques en lugar de destruirlos. Sin embargo, hay abadías cuyos monjes participaron en el gran impulso de cambio medieval. En los territorios actuales de Austria y Alemania, hicieron retroceder el frente forestal hacia el este; en la costa flamenca, la abadía de Dunes consiguió ganar 10 000 hectáreas al agua y la arena; transformaron pantanos en tierras de pastoreo en la región de París, y en salinas en la costa atlántica. Pero abrir camino no era su objetivo principal; era una forma más de establecerse donde todavía había sitio para desarrollar una política de autarquía económica. De este modo se convirtieron en pioneros en la elaboración de las normas de explotación forestal en el siglo xiii. De hecho, el bosque permitía abastecerse de leña para calefacción y para la construcción, así como de frutas y raíces de todo tipo. Los cistercienses desbrozaron y racionalizaron la poda y el crecimiento de las especies. Por ejemplo, las encinas producían bellotas y permitían pastar a los cerdos.

#### El granero cisterciense

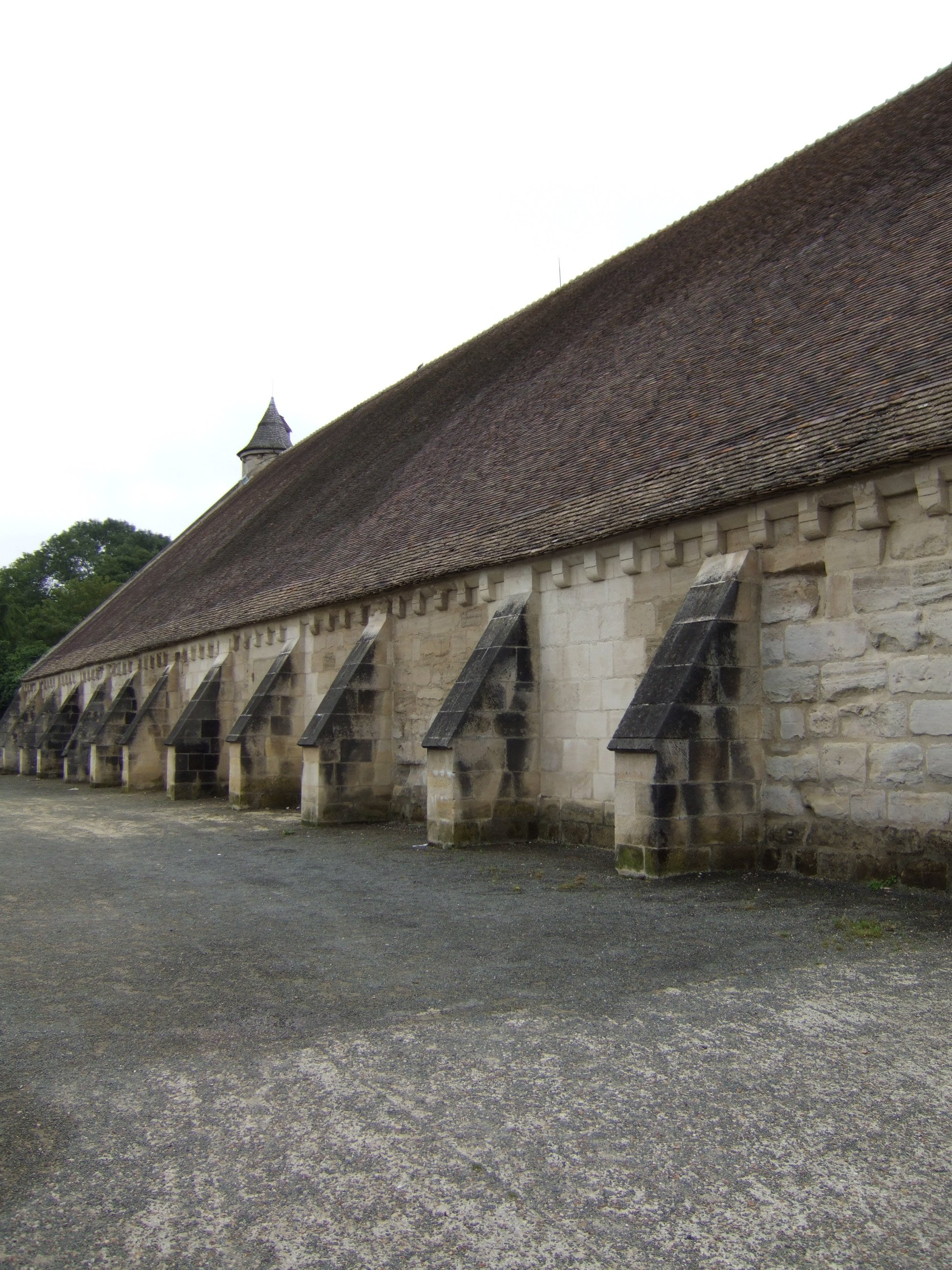
Granero de la abadía de Maubuisson, cerca de Pontoise, Francia.

Los cistercienses no inventaron la rotación bienal ni trienal de cultivos, ni las herramientas agrícolas, pero mediante la observación de las prácticas de los campesinos supieron crear un verdadero modelo de granja: el granero cisterciense. Se trata de complejos rurales coherentes, con edificaciones de explotación y vivienda, que agrupaban a equipos de conversos especializados en una tarea y dependientes de una abadía matriz. Los graneros debían estar situados a no más de un día de camino de la abadía y la distancia que las separa era al menos de dos leguas ―unos diez kilómetros―.
Los graneros cistercienses desarrollaron la capacidad de producción agrícola introduciendo la especialización de la mano de obra. Cada granja era explotada por entre cinco y veinte hermanos conversos ―lo que constituye un número ideal en términos de gestión, porque más allá de una treintena de personas el simple sentimiento de pertenencia al grupo ya no es suficiente para motivar a toda la mano de obra necesaria para la tarea―, ayudados en caso de necesidad por trabajadores agrícolas asalariados y temporeros. La producción de los graneros era mucho mayor que las necesidades de las abadías, que revendían sus excedentes. Estos graneros, a menudo muy grandes ―cientos de hectáreas de tierras, pastos, bosques―, sumaban cerca de un millón de hectáreas. Este sistema de explotación alcanzó en seguida un éxito enorme. Un siglo después de la fundación de Cîteaux, la orden contaba con más de un millar de abadías y más de seis mil graneros repartidos por toda Europa.

#### La viticultura
En la Edad Media, el vino, por su contenido alcohólico, era a menudo más salubre que el agua y, por lo tanto, tenía una importancia vital. Los monjes blancos lo utilizaban para uso propio y, sobre todo, para la liturgia. Debido a su uso sagrado, impusieron una gran exigencia en cuanto a su calidad. Los cistercienses consiguieron la cesión de una viña para cada abadía, de manera que pudiera cubrir sus propias necesidades. Elegían suelos aptos en laderas con una orientación que garantizase una buena insolación y utilizaban, para hacer madurar sus vinos en isotermia, las piedras de cantería talladas para la construcción de sus abadías.
Desarrollaron una producción de calidad que no se destinó al comercio hasta 1160, en regiones aptas para una producción masiva, como Borgoña. Su organización comercial, muy eficiente, les permitió exportar sus vinos hasta Frisia y Escandinavia.

#### La selección de las especies

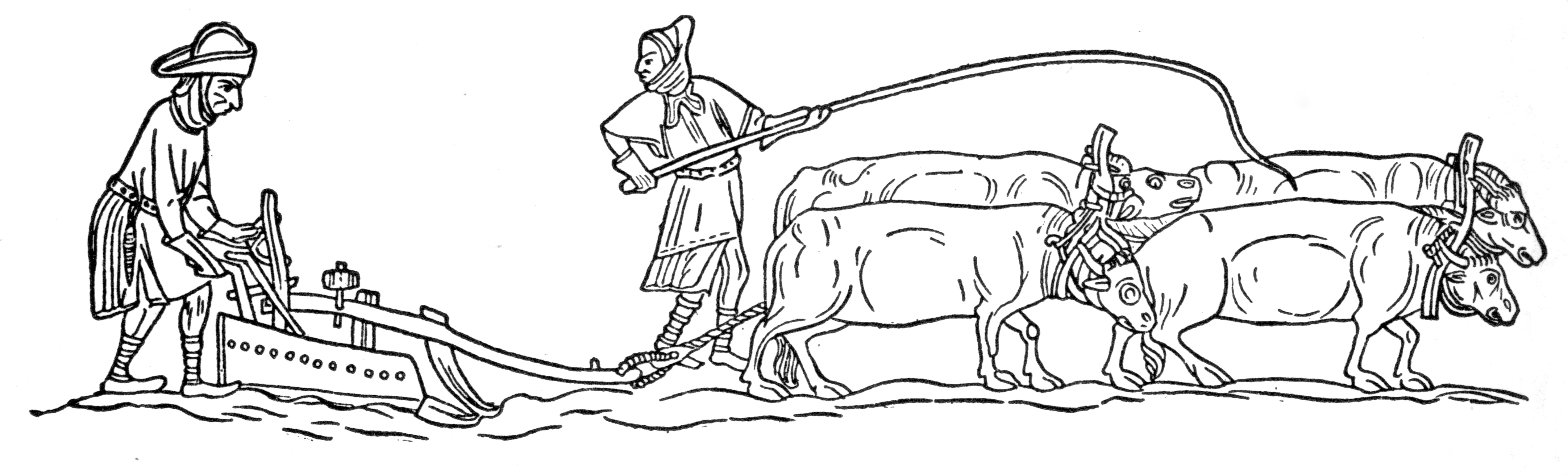
Labranza con arado. Grabado a partir de una ilustración.

La ganadería era una fuente de productos alimentarios, como carne, lácteos y quesos, pero también de fertilizantes y materias primas para la industria del vestido, como la lana y el cuero, y de productos manufacturados, como pergamino y cuerno. Bernardo de Claraval encargó a algunos monjes de su abadía que trajeran búfalos del reino de Italia para cruzarlos. La misma práctica se utilizó para la selección de caballos que, al ser más ligeros, permitían trabajar el suelo de los bosques en el cual el búfalo se hundía. De este modo, los cistercienses, antes que nadie, convirtieron en cultivables tierras que hasta entonces no se consideraban explotables.
Los cistercienses desempeñaron, igualmente, un papel primordial en la reputación de la lana inglesa, que era la materia prima más importante de la industria medieval. Era indispensable para los pañeros flamencos y los comerciantes italianos, una de cuyas principales actividades era la coloración de paños. En 1273, los ganaderos ingleses esquilaron 8 millones de animales. El impuesto sobre la lana era el primer recurso fiscal para el rey de Inglaterra. Los compradores italianos y flamencos procuraban firmar contratos con monjes cistercienses especializados en la cría de ovejas, porque sus animales cuidadosamente seleccionados ofrecían todas las garantías de calidad. Además, la organización extremadamente centralizada de los monasterios cistercienses les permitía tener un solo interlocutor incluso para volúmenes de transacción muy importantes. La abadía de Fountains, en el condado de York, crio hasta 18 000, Rievaulx 14 000, Jervaulx 12 000.
Puesto que su regla limitaba la cantidad de carne en la dieta, los cistercienses desarrollaron la piscicultura en los miles de estanques creados por las numerosas presas y diques que construyeron para regar sus tierras y monasterios. La introducción de la carpa en Occidente es paralela a la expansión de la orden. Los monjes blancos dominaban el ciclo reproductivo de la carpa: construyeron estanques poco profundos y sombríos destinados al crecimiento de los alevines, que luego eran trasladados a estanques más profundos donde se pescaban al final de su crecimiento. La producción era ampliamente superior a las necesidades de las abadías, por lo que una gran parte se vendía.

### Los progresos técnicos

#### La ingeniería hidráulica
La regla benedictina requería que cada monasterio dispusiera de agua y de un molino. El agua se precisaba para beber, lavarse, evacuar los residuos y para abrevar el ganado. Además, la necesidad de agua respondía a exigencias litúrgicas e industriales. Sin embargo, era preciso evitar el riesgo de inundaciones, así que el lugar escogido estaba a menudo ligeramente alto y se precisaba que el agua pudiera elevarse. Los cistercienses se establecieron en sitios apartados a los que había que trasvasar el agua a lo largo de grandes distancias; o, por el contrario, en zonas pantanosas que desecaban construyendo presas río arriba. Se especializaron en ingeniería hidráulica, construcción de embalses y canales. A partir de 1108, el crecimiento de la población monástica de Cîteaux obligó a los hermanos a desplazar la abadía 2,5 kilómetros, para establecerse en la confluencia del Vouge y el Coindon. En 1206, hubo que aumentar aún más el caudal hidráulico y se excavó un tramo de cuatro kilómetros.
Pero la capacidad del Vouge, que no era más que un pequeño arroyo, se agotó rápidamente. Los monjes abordaron una obra aun más importante: desviar el río Cent-Fonts, lo que garantizaría un caudal mínimo de 320 litros por segundo. Los monjes debieron negociar el paso con el duque de Borgoña en el capítulo de Langres. La obra era enorme porque, además de la excavación del canal de 10 km, había que construir un acueducto ―el puente de los Arvaux― de 5 metros de altura, a fin de permitir el paso del canal por encima del río Varaude. El resultado estuvo a la altura del esfuerzo: el potencial energético de la abadía aumentó considerablemente con un salto de agua de 9 metros. Al menos un molino y una herrería se instalaron sobre el nuevo tramo.
La irrigación de los monasterios permitió instalar agua corriente, transportada, si era necesario, por canales subterráneos incluso a presión. Para ello, los monjes utilizaron canalizaciones de plomo, terracota o madera. En algunas partes, el flujo podía ser interrumpido por un grifo de bronce o de estaño. Algunas abadías como la de Fontenay estaban equipadas con un sumidero. Al encontrarse en el fondo de los valles, en muchas abadías había que evacuar eficazmente las aguas pluviales; un colector alimentado permanentemente por el agua de una presa que cortaba el valle, pasaba por debajo de la cocina y de las letrinas y recibía todas las aguas residuales procedentes de canalizaciones secundarias que descendían de los diferentes edificios. En Cleeve o en Tintern, los colectores, muy anchos, tenían compuertas a modo de cisternas que permitían liberar un gran volumen de una sola vez y purgarlas.

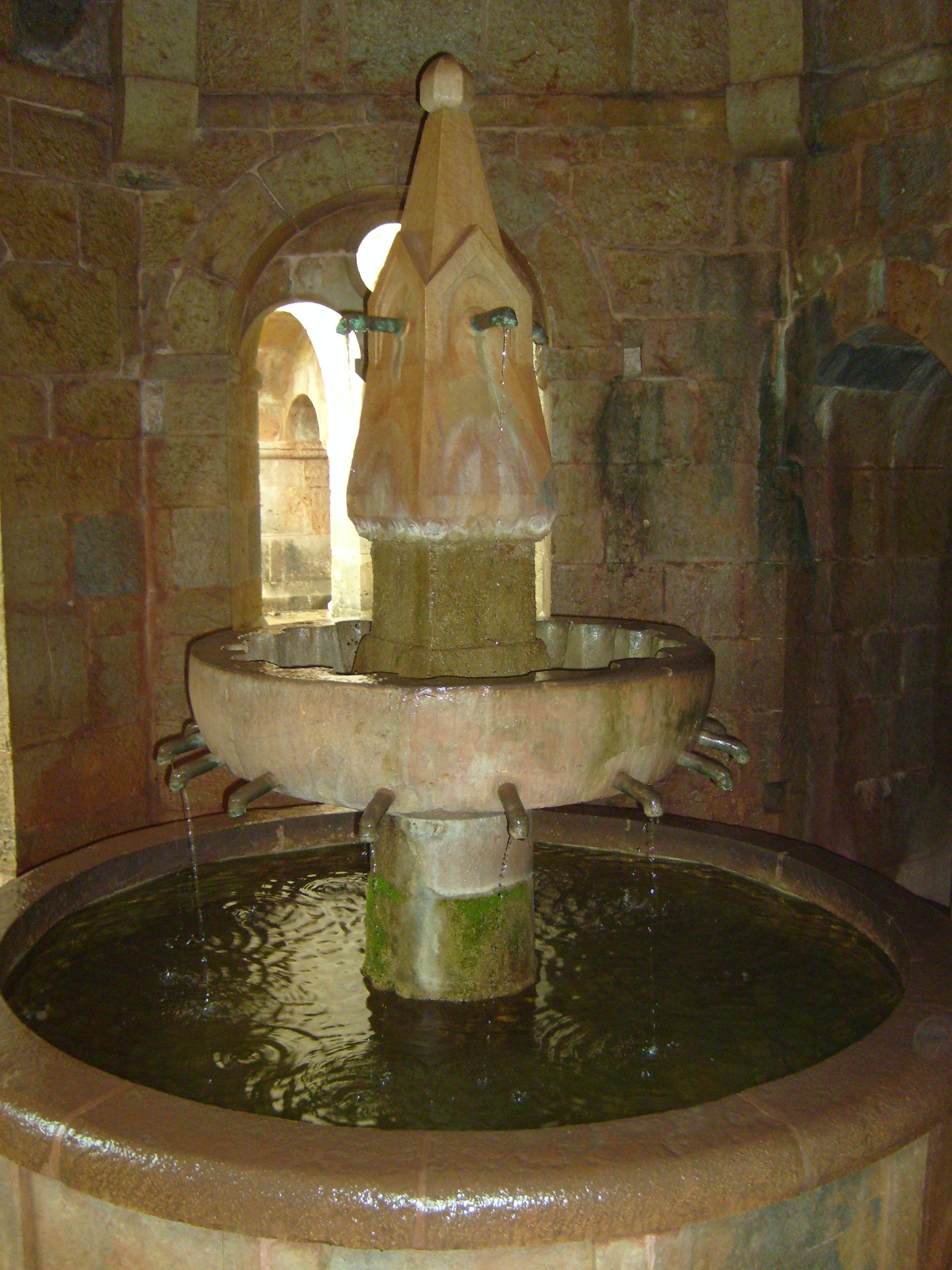
Lavabo colectivo en la abadía del Thoronet, en la Provenza francesa.

El conocimiento de la hidráulica por parte de los cistercienses les permitió transformar ríos sujetos a crecidas, en cursos de agua regulados para las necesidades domésticas, energéticas y agrícolas de los monjes. Esto permitió convertir en explotables grandes extensiones de tierra hasta entonces abandonadas por falta de riego.
Debido al crecimiento económico y demográfico, y a las importantes necesidades de la industria textil, se necesitaban más bóvidos y ovinos. A partir del siglo xii, los terratenientes comenzaron a desecar las zonas pantanosas para ampliar la superficie de pastos disponibles. A finales del siglo xii, las desecaciones alcanzaron su punto culminante. La madera era escasa y se encareció. Además, se prestó mayor atención a la explotación forestal, cuyo papel abastecedor seguía siendo fundamental. Particularmente en Flandes, donde la densidad de población estaba al límite, las abadías cistercienses llevaron a cabo obras de encauzamiento como continuación del trabajo comenzado a partir del siglo xi. En los siglos xii y xiii, la extensión del sistema de diques o pólder a gran escala en la marisma Poitevin se llevó a cabo por la asociación de abadías, creando planes sistemáticos de drenaje. También organizaron la vegetación a lo largo de los ríos, por ejemplo, plantando sauces, cuyas raíces afianzan la tierra de los diques y canales.

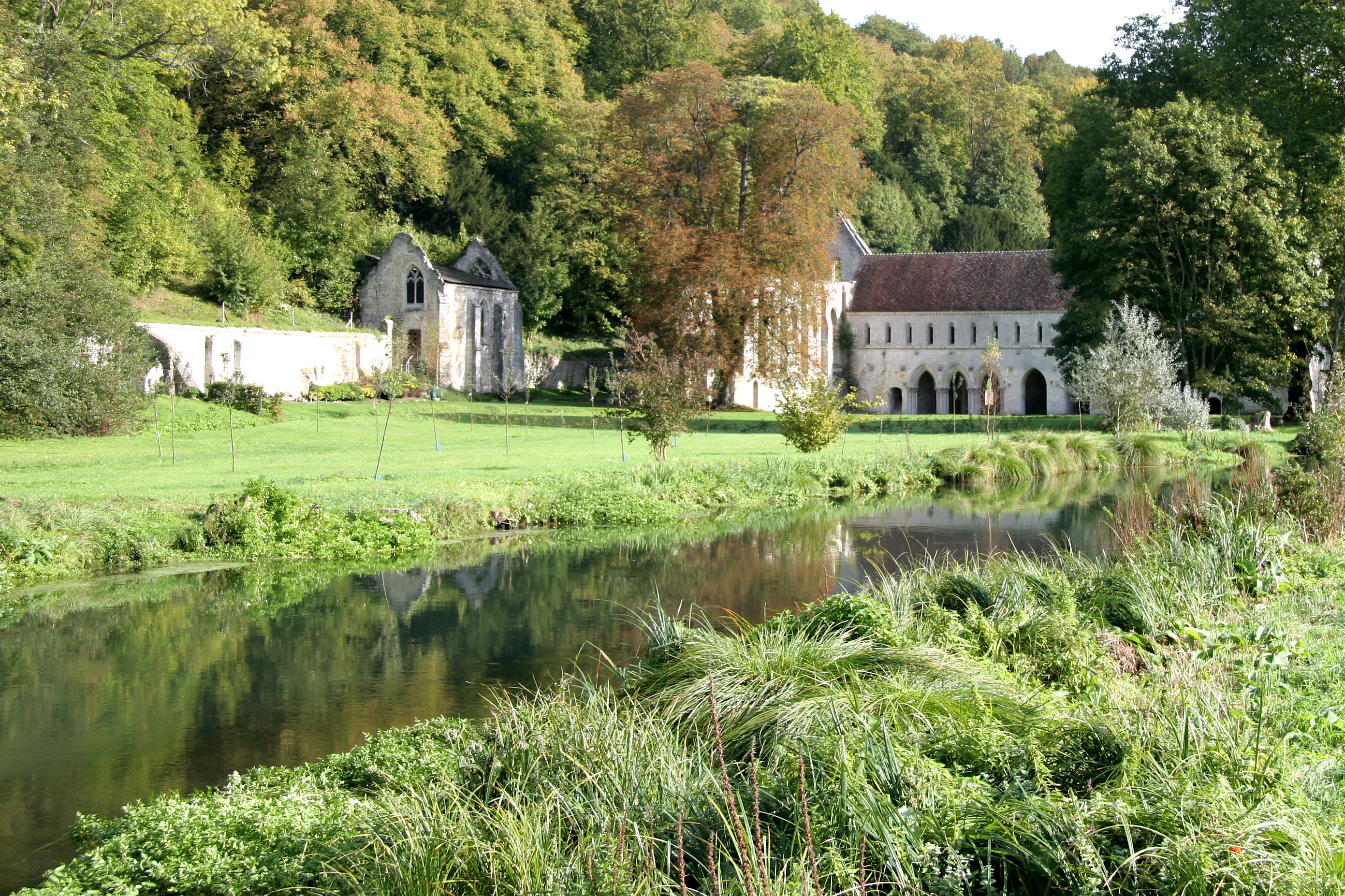
Abadía de Fontaine-Guérard, en Normandía, Francia.

Aunque los cistercienses fueron particularmente eficientes en la gestión del agua, se inscribían dentro de una evolución global. Las técnicas de riego habían pasado a Occidente a través de la España musulmana y de Cataluña, donde la orden de Cluny tenía una fuerte implantación. La abadía de Cluny no habría podido desarrollarse sin acondicionar el valle del Grosne. Del mismo modo, los condes de Champagne desviaron el Sena para desecar los alrededores de Troyes y proporcionarle la energía hidráulica que necesitaba así como un sistema de evacuación de aguas.

#### La industria

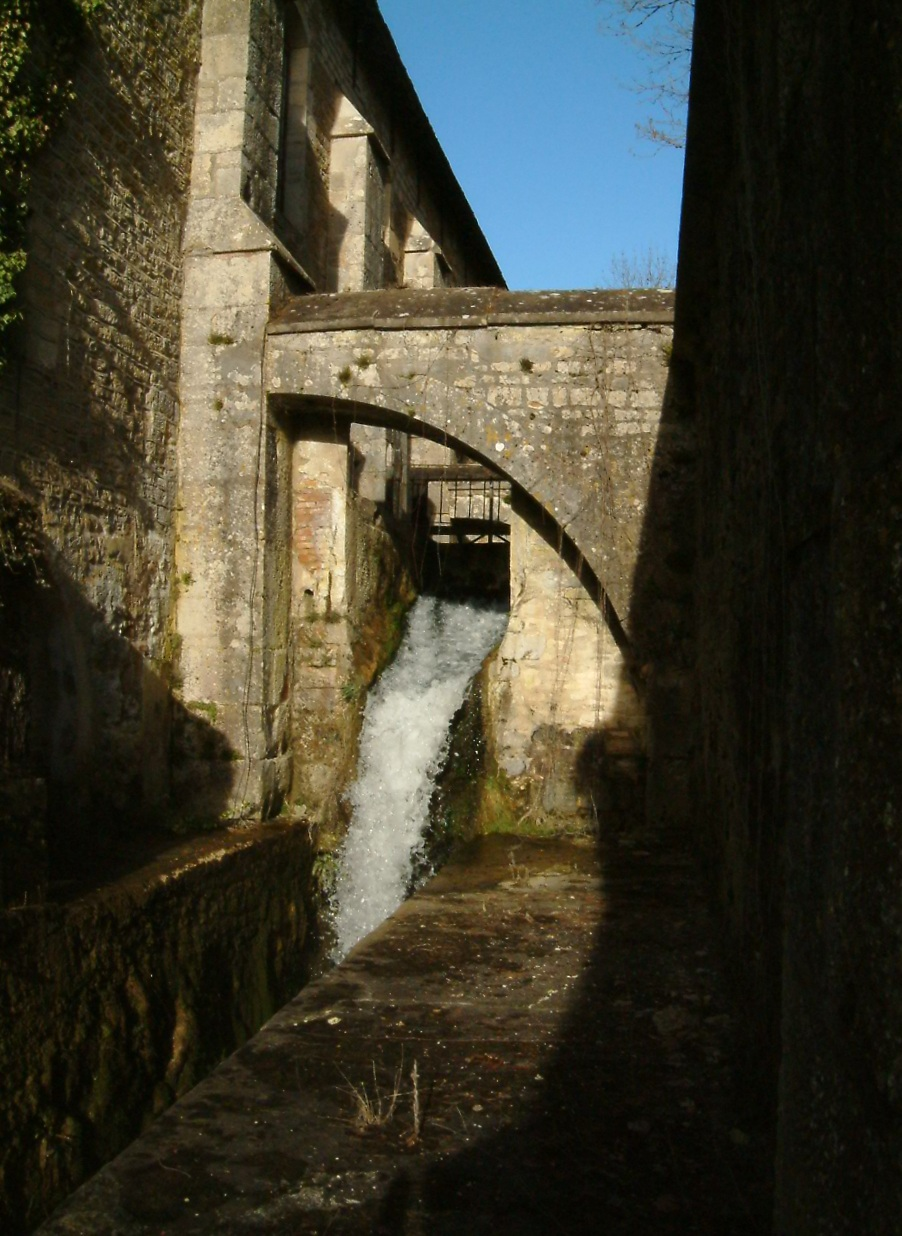
Compuerta de alimentación de la rueda hidráulica, ya desaparecida, de la herrería de la abadía de Fontenay.

El molino hidráulico se difundió durante todo el período medieval porque era una importante fuente de ingresos financieros para la nobleza y los monasterios que, por ello, invirtieron en este tipo de equipamientos. El uso de la fuerza hidráulica, en lugar de la animal o la humana, permitía una productividad incomparable con la existente en la antigüedad: cada rueda de un molino de agua podía moler 150 kilos de trigo por hora, lo que equivalía al trabajo de 40 siervos. Desde la época carolingia, los monasterios estaban en la vanguardia en este campo, porque la regla benedictina exigía que hubiera un molino en cada abadía.
Los monjes blancos utilizaban las técnicas en boga en sus regiones: molinos de rueda vertical en el norte y de rueda horizontal en el sur. Los ingenieros medievales del siglo xii desarrollaron también molinos de viento de pivote vertical, que permitía seguir los cambios en la dirección del viento, o de marea, que eran desconocidos en la Antigüedad o en el mundo árabe. Con el desarrollo del árbol de levas en el siglo X, esta energía pudo ser utilizada para múltiples propósitos industriales. Aparecieron, así, los batanes, que se utilizaban para aplastar el cáñamo, moler la mostaza, afilar hojas, prensar el lino, el algodón o los paños. En esta importante operación en la fabricación de tejidos, el molino sustituía a cuarenta bataneros. Se ha probado la existencia de sierras hidráulicas en el siglo xiii.

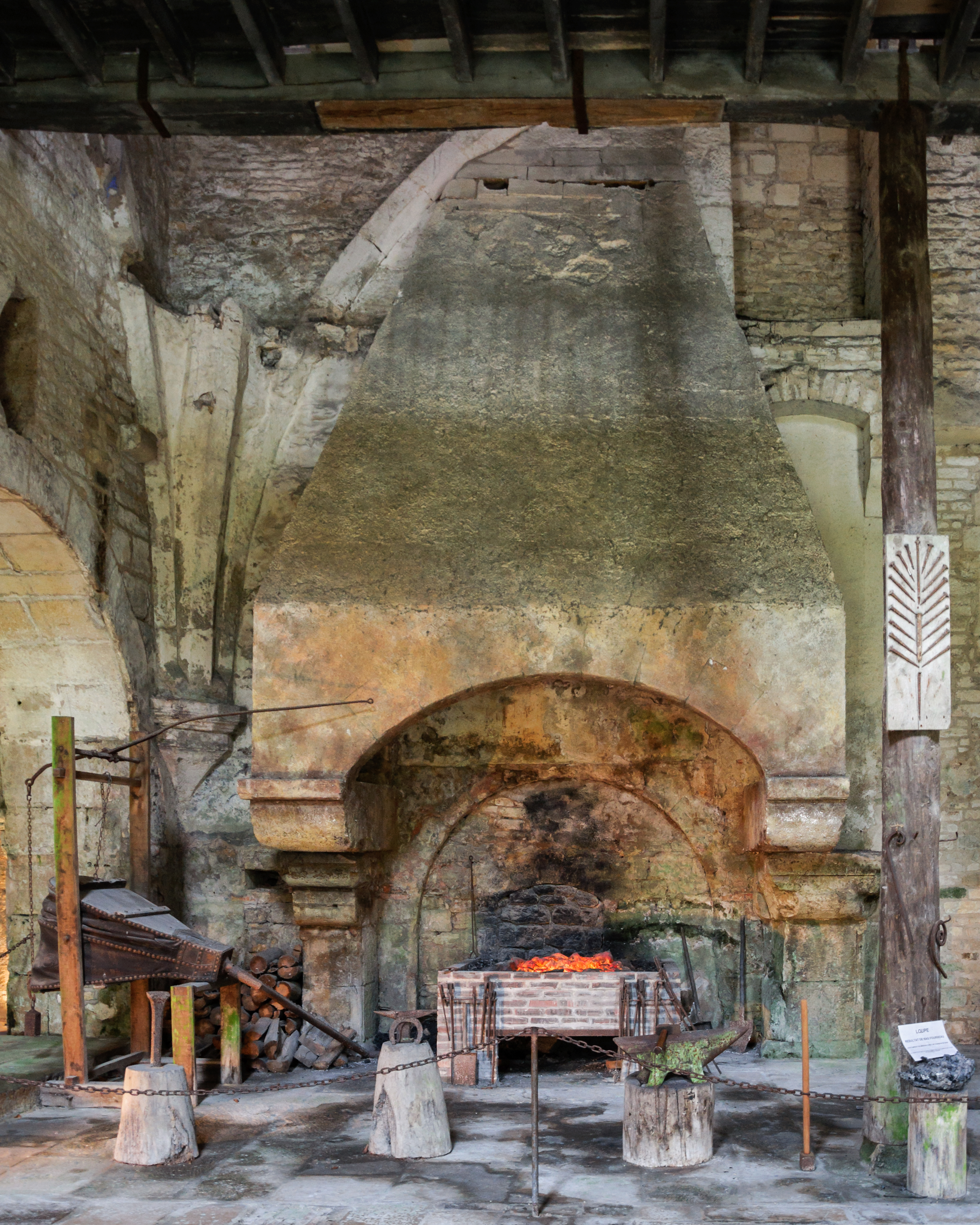
Herrería de la abadía de Fontenay.

De todas estas innovaciones técnicas, que hábilmente utilizaban (se encuentran entre los primeros en usar batanes hidráulicos), realmente solo se puede atribuir a los monjes cistercienses la creación del martillo hidráulico, cuyo uso generalizaron en toda Europa. Los cistercienses necesitaban, en efecto, herramientas agrícolas, pero también de excavación, de construcción, clavos para la carpintería, bisagras y cerraduras para las ventanas y, cuando evolucionaron las técnicas de arquitectura, armazones de hierro para sus edificios. Modificaron las técnicas tradicionales mecanizando algunas fases del trabajo del hierro.
A partir del siglo xii, las fraguas accionadas por energía hidráulica multiplicaron la capacidad de producción de los herreros; el uso del martillo pilón permitía trabajar piezas considerablemente mayores (los martillos de la época podían pesar 300 kilogramos y dar 120 golpes por minuto) y más rápidamente, con martillos de 80 kilogramos que golpeaban 200 veces por minuto, y la insuflación de aire a presión permitía obtener acero de mejor calidad, al elevar la temperatura del interior de los hornos a más de 1200 °C. Desde 1168, los monjes de Claraval vendían hierro. Esta industria siderúrgica consumía mucha madera: para obtener 50 kilos de hierro se necesitan 200 kilos de mineral y 25 estéreos de madera; en 40 días, una sola carbonera tala un bosque en un radio de un kilómetro.
Los cistercienses también dominaban el arte del vidrio. Tenían hornos para la fundición de vidrio plano. A pesar de las instrucciones de Bernardo de Claraval, que pregonaba una estricta sobriedad, desarrollaron un tipo de vidriera original: la grisalla.
Para las necesidades de sus construcciones, los cistercienses tenían que fabricar cientos de millones de tejas. El horno de Commelle es un perfecto ejemplo: permitía cocer entre 10 000 y 15 000 piezas a la vez. Las tejas se introducían en el horno ordenadas al tresbolillo, sellando el horno con ladrillos refractarios recubiertos de arcilla para perfeccionar el aislamiento. El hogar se alimentaba durante tres semanas y se tardaba el mismo tiempo para que el horno y las tejas se enfriasen. Estos hornos se utilizaban también para hacer las baldosas de las abadías.

## Los cistercienses como agentes económicos de la Edad Media

### El patrimonio inmobiliario

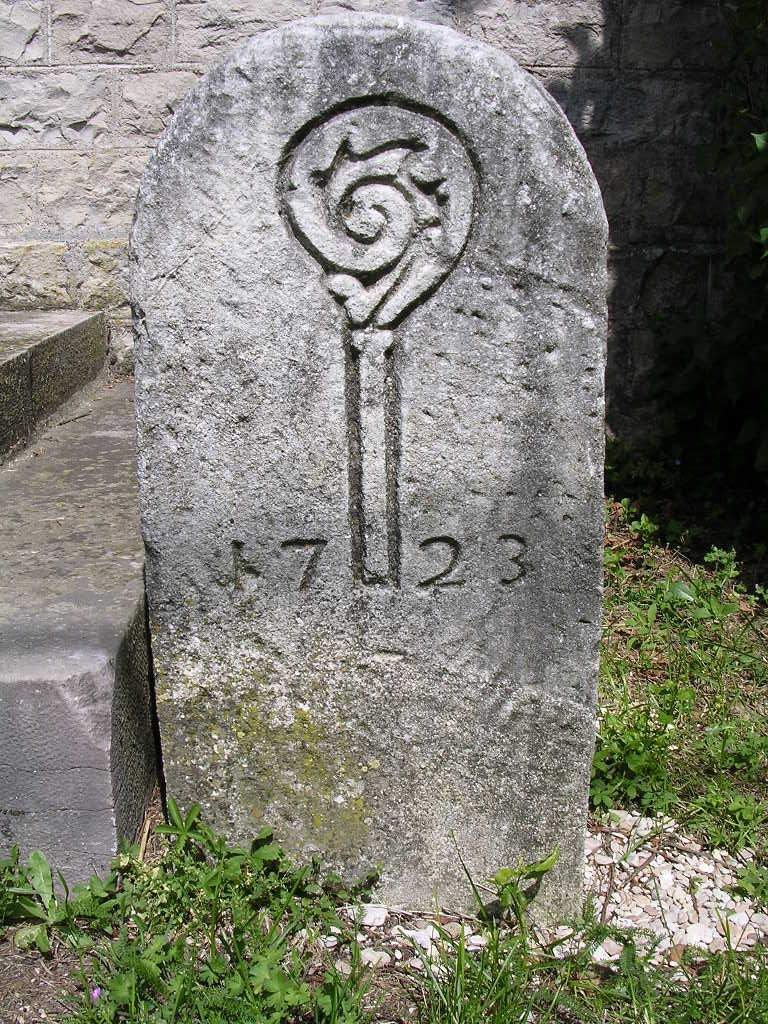
Mojón lindero cisterciense del convento de monjas de Tart (Côte-d'Or).

Una activa política de adquisiciones, propiciada en sus inicios por la popularidad del movimiento que obtuvo un gran número de cesiones y donaciones, permitió a la orden convertirse en una importante terrateniente. Añadieron valor a sus tierras graneros y bodegas, algunos de los cuales estaban a veces muy alejados de la abadía.
Su estrategia de hacer explotables las tierras adquiridas, antes frecuentemente baldías, no era casual; prestaron una particular atención a la adquisición de ríos y molinos necesarios para su desarrollo. Incluso llegaron a pagar un alto precio por el codiciado derecho de acceso a los ríos. Así, por ejemplo, la abadía de Cîteaux tuvo que pagar 200 libras de Dijon en el Capítulo de Langres para obtener el derecho de paso de una derivación del Cents-Fonts. Algunos años más tarde, esta misma abadía se enfrentó a problemas financieros. Desde ese momento, el control del agua se convirtió en una prioridad para la orden. Mediante una hábil política de adquisiciones, los monjes blancos se convirtieron en propietarios de numerosos ríos. Esto les proporcionó un poder económico y político muy importante; podían desecar las tierras que se hallaban río abajo y privar de energía hidráulica a tal o cual señor. Los numerosos procesos que enfrentaron a los cistercienses con dichos señores dan fe de la frecuencia de los conflictos sobre la cuestión del acceso al agua. Esos pleitos contribuyeron a la impopularidad de la orden, sobre todo porque dicha política de adquisición de tierras se hizo a menudo en detrimento de los habitantes que, a veces, fueron expulsados.
En la segunda mitad del siglo xii, la orden intentó obtener beneficios financieros de su patrimonio e invirtió masivamente en viñedos y salinas. De ese modo, Citeaux incrementó sus posesiones con la adquisición de viñedos en las zonas de Corton, Meursault y Dijon y se convirtió en dueña de un horno de sal en el yacimiento de Salins. Cabe señalar que los cistercienses no explotaban por sí mismos las salinas y, por tanto, no hicieron ninguna aportación técnica. De hecho, su explotación estaba a cargo de salineros ―no de conversos― que se quedaban con dos tercios de la cosecha. La inversión necesaria para el mantenimiento de las salinas ―diques, pilotes― se asignaba a un burgués inversor que recibía, a cambio, el tercio restante de la sal producida. La cistercienses cobraban un censo sobre los ingresos de los salineros. Su inversión en las salinas era, pues, puramente financiera; no por ello era menos importante; los monasterios de Saint-Jean d’Anjely, Redon, Vendôme y los de la región de Borgoña invirtieron masivamente en las salinas de las costas atlántica y mediterránea o en las salinas del Franco Condado, de Lorena, de Alemania y de Austria, de explotación minera.

### La potencia comercial

Implantación de los cistercienses en Borgoña en el siglo.

Más allá de su inmenso patrimonio inmobiliario, fue la instauración de una excelente red de ventas lo que dio a los cistercienses un poder económico de primer orden.
Desde el principio, las abadías ubicadas a lo largo de cursos de agua, a su vez afluentes de los principales ríos, estuvieron situadas en una posición ideal para vender todos sus productos a las ciudades. Cîteaux y sus primeras filiales se situaron en Borgoña, es decir, en la zona de unión entre las tres principales cuencas fluviales de Francia: el Ródano, el Loira y el Sena. De hecho, Cîteaux se encuentra a orillas del Vouge, a su vez afluente del Saona, lo que permitía la unión entre el corredor del Ródano, uno de los principales ejes comerciales entre el Mediterráneo y el norte de Europa, la cuenca del Sena (París, con 200 000 habitantes a finales del siglo xiii, era el principal centro de consumo de Occidente) y el Loira, accesible por el Arnoux. La expansión de la orden en el Franco Condado le permitía no solo controlar las salinas, sino también facilitar su acceso al Rin a través del Doubs. En estos ríos tranquilos bastaban simples barcas de fondo plano para transportar los productos.
Gracias a sus localizaciones, los cistercienses llegaban a todas partes a lo largo de estas rutas comerciales fluviales: en el Garona y el Loira que conducían al Atlántico y, por tanto, a Inglaterra y el norte de Europa; en el Sena y sus afluentes que conducían a París y luego a Ruan y al canal de la Mancha; en el Rin, el Mosela y el Meno hacia las regiones pobladas y comerciales controladas por la Liga Hanseática; en el Po, en el Danubio... Los cistercienses eran dueños de una red comercial que cubría toda Europa.
Los cistercienses usaban su poder político y económico para obtener exenciones en los peajes. Controlando el cauce de los ríos mediante los diques y canales que habían construido, podían influir sobre los señoríos situados aguas abajo de sus posesiones (los señoríos necesitaban agua para mover sus molinos y regar sus tierras) y negociar con ellos los derechos de tránsito o su apoyo político. Se sabe que Pontigny podía introducir 500 hectólitros libres de impuestos en la ciudad de Troyes, que Vaucelle podía transportar 3000 en franquicia por el río Oise, y Grandselve 2500 por el Garona. Obtenían exenciones fiscales en las rutas comerciales que utilizaban y podían incrementar sus márgenes en los productos que comercializaban.
El volumen de vino vendido por los monjes blancos se contaba en miles de hectolitros; Ederbach enviaba 2000 por el Rin a los comerciantes de Colonia, y en la abadía se podían almacenar 7000 en el siglo xvi.
Aunque inicialmente situados en lugares remotos, los monjes blancos adquirieron poco a poco posesiones en la ciudad, útiles para acoger a los monjes que viajaban entre abadías o por los caminos de peregrinación. Cuando se celebraban las reuniones generales de la orden, había que poder albergar a cientos de abades. Pero los cistercienses las transformaron en lugares comerciales en cuanto advirtieron su necesidad a finales del siglo xii. Se trataba de verdaderos almacenes urbanos, pero también de lugares de descanso para los monjes que recorrían Europa. En estos lugares se vendían productos de la orden: vino, sal, vidrio, productos manufacturados de metal. Las casas de Cîteuax, en Beaune, y de Claraval, en Dijon, por ejemplo, desempeñaban el papel de bodegas, con cubas, lagar y cava.
Los monjes abrieron albergues junto a los ríos que llevaban a zonas de intercambio comercial: París, Provins, Sens. En Auxerre, por ejemplo, había un albergue donde las mercancías procedentes del Saona se podían llevar, a través del Yonne, hasta el Sena (la orden poseía un albergue en Montereau, en la confluencia de los dos ríos y, por tanto, a París, Ruan e incluso Inglaterra. Los cistercienses abrieron almacenes para vender sus productos en todas las ciudades donde se concentraban los consumidores ―como París, la ciudad más poblada de Occidente― y en los núcleos comerciales, como Provins, donde tenía lugar una de las ferias de Champaña, o Coblenza. Los cistercienses estaban particularmente bien establecidos en las ciudades sede de las ferias de Champaña, que absorbían gran parte del comercio europeo en los siglos xii y xiii.
Este éxito económico contribuiría progresivamente a una transformación radical de la orden, que se apartaba cada vez más de la austeridad de Bernardo de Claraval. La transformación de los cistercienses en diezmeros se produjo a partir de los años 1200. Con ello, aquello que proporcionó popularidad a la orden en sus comienzos desapareció, y decayó en favor de las órdenes mendicantes. El reclutamiento se resintió. Según Duby, «la gente del campo es la primera en dar la espalda a la orden que le quita su tierra y la expulsa de sus aldeas». Este fue el origen de algunas manifestaciones de rencor en el siglo xiii en Germania, donde a veces resultaron incendiados algunos graneros de la orden.